# Belgique
Pour les articles homonymes, voir Belgique (homonymie).
Royaume de Belgique
(nl) Koninkrijk België 
(de) Königreich Belgien 
La Belgique (/bɛlʒik/  ; en néerlandais : België /ˈbɛlɣiǝ/  ; en allemand : Belgien /ˈbɛlgiən/ ), en forme longue le royaume de Belgique, est un pays d’Europe de l'Ouest, bordé par la France, les Pays-Bas, l’Allemagne, le Luxembourg et la mer du Nord. La Belgique couvre une superficie de 30 688 km2 avec une population de 11 825 551 habitants au 1er janvier 2025, soit une densité de 385 habitants/km2. Politiquement, il s'agit d’une monarchie constitutionnelle fédérale à régime parlementaire. Sa capitale est Bruxelles ; les autres grandes villes sont Anvers, Gand, Charleroi, Liège, Bruges, Namur et Louvain. 
Située à mi-chemin entre l’Europe germanique et l’Europe romane, la Belgique abrite principalement deux groupes linguistiques : les francophones, membres de la Communauté française et les néerlandophones, membres de la Communauté flamande. Elle comprend également une minorité germanophone représentant environ 1 % de la population et constituant la Communauté germanophone. Les régions administratives de Belgique sont des entités fédérées comprenant : la Région de Bruxelles-Capitale au centre, une zone officiellement bilingue mais très majoritairement francophone, la Région flamande néerlandophone, au nord, et la Région wallonne francophone, au sud. C'est dans l'est de la région wallonne que réside la Communauté germanophone, dans les cantons d'Eupen et Malmedy, frontaliers avec l'Allemagne. La diversité linguistique de la Belgique et ses conflits politiques connexes sont reflétés dans son histoire politique et dans son système de gouvernement complexe,.
Historiquement, la Belgique, le royaume des Pays-Bas et le grand-duché de Luxembourg étaient connus, aux XVe – XVIIe siècles, sous le nom de Pays-Bas, région qui correspondait à un territoire un peu plus vaste que l’actuel Benelux. La région qui couvrait une partie de la Belgique ainsi que le nord et l'est de la France était qualifiée de « Belgica » dans les documents rédigés en latin. Ce nom, utilisé depuis l’antiquité, avait été repris pour désigner la Gallia Belgica, conquise par Jules César et créée province romaine par Auguste. De la fin du Moyen Âge jusqu’au XVIIe siècle, le territoire correspondant à la Belgique fut un centre commercial et culturel prospère et relativement cosmopolite dans ses principales villes. Après avoir fait partie des Pays-Bas espagnols (1581-1714) et des Pays-Bas autrichiens (1714-1794), celui-ci fut annexé par la France révolutionnaire (1794-1815). En 1815, avec le congrès de Vienne, la majeure partie de la Belgique actuelle fut incorporée au royaume uni des Pays-Bas. Durant des siècles, le territoire belge fut le théâtre de nombreuses batailles entre différentes puissances européennes, ce qui lui ont valu le surnom de « champ de bataille de l’Europe », une réputation qui fut renforcée au XXe siècle par les deux guerres mondiales.
La Belgique telle qu'elle existe aujourd'hui a été créé à la suite de la révolution belge de 1830, quand le pays fit sécession des Pays-Bas. Au XIXe siècle, la Belgique indépendante participa activement à la révolution industrielle, en ayant été notamment la deuxième puissance industrielle du monde pendant près d'un siècle, et, durant le cours du XXe siècle, elle posséda plusieurs colonies en Afrique, dont la principale était le Congo belge. La deuxième moitié du XXe siècle a été marquée par des tensions entre les Flamands et les Wallons en raison des différences de langues et du développement économique inégal des deux régions. Ce conflit a mené à plusieurs réformes de grande envergure, dont la transition d’un État unitaire à un État fédéral entre 1970 et 1993.
La Belgique est l’un des six pays fondateurs de l’Union européenne et accueille, à Bruxelles, le Conseil de l'Union européenne et le Conseil européen, la Commission européenne, les Commissions parlementaires et six sessions plénières additionnelles du Parlement européen, ainsi que d’autres organisations internationales comme l’OTAN. Le pays accueille également, à Mons, le Grand Quartier général des puissances alliées en Europe (SHAPE).

## Toponymie
La première mention du terme Belgica figure dans les Commentaires sur la guerre des Gaules, qui relatent la conquête du territoire par Jules César. Il disparaît presque complètement après les grandes invasions, ne subsistant que sous la plume de quelques ecclésiastiques. Il ne réapparaît que durant la seconde moitié du IXe siècle, après la scission de l'empire de Charlemagne et la création de la Lotharingie. Les clercs de l'époque utilisent le terme Belgica pour désigner le royaume de Lothaire II situé entre la Gallia de Charles le Chauve et la Germania de Louis le Germanique. Les dénominations Belgae, Belgica et Gallia Belgica disparaissent de nouveau au XIIe siècle, après la disparition de la Lotharingie. « Ses habitants sont appelés Belgae. Aux yeux des clercs se piquant de purisme antique, le mot Lotharingia n'est qu'un monstrueux barbarisme. Belgica est beaucoup plus noble : ce nom a une véritable sonorité antique. Après le morcellement de la Lotharingie, à la fin du XIIe siècle, l'emploi des termes Belgae, Belgica, Gallia Belgica dans leur acception “lotharingienne” disparaît complètement du vocabulaire politique. » Ils réapparaîtront sous les ducs de Bourgogne.
Aux XVe et XVIe siècles, les différents territoires se retrouvent peu à peu sous la même autorité. Le terme Belgica réapparaît avec les humanistes de la Renaissance, mais son utilisation reste limitée dans les cercles intellectuels et répond au besoin d’un dénominateur commun pour ces principautés. Sous Philippe le Bon, duc de Bourgogne unificateur des provinces de ce que l'on appelle d'un nom très général les « Pays-Bas bourguignons », apparaît la dénomination Leo Belgicus, signifiant Lion belgique, ce qui se traduit sur les cartes par un lion dressé dont la silhouette recouvre plus ou moins la forme géographique des possessions bourguignonnes. Un autre terme apparaît : Belgium, Belgia. À cette époque, la Belgique, les Pays-Bas, le Luxembourg et le Nord de la France actuels étaient connus comme les Pays-Bas ou les Provinces belgiques (« belgique » étant alors un qualificatif), qui couvraient plus ou moins le territoire des Dix-sept Provinces, sans la principauté de Liège, qui a toujours été une enclave.
Plus tard, après les soulèvements populaires contre la politique oppressive du successeur de Charles Quint, la division des dix-sept provinces des Pays-Bas bourguignons donne naissance à deux noms propres pour désigner les deux pays, Belgica Foederata pour les Pays-Bas du Nord, Belgica Regia pour ceux du Sud, ces derniers occupant, sur la carte de l'Europe occidentale, la place de ce qui sera plus tard celle de la Belgique moderne.
Aux XVIIe et XVIIIe siècles, le mot Belgique redevient donc un terme administratif et également le nom d'une allégorie représentant la « nymphe des Pays-Bas ». Sa portée sémantique se réduit cependant après la division des Dix-sept provinces qui résulte de la guerre de Quatre-Vingts Ans : il est de plus en plus utilisé pour ne parler que des provinces méridionales et ses habitants mais reste un synonyme de néerlandais y compris en néerlandais. Les États belgiques unis est la dénomination officielle de la nation éphémère née de la révolution brabançonne de 1789. Cela se dit Verenigde Nederlandse Staten en néerlandais lors de l'annexion par la France, ainsi que la réunion de la Principauté de Liège à la République française. Le terme belge est alors courant pour désigner les habitants des régions de l'actuel royaume de Belgique. En 1830, le mot Belgique devient un substantif et le mot belge le remplace comme qualificatif.

## Symboles nationaux

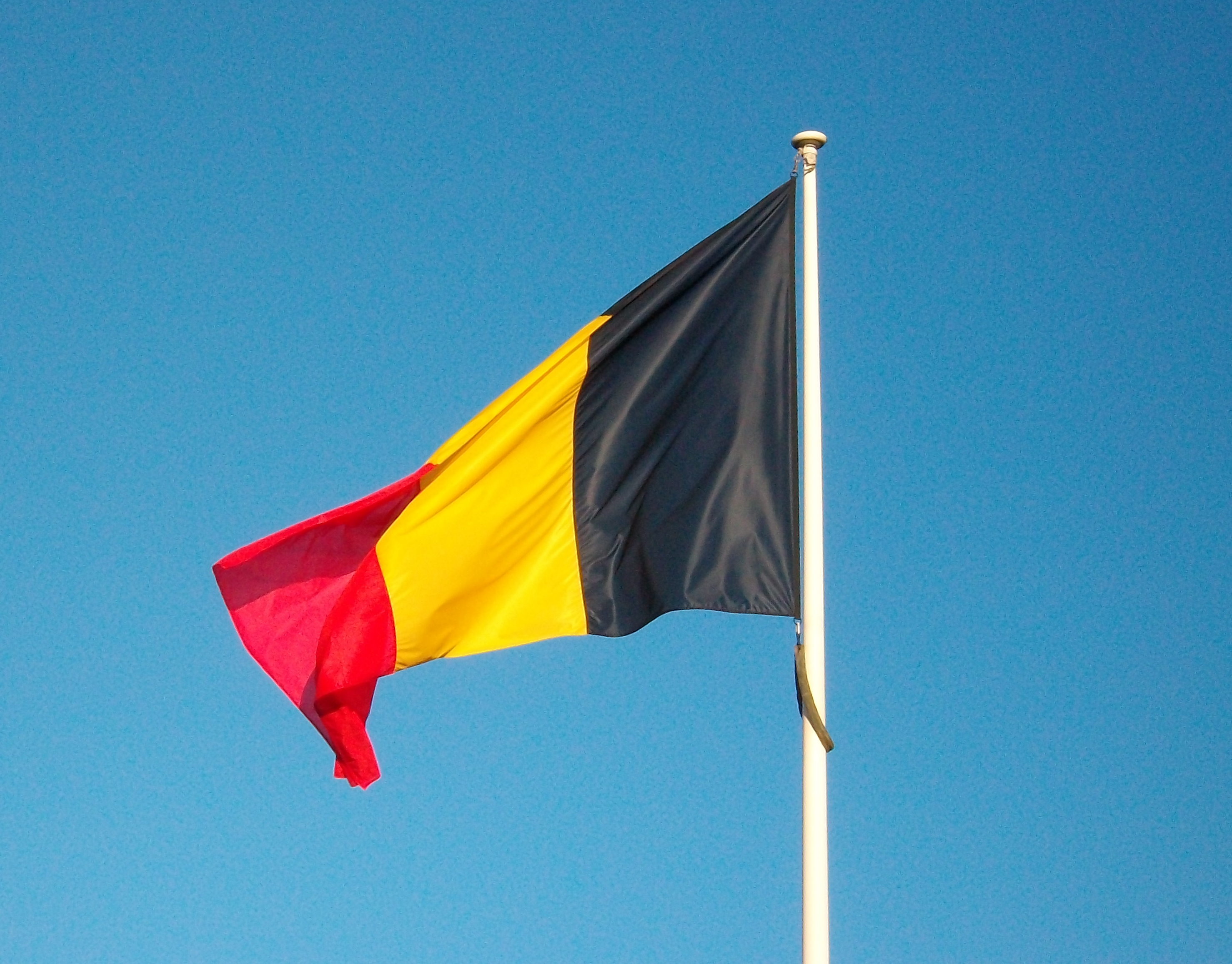
Drapeau belge flottant au vent.

Blason du royaume de Belgique.

Selon la constitution, la Belgique possède plusieurs emblèmes. L’hymne national est la Brabançonne ; avant celui-ci la Belgique a eu deux autres hymnes : celui de Charles Rogier et celui de Hymans. La Brabançonne est tirée de la dernière strophe de l'hymne de Charles Rogier. La devise belge est « L’union fait la force » en français, « Eendracht maakt macht » en néerlandais et « Einigkeit macht stark » en allemand. Le drapeau belge se constitue de trois bandes verticales noire, jaune et rouge à partir de la hampe, symbolisant respectivement la Force, la Sagesse et le Courage. Le blason de la Belgique reprend celui du Brabant, qui se blasonne comme suit : de sable au lion d'or armé et lampassé de gueules. Les petites, moyennes et grandes armes du royaume possèdent toutefois des ornements extérieurs qui leur sont propres, distincts de ceux du duché et de l'ancienne province.

## Géographie physique

### Situation

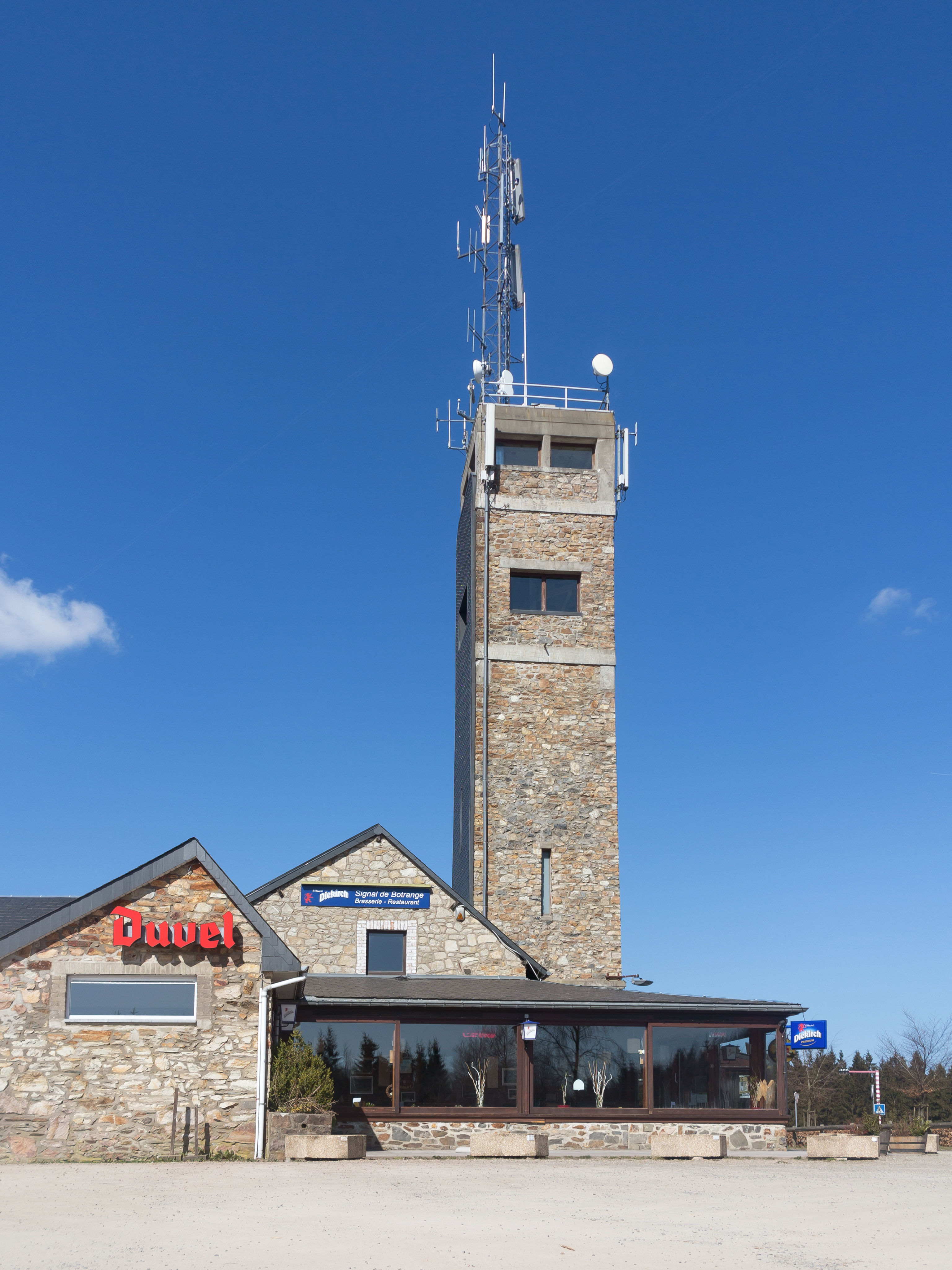
Le signal de Botrange, point culminant de la Belgique à 694 m.

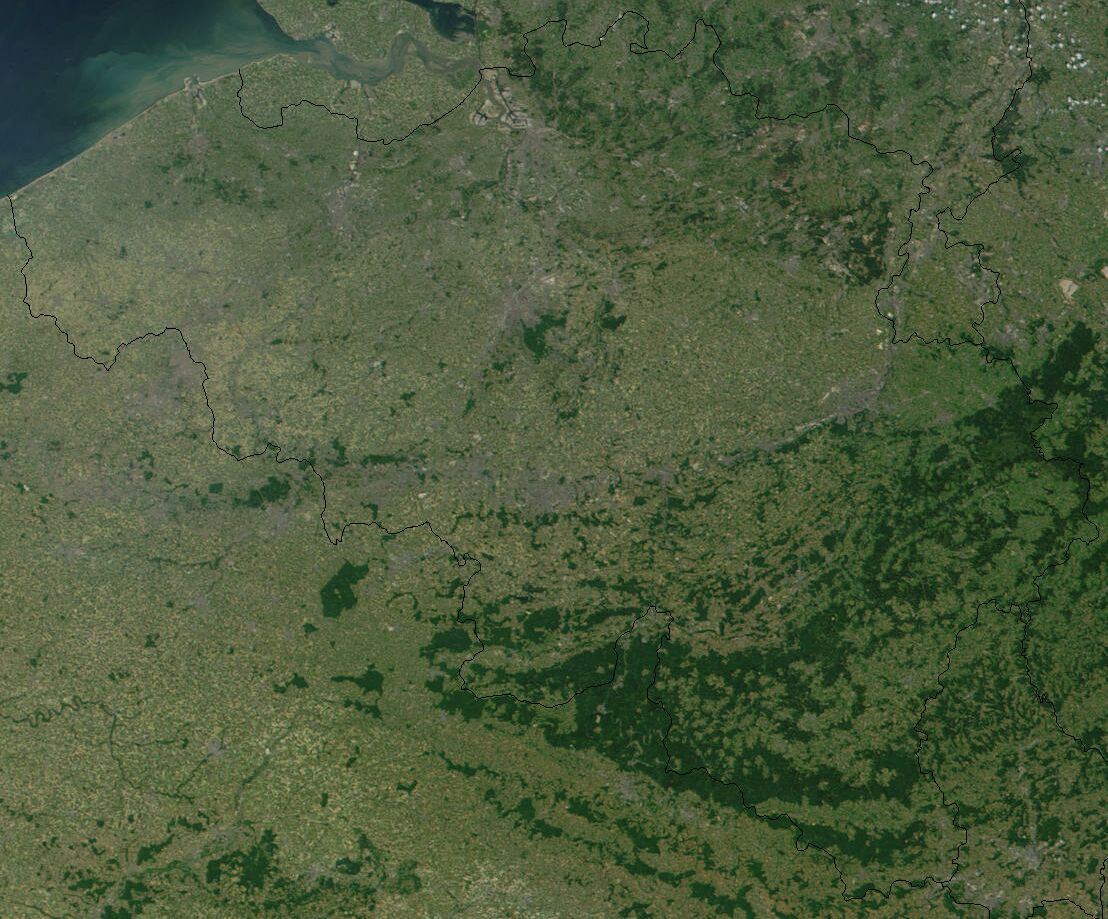
Image satellite de la Belgique.

Le royaume de Belgique se situe dans l’hémisphère nord et à l’est du méridien de Greenwich (latitude nord et longitude est). Le territoire du pays s’étend en latitude sur deux degrés, de Meerle au nord (51° 30′) à Torgny au sud (49° 30′), et compte moins de quatre degrés en longitude, de La Panne comme point le plus à l’ouest (2° 33′) à Manderfeld à l’est (6° 24′). Son centre géographique se situe à Nil-Saint-Vincent, dans le Brabant wallon, à 50° 38′ de latitude nord et 04° 40′ de longitude est. Il s’étire sur une longueur maximale de 318,2 kilomètres entre La Panne et Arlon.
La Belgique partage ses frontières avec la France (645,6 km) au sud, les Pays-Bas (459,6 km) au nord, l’Allemagne (153,4 km) et le Luxembourg (150,4 km) à l’est et possède 73,1 km de frontières maritimes le long de la mer du Nord. La superficie du pays est de 30 528 km2 et de 33 990 km2 en ajoutant les eaux territoriales.
Contrairement à ses voisins français et néerlandais, le royaume de Belgique n'a aucun territoire ultramarin.

### Relief et climat

Relief de la Belgique.

Son relief est peu élevé : il s’étage graduellement de la côte vers le sud-est du pays, pour culminer à 694 mètres au signal de Botrange.
Trois zones géographiques peuvent être distinguées : la Basse Belgique (moins de 100 mètres d’altitude), la moyenne Belgique (de 100  à   200 mètres) et la Haute Belgique (de 200 à plus de 550 mètres). La Basse Belgique commence après le littoral, une bande de plages de sable et de dunes, par des polders (c’est uniquement cette partie du pays que l’on appelle le plat pays) pour s’enfoncer à l’intérieur des terres avec la plaine flamande et la Campine. La moyenne Belgique s’élève progressivement vers les vallées de la Sambre et de la Meuse, c’est une zone qui se compose de bas plateaux limoneux fertiles avec à l’ouest le plateau hennuyer-brabançon et à l’est la Hesbaye. Au sud du sillon Sambre-et-Meuse commence la Haute Belgique, la région la moins peuplée et la plus boisée du pays, avec le plateau du Condroz et les vallées de la Meuse et de l’Ourthe. Il y a aussi le pays de Herve qui s’étend à l’est entre la Meuse et la Vesdre, puis la région de la Fagne-Famenne au sud du Condroz, et ensuite encore plus au sud l’Ardenne et à l’est les Hautes Fagnes qui culminent à 694 mètres au signal de Botrange. Il y a également la Gaume, ou Lorraine belge, qui jouit d’un climat plus clément, surtout au flanc de la troisième cuesta où l’on cultive aussi la vigne.
Le climat est océanique tempéré avec des précipitations régulières, deux cents jours de pluie par an en moyenne, et fréquentes sur toute l’année (Cfb dans la classification de Köppen). Les vents dominants soufflent du secteur sud-ouest. Le risque sismique est localement significatif.

### Mer et hydrographie
À cause de sa densité de population élevée, la Belgique fait face à de sérieux problèmes environnementaux. Un rapport de 2003 suggère que la qualité des eaux de surface de Belgique est la pire des 122 pays étudiés. Dans l’étude de 2008 sur l’indice de performance écologique, la Belgique a obtenu un score total de 78,4 % et est classée antépénultième des pays de l’Union européenne, bien qu’elle soit 57e sur 149 pays.
Le littoral marin est long d’environ 65 km, ouvrant sur un « territoire marin » de 3 454 km2, (0,5 % de toute la mer du Nord) avec une colonne d’eau de 20 à 45 m de profondeur. Les terres de Flandre sont en partie gagnées sur la mer et menacées par l’érosion du littoral et la montée des océans. Le pays gère donc aussi un patrimoine maritime et portuaire. L’environnement marin est encore riche en biodiversité mais ses ressources halieutiques ont été dégradées par la surpêche, le chalutage, les rejets de boues de dragage ainsi que par des séquelles de guerre (munitions immergées du banc du Paardenmarkt et nombreuses épaves de guerre). S’ajoutent les effets chroniques ou accidentels de la pollution terrigène et celle libérée par le trafic maritime (particulièrement intense entre le pas de Calais, l’Angleterre et les grands ports belgo-néerlandais).
Dans le cadre de la stratégie marine européenne, le gouvernement belge a développé une planification spatialisée d’exploitation et de gestion plus durable des ressources de la mer du Nord, qui inclut des zones où l’extraction de sable et gravier sera autorisée, et deux zones dédiées à la construction de deux « atolls énergétiques » (l’un au large de Zeebruges sur le Wenduinebank, et l’autre, beaucoup plus grand à hauteur de Blankenberge-De Haan) et des couloirs dédiés aux câbles sous-marins qui transporteront notamment le courant produit par les énergies marines et l’atoll énergétique, sans toucher aux zones naturelles classées. La zone autorisée à la petite pêche artisanale passe de 3 milles à 4,5 milles, et les éoliennes pourraient être utilisées comme support à l’aquaculture durable en mer (« monocultures » interdites).
Du fait d'une mauvaise gestion climatique, le niveau de la mer risque d'augmenter et de recouvrir la majorité de la côte belge d'ici 2050.
En effet, selon le GIEC, la ville de Bruges, ainsi qu'une partie des provinces de Flandre-Orientale et d'Anvers sont menacées. Le nord du pays a déjà débloqué un budget de 300 millions d'euros en 2011 pour faire face à la montée des eaux.

### Paysages et nature

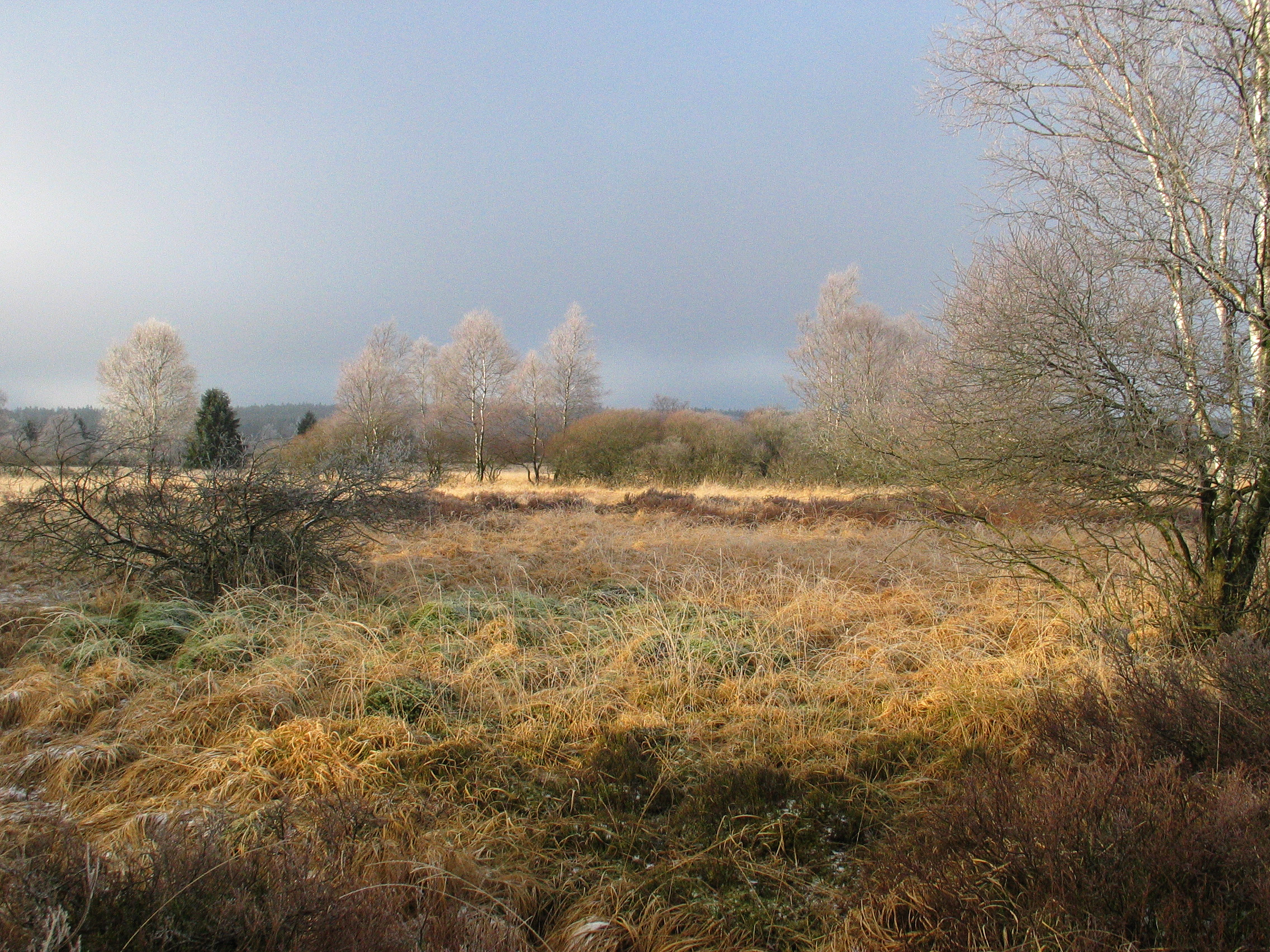
Hautes Fagnes.
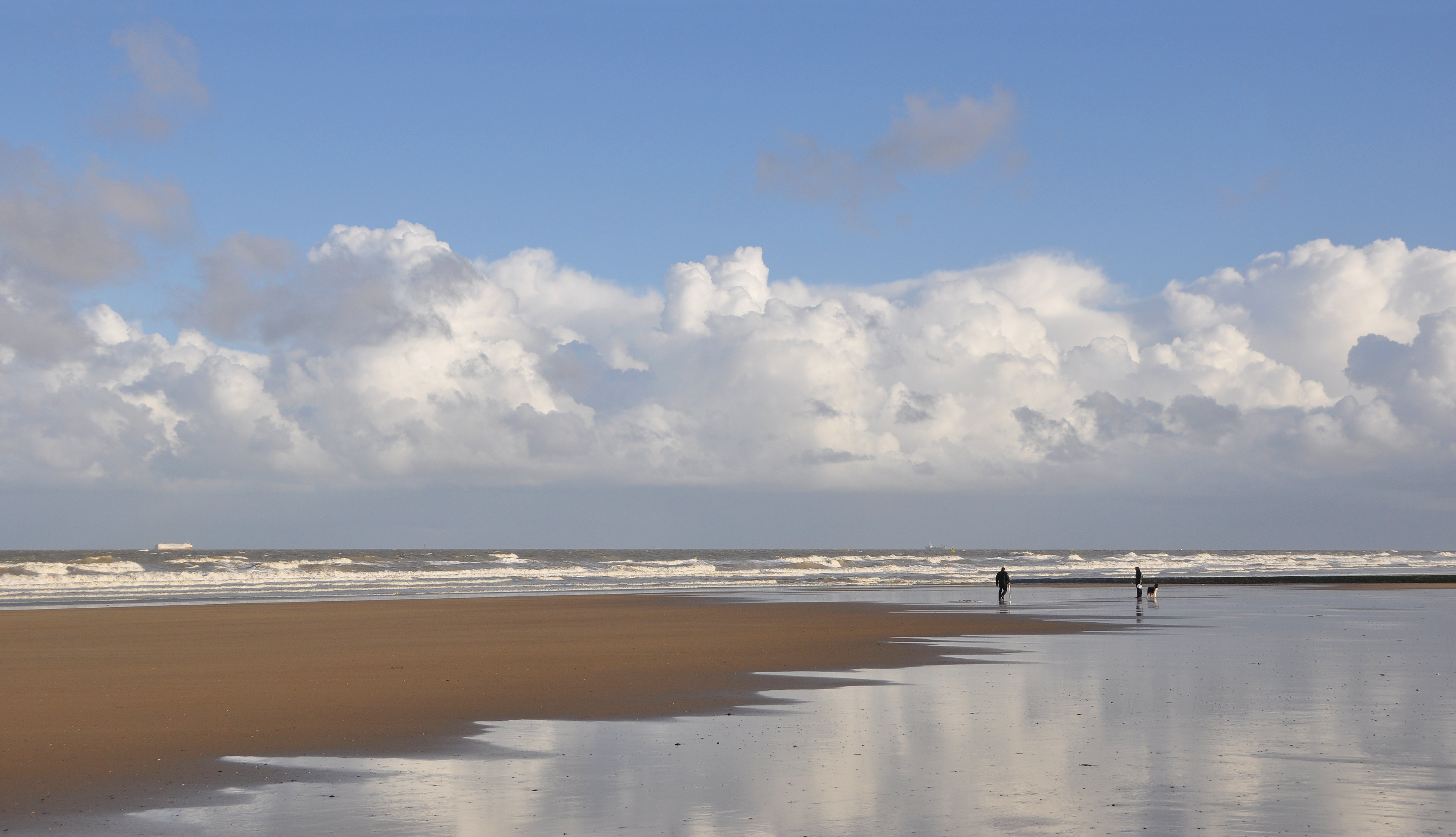
Mer du Nord.
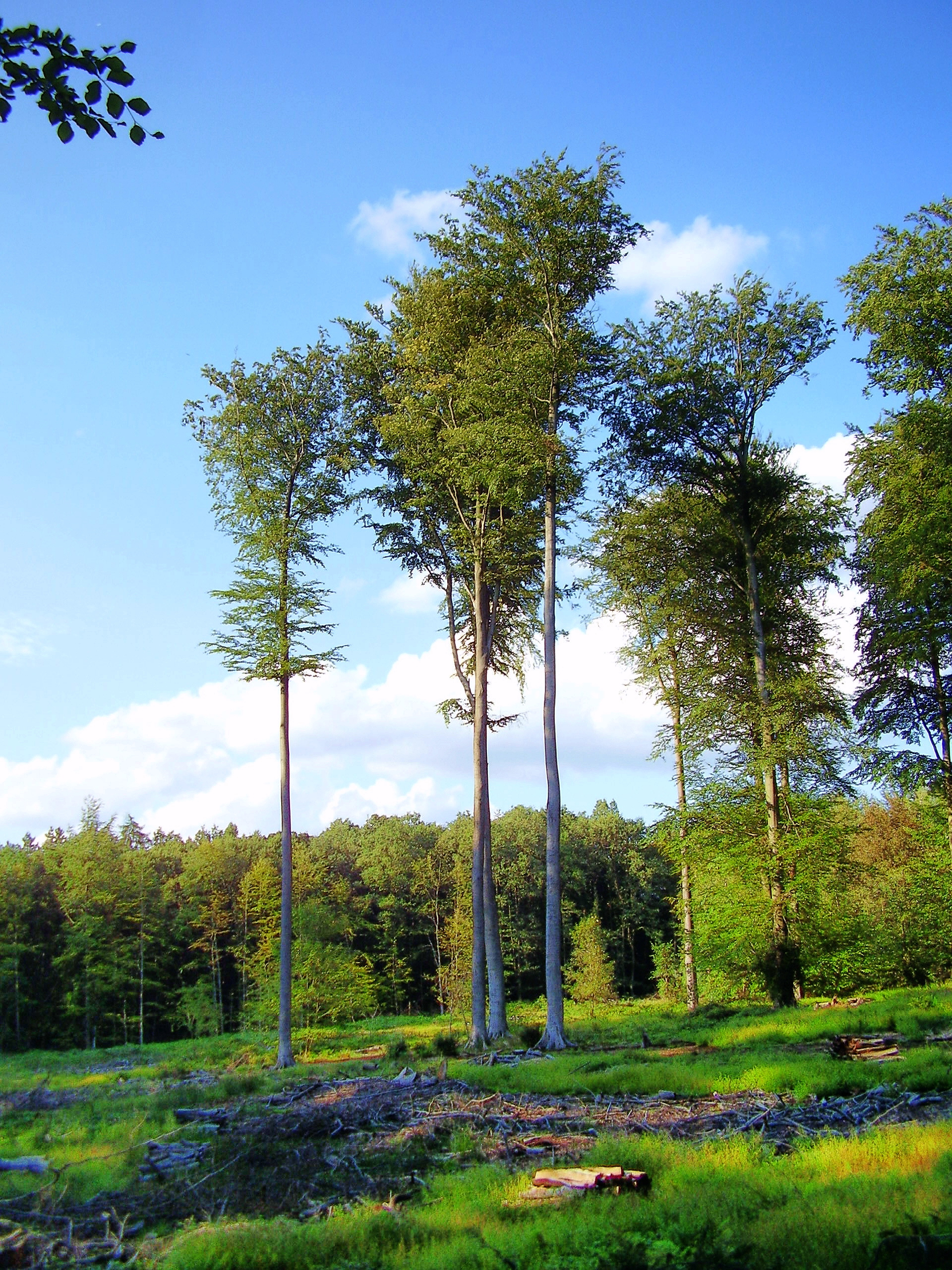
Forêt de Soignes.
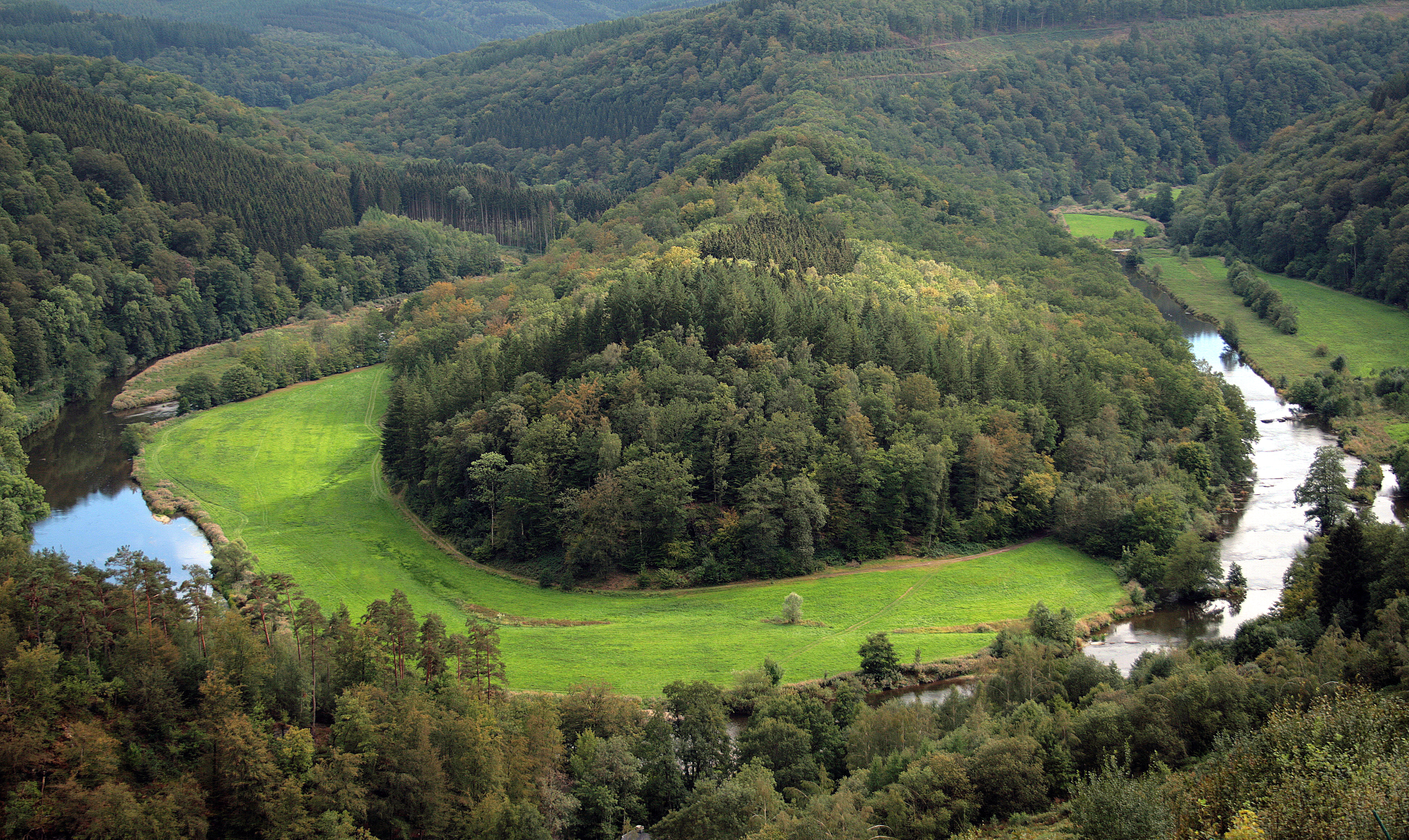
La Semois, près de Bouillon.
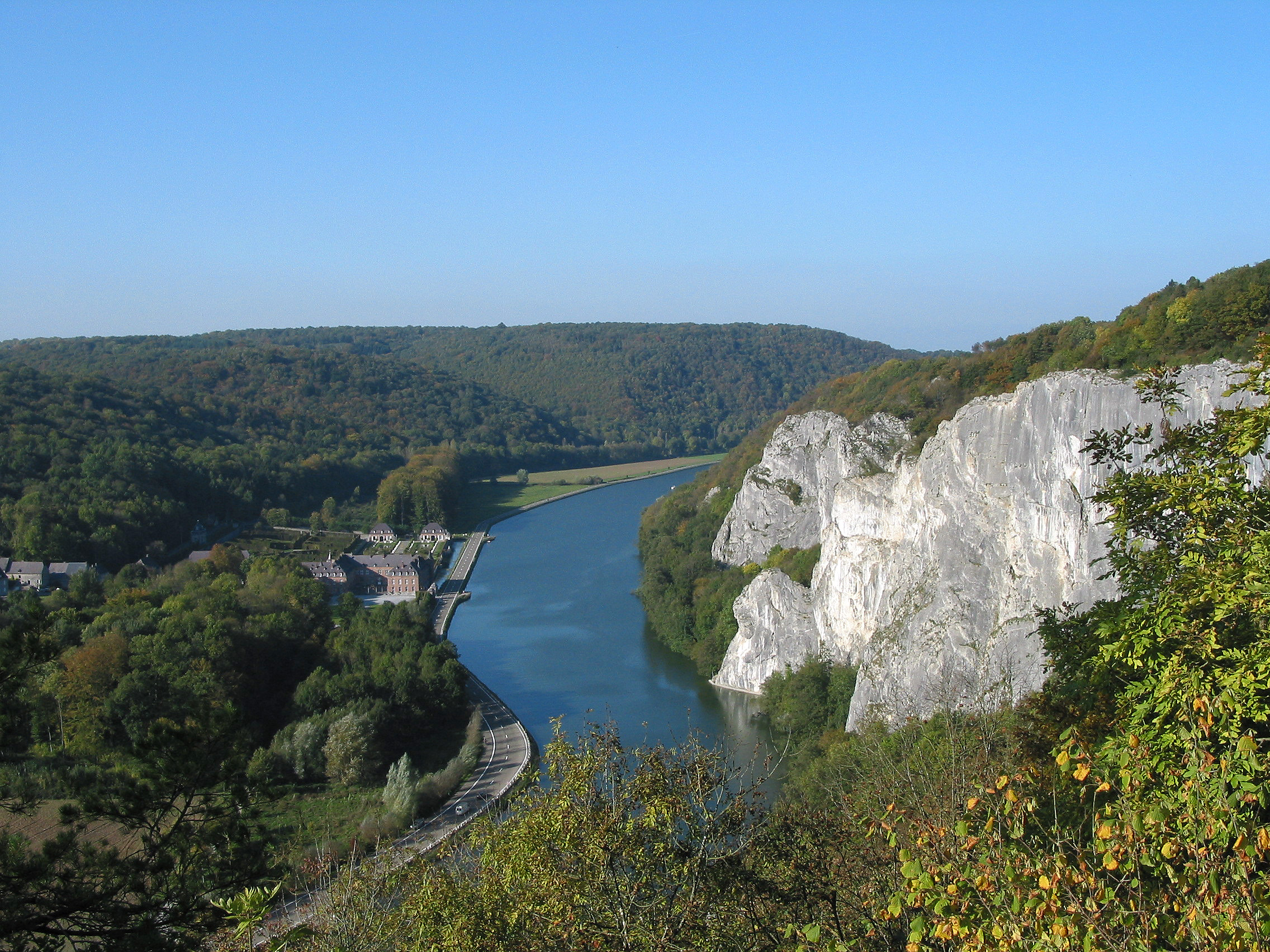
La Meuse entre Dinant et Hastière.
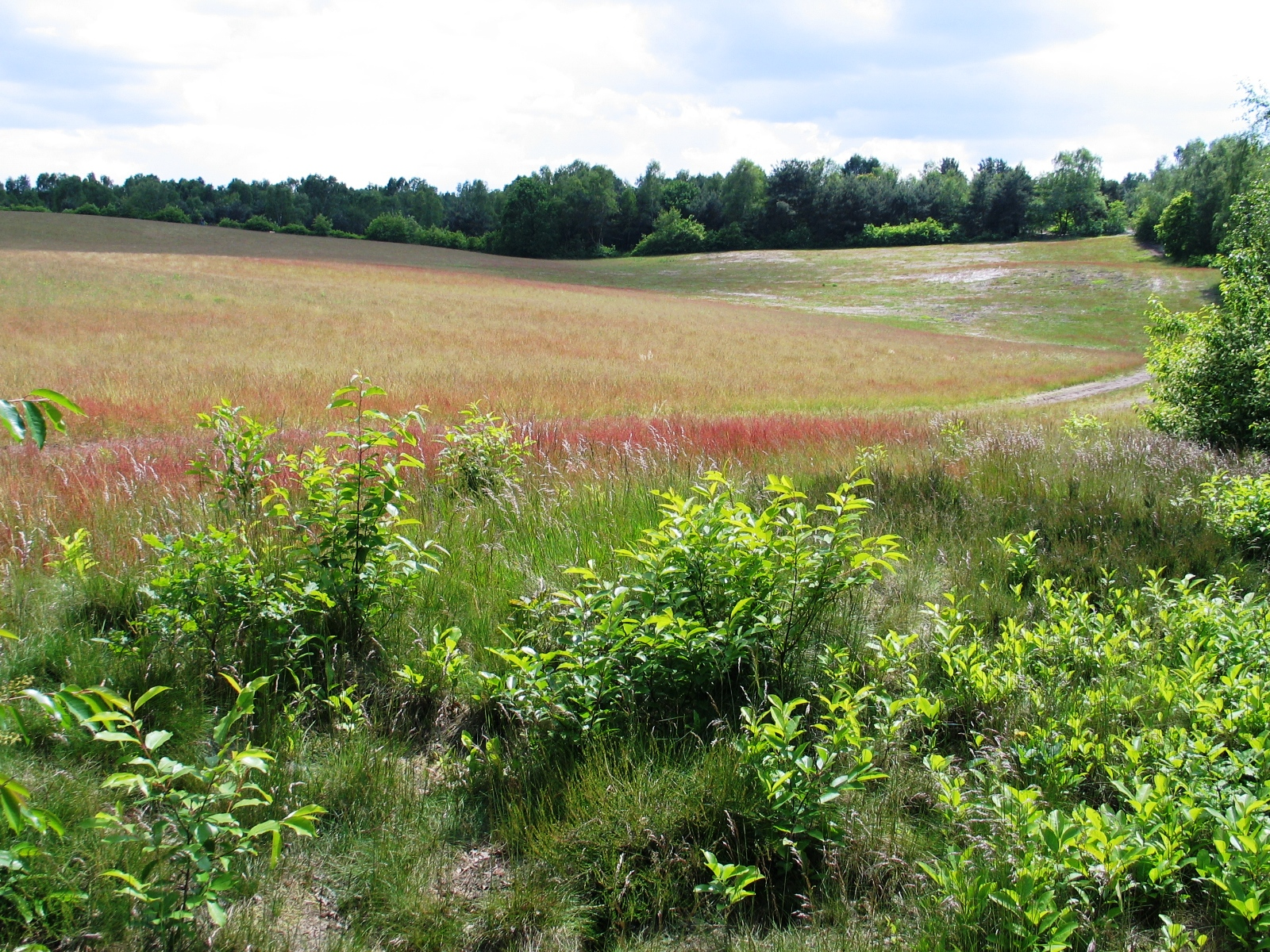
Paysage de la Campine.

Un certain nombre d'espèces animales et végétales ont reçu l'épithète spécifique belgicus, belgica ou belgicum en l'honneur de la Belgique, et un genre d'insectes diptères est nommé Belgica.

### Préservation de l'environnement
Le jour du dépassement (date de l’année à partir de laquelle l’humanité est supposée avoir consommé l’ensemble des ressources que la planète est capable de régénérer en un an) de la Belgique est le 6 avril.
La Belgique est l'un des pays les plus fortement atteints par la pollution de l'air.

#### Réseau européen Natura 2000
Le réseau Natura 2000 rassemble des sites naturels ou semi-naturels de l'Union européenne ayant une grande valeur patrimoniale, par la faune et la flore exceptionnelles qu'ils contiennent.
En décembre 2018, la Belgique comptait 310 sites dont :
- 255 zones de protection spéciale (ZPS) pour les oiseaux sur une superficie de 3 504 km2,
- 281 zones spéciales de conservation (ZSC) (dont les pSIC, SIC) pour les habitats et les espèces sur une superficie de 4 409 km2.
- La superficie totale est de 5 163 km2, ce qui représente 12,7 % de la surface terrestre et marine du territoire de la Belgique[36].

## Géographie humaine

### Langues

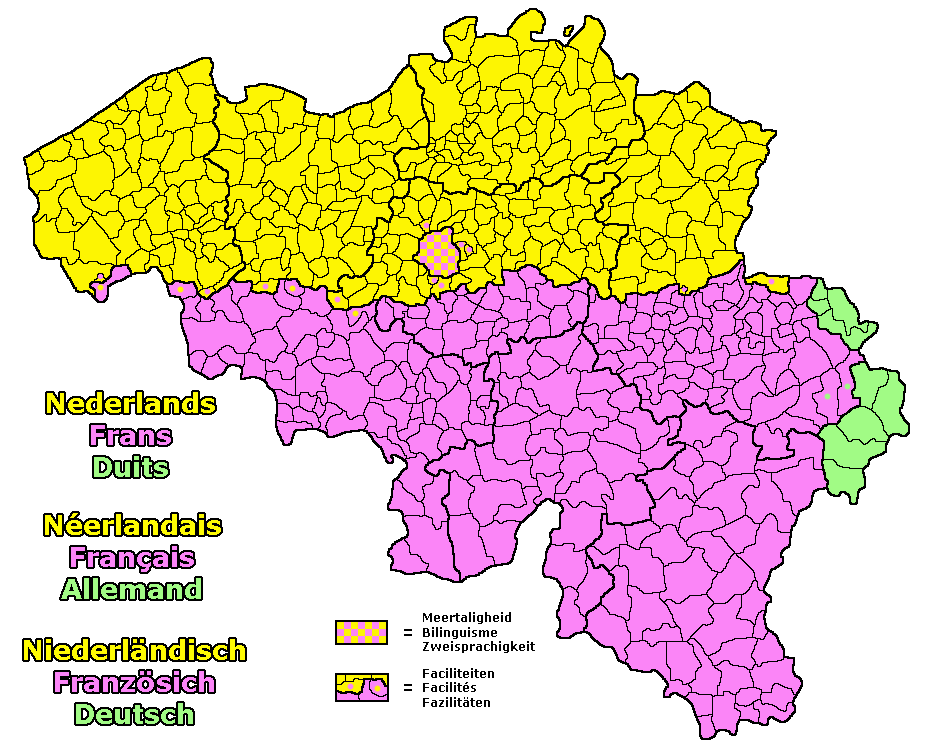
Langues officielles en Belgique.

Le pays, lieu de rencontre des cultures germanique et romane, comprend différentes communautés linguistiques et culturelles. Les trois langues officielles sont le néerlandais, le français et l’allemand. Elles sont placées sur un pied d’égalité au niveau fédéral. Parmi les différentes régions, seule la Région de Bruxelles-Capitale (habitée par un peu plus de 10 % de la population) est officiellement bilingue (français et néerlandais). La Région flamande (habitée par près de 58 % de la population), située dans le Nord, est officiellement unilingue néerlandophone. La Région wallonne (habitée par près de 32 % de la population), située dans le Sud et le Sud-Est, est officiellement unilingue francophone, à l’exception de la région de la Communauté germanophone de Belgique, laquelle comprend environ 78 000 personnes, soit moins d'1 % de la population belge. Des minorités linguistiques sont présentes dans les régions unilingues, leurs importances respectives ne peuvent être qu’estimées, les recensements linguistiques étant interdits par la loi en Belgique. Les néerlandophones représenteraient 57 % à 60 % de la population belge, et les francophones 40 % à 43 %. En même temps que les langues officielles, sont parlées des langues régionales endogènes ou des dialectes. Il s’agit du brabançon, du champenois, du flamand occidental, flamand oriental, du francique ripuaire, du limbourgeois, du lorrain, du luxembourgeois, du picard et du wallon. La diversité linguistique provoque souvent des conflits politiques, liés à d’autres enjeux (la position arithmétiquement minoritaire des francophones, celle, plus socioculturelle de la langue néerlandaise au départ, la francisation de Bruxelles, la politique étrangère de l’entre-deux-guerres, les problèmes économiques wallons, surtout à partir des années 1960, etc.), qui ont engendré un système de gouvernance complexe.

### Démographie

Évolution de la population en Belgique depuis 1948.

Au 1er janvier 2025, la Belgique compte 11 825 551 habitants. En 2009, 1 419 905 étaient nés à l’étranger ce qui représentait 12,9 % de la population totale, dont 715 456 (6,5 %) nés dans un pays de l’Union européenne (UE) et 704 449 (6,4 %) nés hors de l’UE.
D’après une estimation publiée début 2012 par le sociologue Jan Hertogen, dont les méthodes de calculs sont contestées par certains de ses pairs, 2 700 000 habitants sont d’origine étrangère. Ceux-ci représentent 22 % de la population totale, 56 % (1 313 000) sont d’origine de l’UE 27 (Italie, Portugal, France, Pays-Bas), et 44 % (950 000) sont d’origine non UE 27 (Maroc, Turquie, Algérie, République démocratique du Congo et autres).
Au 1er janvier 2023, la nationalité d’origine de la population se répartissait comme suit :
| Europe                                                | 11 230 601 |
| Afrique                                               | 202 384    |
| Asie                                                  | 194 607    |
| Amérique                                              | 42 181     |
| Océanie                                               | 994        |
| Inconnus                                              | 26 790     |
| Source : IBSA Brussels, chiffres au 1er janvier 2023. |            |

Selon des chiffres publiés par le SPF Intérieur, au 1er janvier 2023 il y avait :
- 3 677 760 personnes en Région wallonne (31,48 %), répartis comme suit :

| Europe                                                | 3 577 802 |
| Afrique                                               | 57 521    |
| Asie                                                  | 31 497    |
| Amérique                                              | 8 829     |
| Océanie                                               | 92        |
| Inconnus                                              | 5 834     |
| Source : IBSA Brussels, chiffres au 1er janvier 2023. |           |

- 6 768 135 personnes en Région flamande (57,94 %), répartis comme suit :

| Europe                                                | 6 553 565 |
| Afrique                                               | 76 903    |
| Asie                                                  | 115 588   |
| Amérique                                              | 18 739    |
| Océanie                                               | 562       |
| Inconnus                                              | 9 450     |
| Source : IBSA Brussels, chiffres au 1er janvier 2023. |           |

- 1 235 192 personnes en Région de Bruxelles-Capitale (10,57 %), répartis comme suit :

| Europe                                                | 1 099 234 |
| Afrique                                               | 67 960    |
| Asie                                                  | 47 522    |
| Amérique                                              | 14 613    |
| Océanie                                               | 340       |
| Inconnus                                              | 11 506    |
| Source : IBSA Brussels, chiffres au 1er janvier 2023. |           |

Le pays est 81e au classement mondial par population totale au 1er janvier 2024.

## Évolution de la population
Le graphique suivant reprend sa population résidente au 1er janvier de chaque année (x 1.000)

## Chiffres divers
- Densité : 385 hab./km2 (au 1er janvier 2025[7])
En 2019, la densité de population était la troisième plus importante de l’Union européenne, après celle de Malte et des Pays-Bas et avant le Royaume-Uni et l’Allemagne.
- Tranches d’âge : 0-14 ans : 17,17% ; 15-64 ans : 64,06 % ; + 65 ans : 18,76 % (2018)[44]
- Espérance de vie des hommes : 80,3 ans (en 2024)[45]
- Espérance de vie des femmes : 84,4 ans (en 2024)[45]
- Taux de croissance de la population : 0,54 % (en 2019)
- Taux de natalité : 11,4 ‰ (en 2016)
- Taux de mortalité : 9,7 ‰ (en 2018)[46]
- Taux de mortalité infantile : 3,4 ‰ (en 2016)
- Taux de fécondité : 1,82 enfant/femme (en 2018)
- Taux de migration : 1,22 ‰ (en 2007)
- Taille moyenne des hommes : 1,817 m (en 2016)[47]

## Histoire
Habitée dès le Mésolithique (stations dans la vallée de la Meuse), la Belgique connut une occupation humaine ininterrompue pendant la Préhistoire (nombreux sites néolithiques) puis la protohistoire (nombreux sites de l’âge du bronze et de l’âge du fer).
Dans les temps anciens, cette partie de l’Europe accueillait l’homme de Néandertal, puis l’Homo sapiens, comme l'attestent divers restes dont l’homme de Spy, l’homme d’Engis et l'homme de Flavion. L’arrivée de tribus celtes à l’âge du fer (800 av. J.-C.) suivie de la conquête romaine, autour de 57 avant notre ère, marque le début de l’entrée de la Belgique dans l’histoire lorsque Jules César la désigne sous le nom de Belgica, composante du nord de la Gaule.
Après quatre siècles durant lesquels la conquête romaine façonna la géographie politique du pays, celui-ci fut le théâtre des invasions germaniques et de nouveaux pouvoirs s’installent. Clovis hérite de son père, Childéric Ier, du petit royaume franc de Tournai (en actuelle Belgique) qui allait de l’Aisne au Rhin. Il se fit sacrer roi de tous les Francs à Reims.
Après les Mérovingiens, les Carolingiens en 731 prennent le pouvoir et Charlemagne agrandit son royaume en Empire européen en conquérant l’Allemagne, l’Autriche, l’Italie. Le traité de Verdun en 843 partagea son Empire en trois États entre ses petits-fils. Le territoire fut partagé entre Francie occidentale (future France), Lotharingie (Pays-Bas à l’Italie) qui se partagent le territoire de l'actuelle Belgique, et Francie orientale (Germanie), qui finit par récupérer la Lotharingie.
La quasi-totalité de son territoire (à l’exception des principautés de Liège et de Stavelot-Malmedy) fut réunie par les ducs de Bourgogne au XVe siècle pour former un tout, les Dix-Sept Provinces.
De la fin du Moyen Âge jusqu’à la révolution politico-religieuse du XVIIe siècle, ce territoire est un centre commercial et culturel prospère mais ne forme pas encore le pays actuel. Sa quasi-totalité (à l’exception des principautés de Liège et de Stavelot-Malmedy) fait partie des Dix-sept Provinces réunies par les ducs de Bourgogne au XVe siècle, que l’on dénomme, dans les atlas du temps, Belgica Foederata ou Belgica Regia selon les époques.
Suivant les règles du droit féodal, la dynastie bourguignonne a hérité légitimement des territoires des ducs de Brabant et d’autres féodaux, ce qui permet à Philippe le Bon d’arrondir encore les possessions bourguignonnes par des alliances et des achats. Il peut ainsi espérer devenir assez puissant pour s’affranchir de la tutelle du royaume de France et du Saint-Empire romain germanique auxquels appartiennent ses possessions. Des cartes représentent les possessions bourguignonnes du nom de Leo Belgicus, Lion belgique. Cette dénomination allie le vieux nom de Belgique, venu de l’Antiquité à travers la relation par Jules César de la guerre des Gaules, avec le nom de l’animal qui a impressionné les croisés en Orient et dont ils ont fait un symbole de force et de beauté que l’on trouve dans l’héraldique de nombreux pays européens. Ce nom apparaît sur des cartes qui utilisent la forme générale des grands Pays-Bas pour y superposer la forme d’un lion dressé.

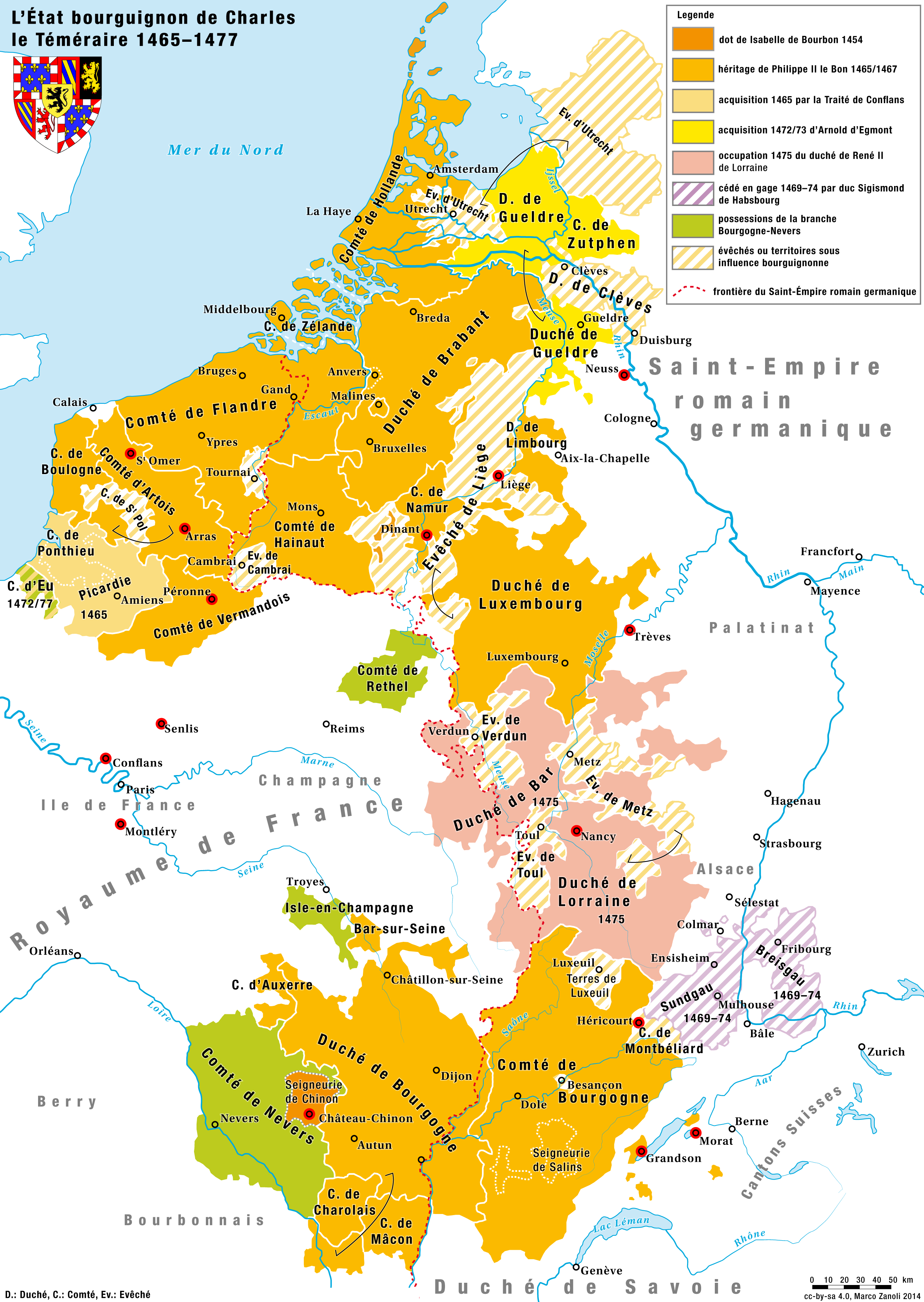
L'État bourguignon de Charles le Téméraire.

La défaite à la guerre et la mort du fils de Philippe le Bon, Charles le Téméraire mettent fin au rêve d’une monarchie bourguignonne. Mais, à l’avènement de Charles Quint, descendant des Bourguignons, né à Gand, considéré comme un enfant du pays et accepté par la population et les États généraux comme souverain légitime, les Dix-Sept Provinces s’inscrivent dans un vaste ensemble européen, ce qui les protège des entreprises d’annexion des rois de France, leur garantissant une indépendance de fait. Car Charles Quint respecte en principe les privilèges que sont les droits locaux arrachés au cours des siècles par les villes et principautés dans leurs luttes contre la féodalité. Il promulgue la Pragmatique sanction qui constitue ce territoire en un tout indissociable, la Généralité, ancêtre des futurs royaumes de Belgique et des Pays-Bas. Mais les tentatives des cités, comme Gand, d’imposer un accroissement de leurs libertés au détriment du pouvoir du souverain engendrent cependant la répression de celui qui est aussi roi d’Espagne, titre obtenu par héritage, et empereur d’Allemagne. Cette dignité, il l’a obtenue en se ralliant les votes de la Diète germanique.
Au XVIe siècle, Charles Quint, le descendant des ducs de Bourgogne (et autres fiefs) né à Gand est roi dans les Dix-Sept Provinces, mais aussi empereur du Saint-Empire romain germanique. Installé à Bruxelles dans le palais qui fut celui des ducs de Brabant, puis de Bourgogne, il préside les États généraux des Pays-Bas (dix-sept provinces) et octroie à celles-ci une autonomie par rapport au Saint-Empire Germanique et à l’Espagne. C’est la Pragmatique Sanction de 1549. En vertu de ses titres d’empereur germanique et des titres dont il a hérité dans les dix-sept provinces, ainsi que de son titre de roi d’Espagne, Charles Quint est un roi très chrétien investi par le pape. Il se sent chargé de la mission de lutter contre le protestantisme. Sous le règne de son fils Philippe II, roi d’Espagne qui dirige le pays depuis Madrid, la répression continue et une révolte éclate dans la population de la Généralité soutenue par une partie de la noblesse locale. Le conflit est motivé par les empiétements du pouvoir espagnol sur les libertés locales, la lutte contre le protestantisme servant de prétexte pour appesantir l’autorité de Madrid par l’intermédiaire de gouverneurs dont le duc d’Albe. Celui-ci fait mettre à mort les principaux chefs rebelles, les comtes d’Egmont et de Hornes. Il s’ensuit la guerre de Quatre-Vingts Ans qui est ponctuée de nombreuses batailles entre les troupes espagnoles et celles des États-Généraux, mais aussi d’intrusions guerrières venues d’Allemagne et de France. À l’issue de ce conflit, les Dix-Sept Provinces et le nord sont scindés. La Belgica Foederata — les futurs Pays-Bas — devient indépendante, tandis que la Belgica Regia — la Belgique actuelle sans les deux principautés de Liège et de Stavelot-Malmedy — retombe sous l’autorité espagnole.

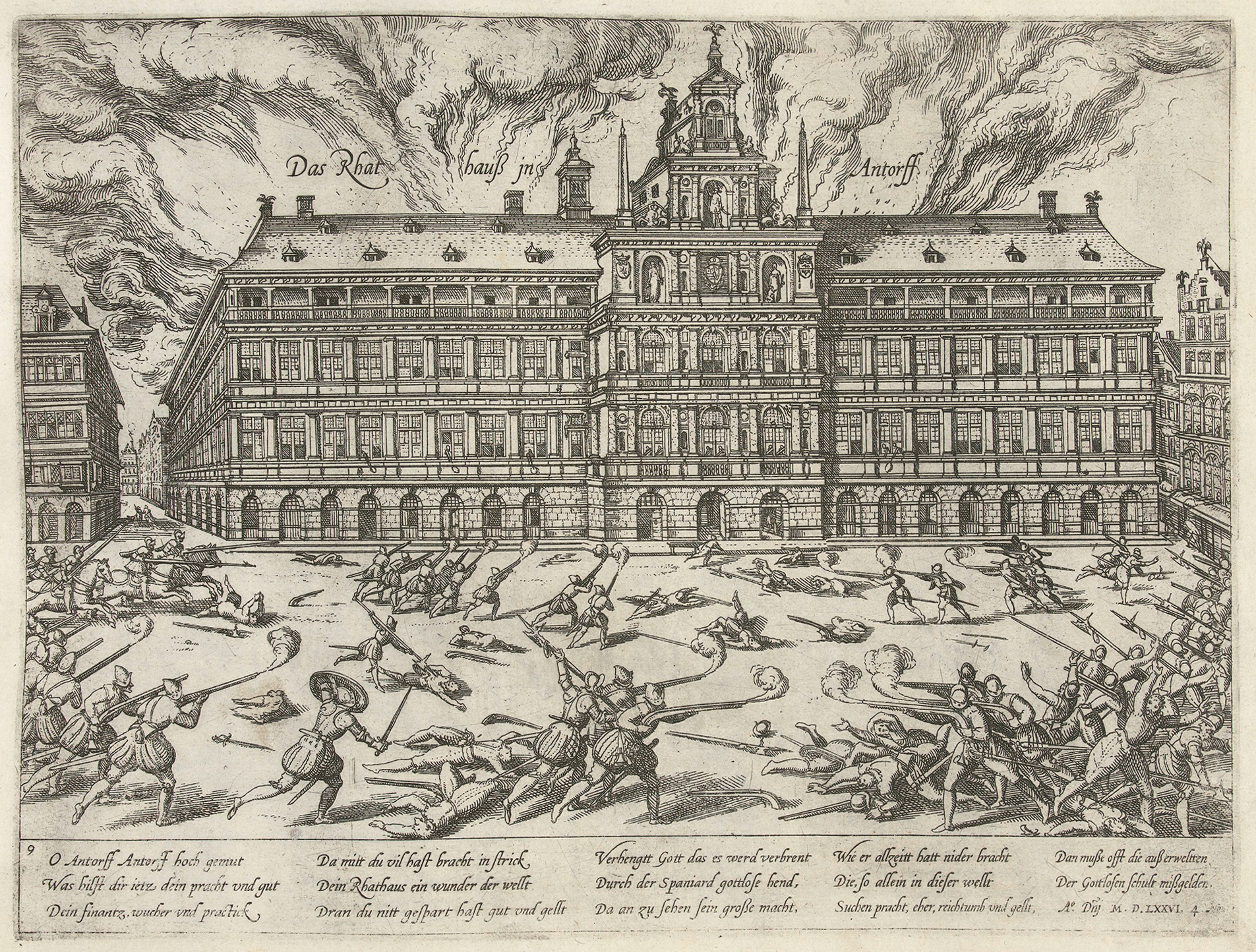
Le sac d'Anvers par les tercios espagnols révoltés.

L’apparition du protestantisme engendre une répression, déjà sous Charles Quint, qui sera amplifiée sous le règne de Philippe II, son fils. Philippe, qui réside en Espagne, n’est pas ressenti comme souverain local contrairement à son père. Il ne fait d’ailleurs rien pour cela. Au contraire et il en résultera une véritable révolution anti-espagnole dont les mobiles mêlent la revendication de la liberté religieuse au refus de taxations de plus en plus lourdes. Mais, finalement, c’est seulement la partie nord des Pays-Bas qui devient indépendante, portant d’abord le nom de Belgica Foederata (« Belgiques Fédérées »), le futur Nederland, tandis que le sud, Belgica Regia (« Belgiques Royales »), représentant la future Belgique reste sous la domination des Espagnols. Ceux-ci, essentiellement l’armée et certains nobles locaux acquis aux Espagnols, composent de mauvais gré avec les États généraux des Pays-Bas du sud représentant la noblesse, l’Église et la bourgeoisie. La scission d’avec les Pays-Bas du nord engendre d’ailleurs des guerres avec ceux-ci, jalonnées, en plus, de soulèvements au sud. D’autre part, les tentatives de conquête française entraînent des batailles et des pillages qui achèvent de faire du XVIe siècle, un « siècle de malheur ».
Les puissances européennes veulent s’approprier le pays. La France et l’Espagne s’affrontent militairement durant les XVIIe et XVIIIe siècles. Même l’Angleterre intervient lors des campagnes du duc de Marlborough.
Vient alors la transmission du pouvoir des Habsbourgs d’Espagne à ceux d’Autriche en 1713-1714. Le régime installé par l’empereur d’Autriche s’engage, par traité, à respecter « leur autonomie séculaire, leur indépendance intérieure… coutumes et libertés » que les États généraux, la bourgeoisie et la noblesse n’ont cessé de défendre. D’autant plus que la découverte, à Bruxelles, de chartes et traités remontant à des siècles, et qui avaient été dissimulés au moment les pires de la domination espagnole, ravive un esprit national dans les Pays-Bas du sud. À Vienne est installé un bureau belge et, à Bruxelles, siège un gouverneur. En Belgique existe, chez les intellectuels, deux camps, l’un est partisan du retour intégral aux traditions, l’autre, influencé par les idées des Lumières prône des idées démocratiques comme celles défendues par les encyclopédistes. Une tentative de réforme de l’empereur Joseph II prétend introduire des réformes, comme la suppression de plusieurs congrégations religieuses et la diminution du nombre de jours chômés. En réaction, l’opinion publique se soulève. C’est la révolution brabançonne. Les États généraux lèvent une armée sous le commandement du général Jean-André van der Mersch et l’armée autrichienne est battue à la bataille de Turnhout en 1789. Les vainqueurs installent alors un régime d’indépendance sous le nom d’États belgiques unis. Mais les luttes intestines entre les conservateurs groupés derrière l’avocat van der Noot et les progressistes de l’avocat Vonck minent le nouveau régime et affaiblissent sa défense, d’autant plus que van der Meersch, le chef emblématique de l’armée, est emprisonné par le camp conservateur qui a pris le dessus. Les Autrichiens en profitent pour revenir en force et battre les troupes nationales.

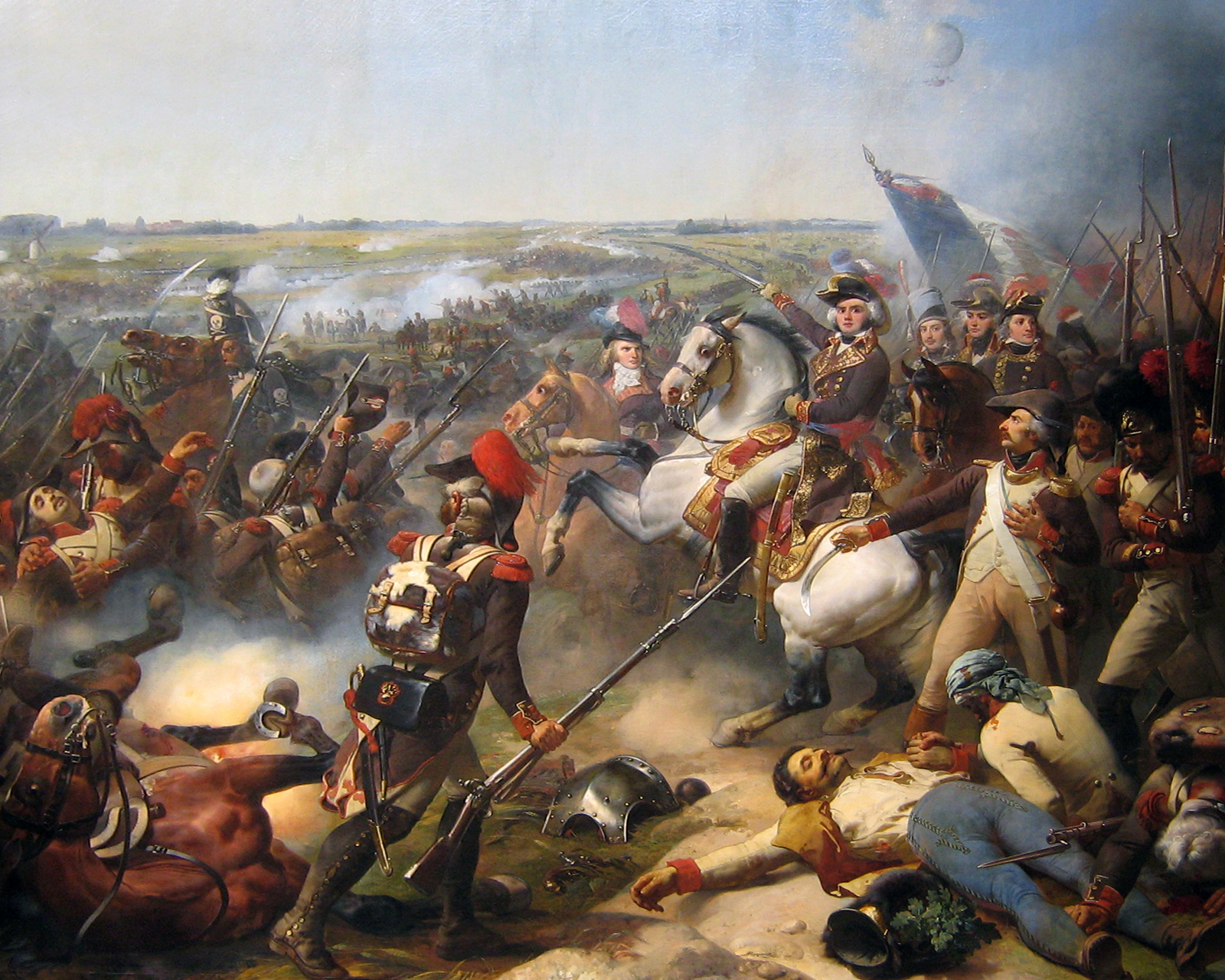
La bataille de Fleurus en 1794.

La restauration autrichienne ne dure pas, car les armées de la Révolution française envahissent une première fois le territoire en 1792 avec la bataille de Jemappes, mais celui-ci repasse sous le contrôle de l'empereur à l'issue de la bataille de Neerwinden (18 mars 1793). Au lendemain de la bataille de Fleurus, les coalisés abandonnent la Belgique et battent en retraite dans le Saint-Empire romain germanique. Les Impériaux perdent définitivement le contrôle de cette région. Les Français prennent Bruxelles (10 juillet) et Anvers (27 juillet) alors que le corps expéditionnaire anglais est rembarqué. Le territoire devient français à la suite du traité de Campo-Formio. Il s'ensuit d'abord les nombreuses destructions et aliénations de biens patrimoniaux (ventes comme bien national) et plus tard, les levées militaires de conscrits entraînées par les guerres de Napoléon Ier.
À la chute de l’Empire français, les grandes puissances décident, lors du traité de Vienne, de réunir la Belgique avec les anciennes Provinces-Unies pour reformer l’ancien Leo Belgicus du temps des ducs de Bourgogne. C’est la création du royaume uni des Pays-Bas dont le roi appartient à la famille d’Orange-Nassau qui descend d’un des initiateurs, au XVIe siècle, de la révolution contre l’Espagne. L’amalgame des provinces belges et néerlandaises maintient les deux capitales, La Haye dans le nord et Bruxelles dans le sud. Mais, en fait, le pouvoir est à La Haye.
En deux siècles, de telles différences sont apparues entre les deux parties des grands Pays-Bas reconstitués que la partie méridionale se soulève contre le Nord et cette nouvelle révolution aboutit à l’indépendance. Les Belges s’unissent, de la gauche libérale à la droite cléricale. C’est l’unionisme qui se dresse contre la domination, dans la politique et l’armée, des populations du Nord contre celle de la Belgique. Alors que cette dernière est la plus peuplée, son influence est minorée.
La révolution belge, qui éclate à Bruxelles en 1830, met fin à l’amalgame avec les Pays-Bas, les Belges rejetant définitivement la prédominance économique et linguistique imposée par la dynastie de La Haye. Après des combats qui embrasent tout le pays et l’intervention des grandes puissances qui contraignent le roi de Hollande à renoncer à ses prétentions, la partie méridionale du royaume des Pays-Bas devient, en 1831, une monarchie constitutionnelle sous le nom de « royaume de Belgique ». Le trône en est d'abord offert au duc de Nemours (fils du roi des Français Louis-Philippe Ier), lequel décline l'offre, craignant l'hostilité des grandes puissances européennes à un retour de l'influence française en Belgique à peine quinze ans après la chute de Napoléon, qui avait inclus la Belgique dans l'empire français à la suite de la conquête par la Ire République française. Finalement, le 4 juin 1831, c'est le prince allemand Léopold de Saxe-Cobourg-Gotha, oncle de la reine Victoria, qui devient Léopold Ier, premier roi des Belges.
L’histoire de la Belgique indépendante est marquée par une industrialisation précoce, par la colonisation du Congo, par les deux guerres mondiales et par l’émergence de conflits politiques entre les deux principales communautés linguistiques du pays, les Flamands, d’expression néerlandaise, et les Wallons, francophones.
À partir de 1970, le pays s’oriente progressivement vers le fédéralisme, ce qui aboutit à la création de six entités fédérées : trois communautés (flamande, française et germanophone) et trois régions (flamande, wallonne et de Bruxelles-Capitale). Celles-ci sont dotées d’une autonomie législative. Le caractère fédéral de l’État est reconnu officiellement depuis 1993.
Les Archives générales du Royaume conservent les archives des institutions centrales des Pays-Bas bourguignons, espagnols et autrichiens jusqu’en 1795, des organismes publics centraux de la période française (1795-1815) et de celle du royaume des Pays-Bas (1815-1830). Elles conservent également les archives des institutions centrales du gouvernement national, puis fédéral, de la fondation de la Belgique (1830) à nos jours, à l’exception des ministères de la Défense et des Affaires étrangères.

### Préhistoire

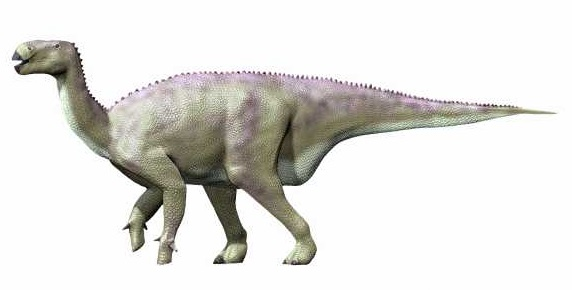
Iguanodon bernissartensis, espèce type de son genre (vue d’artiste).

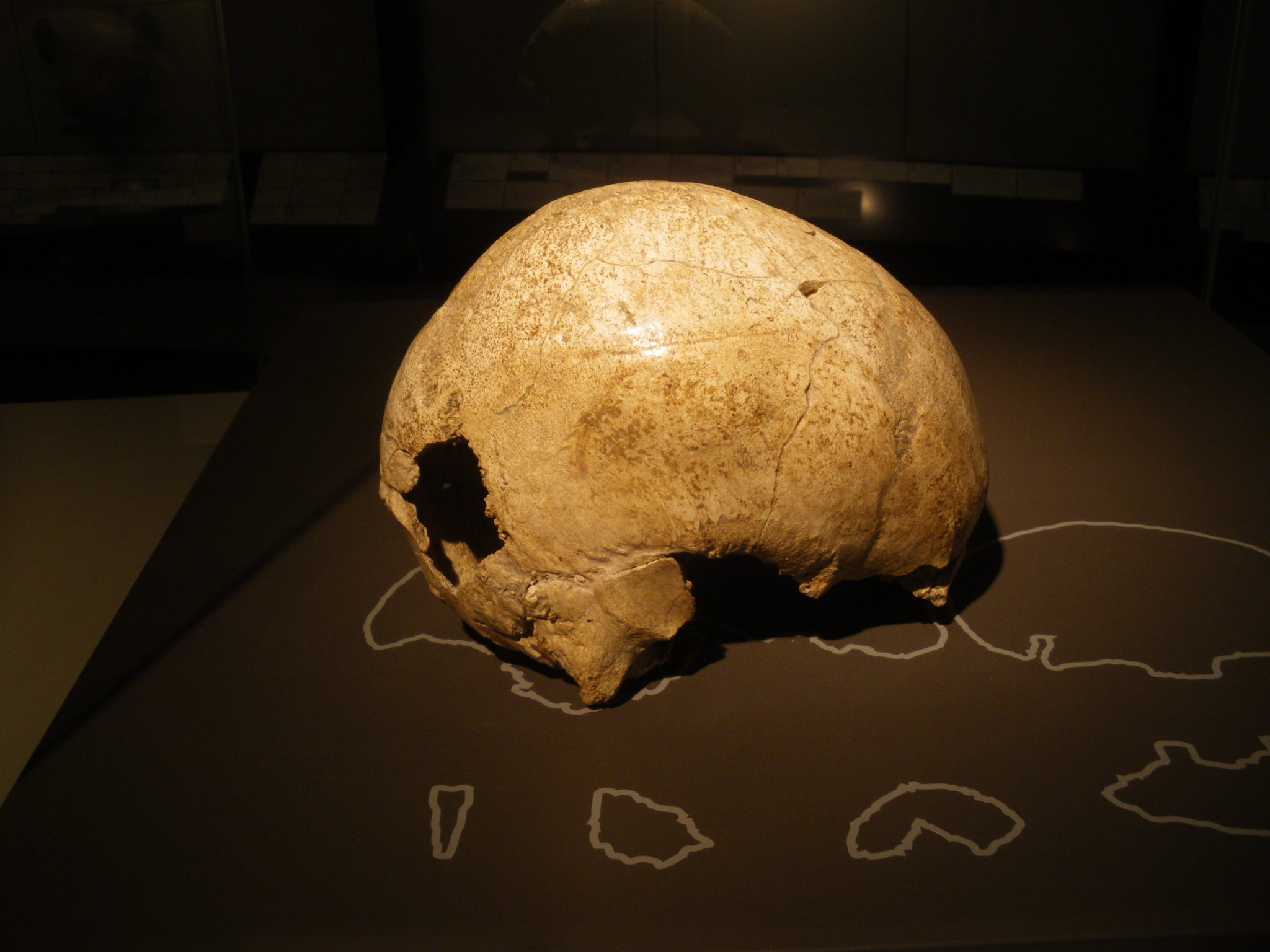
Engis 1, crâne d’un homme du néolithique, un des crânes découverts par Philippe-Charles Schmerling en 1830 à Engis - Collection du Grand Curtius.

Dès le Crétacé supérieur, on a découvert que des iguanodons vivaient en Europe. En effet, l’iguanodon a été découvert au XIXe siècle dans les mines de charbon à Bernissart avec un troupeau de plus d’une trentaine de squelettes fossiles, pour la plupart presque complets. Ces fossiles sont actuellement exposés au Muséum des sciences naturelles à Bruxelles et au Musée de l’Iguanodon à Bernissart. Les plus anciennes traces humaines en Belgique ont été trouvées au site de la Belle-Roche à Sprimont, et témoignent d’une occupation ancienne d’environ 500 000 ans.
Il s’en fallut de peu pour que l’homme de Néandertal, découvert en 1856, ne porte le nom de la localité belge de Spy. C’est là qu’en 1886 les restes de deux squelettes humains furent identifiés comme étant contemporains de ceux de Néandertal : l’homme de Spy. Dès 1830, des restes humains sont retrouvés à Engis, mais ils ne furent pas directement reconnus comme appartenant à un homme fossile. Au cours du XXe siècle, de nombreuses stations paléolithiques et mésolithiques ont été découvertes dans la vallée de la Meuse, principalement dans des abris sous roches et des cavernes naturelles (Hastière, Han-sur-Lesse, Sclayn) mais aussi en terrain découvert (Namur). Au Néolithique (vers 4 000 av. J.-C. en Belgique), la population humaine gagne les plateaux d’Ardenne, du Condroz, ainsi que les plaines de Flandre et de Hesbaye : de nombreux sites d’occupation ont été étudiés.

### Protohistoire
Outre de nombreux éperons barrés dans la vallée de la Semois, plusieurs centaines de tombelles de l’âge des métaux ont été identifiées à travers tout le pays. Le territoire se trouvait en effet dans la zone d’influence de la civilisation celte.

### Antiquité
La conquête romaine intervient en Gaule autour de 57 avant notre ère. Conquise par Jules César sur les Celtes, la Gallia Belgica réunit les territoires compris entre la Seine et le Rhin. La plus vieille utilisation des termes Belgae et Belgica qui nous est parvenue est dans les Commentaires sur la guerre des Gaules de Jules César. Il distingue dans la Gaule trois parties : les Gaulois proprement dits, les Aquitains et les Belges. Ces derniers sont séparés des Gaulois par la Seine et la Marne. Sous Auguste, la Gaule est divisée par Marcus Agrippa en trois provinces et l’une d’entre elles porte le nom de Belgica. Cette dernière est réorganisée sous Domitien qui la divise en trois nouvelles provinces, Gaule belgique, Germanie inférieure et Germanie supérieure. En 297, la Gallia Belgica est encore divisée en Belgica Prima, Belgica Secunda et Maxima Sequanorum. La Belgique actuelle est issue de ces provinces romaines.

### Moyen Âge
Une arrivée graduelle de tribus germaniques franques à partir du début du IVe siècle et durant le Ve siècle profite de la lente désagrégation du pouvoir romain en Gaule ; le territoire passe aux mains des Mérovingiens, unifiés sous l’autorité de Clovis. Il meurt en 511. En 731, les derniers rois mérovingiens cèdent le pouvoir aux Carolingiens. En 843, lors du traité de Verdun, l’empire est partagé entre les petits-fils de Charlemagne. Le territoire de l’actuelle Belgique passe aux mains de Lothaire, avant d’être partagé entre le royaume de France et ce qui deviendra l’empire germanique. Peu à peu, des entités politiques plus ou moins indépendantes se constituent sur le territoire de la future Belgique : comté de Flandre, duché de Brabant, principauté de Liège. À la fin du Moyen Âge, par le jeu des alliances et des mariages, l’essentiel du territoire de la Belgique passe entre les mains des ducs de Bourgogne. Le troisième duc de Bourgogne, Philippe le Bon, le grand unificateur, unira le pays sous le nom de Leo Belgicus, comme en témoigne une carte officielle de l’époque. Après la chute de son fils, Charles le Téméraire et parce que celui-ci n’avait qu’une fille, Marie de Bourgogne, le pays, par son mariage, passera sous l’autorité des Habsbourg, laquelle culminera sous le règne de Charles Quint (petit-fils de Marie de Bourgogne).
C’est du Moyen Âge et surtout de la dynastie bourguignonne que date un découpage du territoire préfigurant, plus ou moins, les futures provinces. C’est aussi l’âge où les cités arrachent aux seigneurs féodaux des droits que l’on appelle les « privilèges ». Les ducs de Bourgogne ont cherché à les remettre en cause, mais ils se sont heurtés à divers soulèvements populaires et ont dû se résoudre à s’adresser aux états généraux pour obtenir des contributions financières et militaires.

### Époque moderne
En 1500, le futur empereur Charles Quint, descendant des ducs de Bourgogne, nait à Gand. Il est considéré comme un enfant du pays et est élevé à Malines par sa tante Marguerite d’Autriche avant de prêter serment à Bruxelles pour devenir roi. Son héritage comprend l’Espagne et les Dix-Sept Provinces et il parvient à se faire élire par la diète germanique empereur du Saint-Empire romain germanique. Par la Pragmatique Sanction de 1549, il acte définitivement l’union juridique des Dix-Sept Provinces sous un même souverain tout en appesantissant son pouvoir sur la principauté de Liège qui conserve une indépendance interne sous ses princes-évêques. C’est l’époque où la région profite de l’essor d’Anvers, première place boursière mondiale, qui relie l’Inde à l’Amérique.

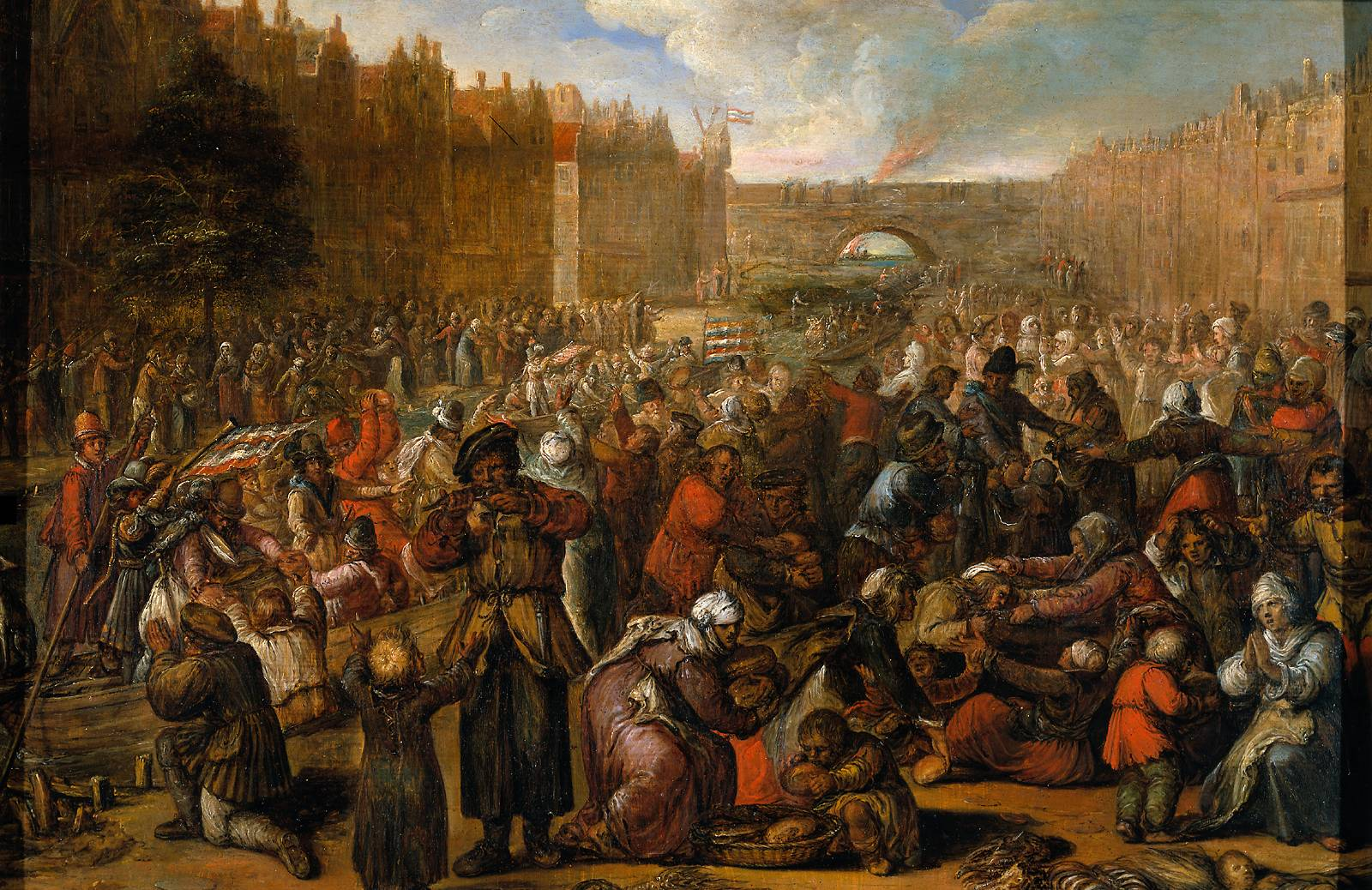
Libération de Leyde, 3 octobre 1574.

Mais l’unité des Pays-Bas sera brève dès lors que les guerres de Religion et les appétits politiques la feront voler en éclats. La guerre de Quatre-Vingts Ans, de 1568 à 1648, finira par diviser le territoire en deux : une république fédérale dans le Nord, les Provinces-Unies (Belgica Foederata), protestantes, et, dans le Sud, les Pays-Bas méridionaux (Belgica Regia), catholiques, toujours dirigés par la couronne des Habsbourg espagnols. Sous Charles Quint, le pouvoir reste dévolu à ce que l’on peut considérer comme un gouvernement local hérité de l’époque des ducs de Bourgogne et qui s’appelle le Conseil d’État. Il est composé de seigneurs et présidé par des gouverneurs, dont, notamment, la « gouvernante » Marie de Hongrie. La défense des droits locaux face à l’autorité étrangère était une des principales préoccupations d’une partie de la noblesse qui, en cela, rencontrait l’approbation du peuple qui avait lui-même bénéficié, au long des siècles, de la conquête des droits arrachés par les cités contre les pouvoirs féodaux et défendus par les États généraux. La manifestation la plus importante en fut le « Compromis des Nobles » qui dressa la noblesse des Pays-Bas du Nord et du Sud contre les abus du fils de Charles Quint, Philippe II. Celui-ci, après avoir assisté à Bruxelles à l’abdication de son père, résida toute sa vie en Espagne, s’efforçant de réduire les droits de ses sujets du nord. Il en résulta des persécutions, dont l’exécution sur la Grand-Place de Bruxelles des comtes d’Egmont et de Hornes, qui figuraient parmi les meneurs du Compromis des Nobles (sans toutefois le signer) dans la défense d'une certaine tolérance religieuse et de ce que l’on appelait les « privilèges », le mot recouvrant les divers droits qui avaient été conquis au long des siècles contre les abus du pouvoir. À cela se mêlait une guerre de religion entre les catholiques et les protestants. La persécution des Espagnols catholiques contre les protestants et leurs abus de pouvoir contre tout le monde entraînèrent des alliances de circonstance entre protestants et catholiques contre l’Espagne. Il en résulta une longue suite de ravages et d’exécutions dus à une longue guerre contre le pouvoir espagnol sous l’autorité du prince Guillaume d’Orange-Nassau, dit le Taciturne, un catholique qui avait été un des proches de Charles Quint, mais qui finit par passer dans le camp protestant lorsqu’il dut se résigner à se retirer dans les Pays-Bas du Nord (Belgica Foederata). Les Pays-Bas du Nord parvinrent finalement à l’indépendance après ce que l’on a appelé « le siècle de malheur », ceux du Sud représentant la future Belgique restant sous l’autorité espagnole. Cette partie comprend à peu près tout le territoire de la Belgique moderne, à l’exception de la Principauté de Liège, mais en incluant le Nord de la France pas encore conquis mais convoité par la monarchie française.
En plus des luttes contre l'autorité des souverains étrangers qui affirmaient, de longue date, avoir des droits sur le pays hérités de l'époque féodale, il fallait compter avec les souverains français, et notamment Louis XIV qui affirmait des prétentions sur la possession des Pays-Bas (ancien territoire des Francs Saliens). Le pays fut donc le théâtre de beaucoup de batailles des guerres franco-espagnoles et franco-autrichiennes auxquelles étaient mêlées les populations comme victimes ou acteurs, de nombreux généraux étant issus de la noblesse locale, tels Bernard de Fontane ou Tilly (qui gagna, en Europe centrale, la bataille de la Montagne Blanche). Venant après les malheurs du XVIIe siècle, ceux du XVIIIe siècle valurent au pays de porter le surnom de « champ de bataille de l'Europe » (une réputation qui sera renforcée par les deux guerres mondiales).
En 1713, les Pays-Bas méridionaux, après avoir fait partie des Pays-Bas espagnols, sont rattachés à la branche autrichienne des Habsbourgs et deviennent les Pays-Bas autrichiens sous la gouverne de Charles VI (1685-1740). La Pragmatique Sanction, que ce dernier signe en 1713, permettra à sa fille aînée Marie-Thérèse (1717-1780) d'hériter de l'empire. Celle-ci fait plusieurs réformes et crée notamment l'Académie royale des sciences, des lettres et des beaux-arts (1772), qui sera surnommée « la Thérésienne ». Son fils Joseph II (1741-1790) est un despote éclairé qui veut réformer en profondeur l'administration du pays. À cette fin, il prend une imposante série de mesures qui lui attirent les foudres de la noblesse ainsi que du clergé catholique, dont il brise le monopole par son Édit de tolérance, proclamé en 1781.

### Révolutions de 1789 et annexion française

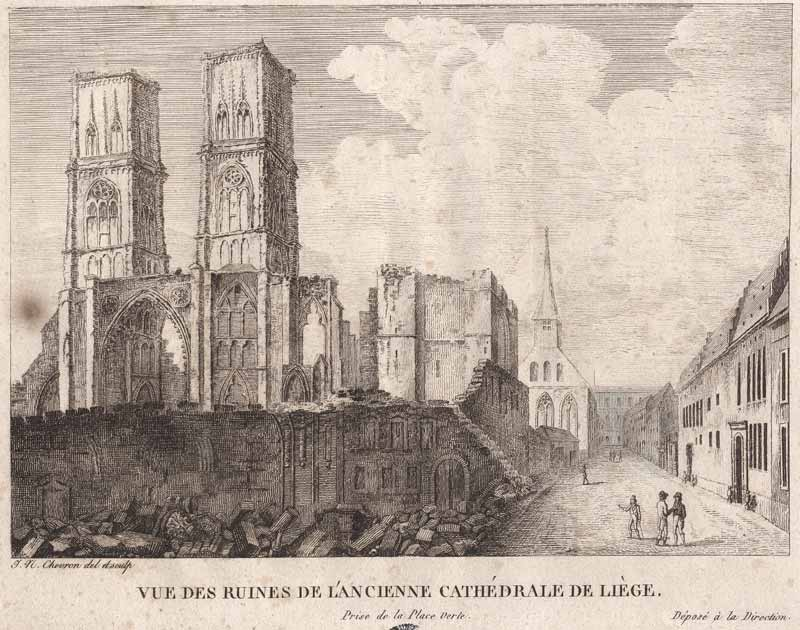
La déstruction de la Cathédrale Saint-Lambert par les révolutionnaires liégeois.

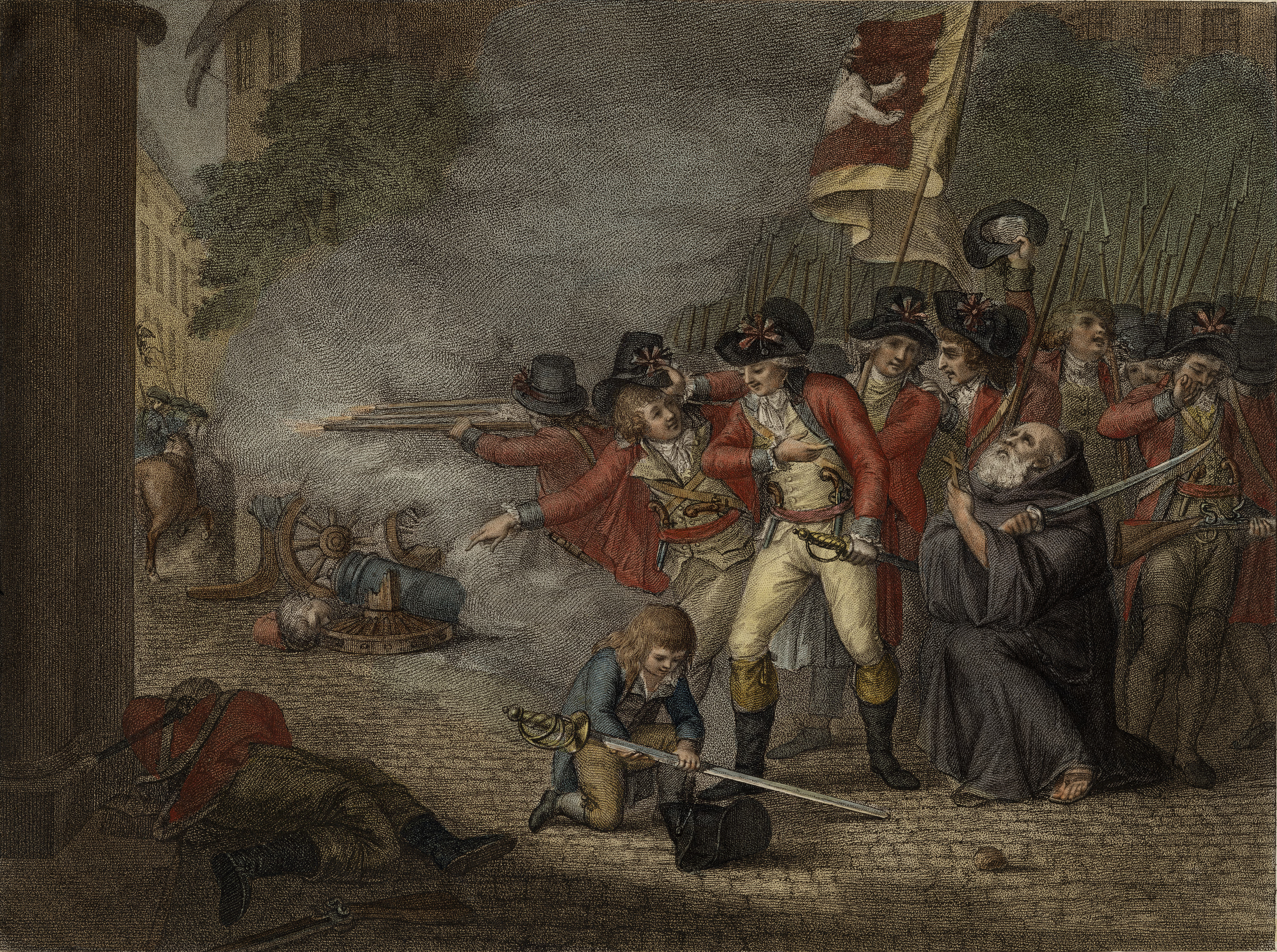
La Bataille de Turnhout en 1789, qui opposa les patriotes belges à l'armée impériale.

La révolution liégeoise débute en 1789 en l'absence du prince-évêque, les mouvements révolutionnaires éclatent alors presque simultanément à Paris et à Liège. En 1789 éclate à Bruxelles une nouvelle révolution qui couvait depuis 1787, cette fois contre les abus de l'absolutisme autrichien. C'est la révolution brabançonne. L'armée autrichienne est battue à Turnhout et les révolutionnaires proclament les États belgiques unis. Les chefs de Bruxelles et de Liège tentent de s'entendre, mais aucune des deux révolutions ne peut se maintenir longtemps du fait des luttes intestines à Bruxelles entre statistes (les conservateurs) et vonckistes (les libéraux) et par le retour à Liège du prince-évêque appuyé par la Prusse. La force armée autrichienne revient alors en force à Liège et à Bruxelles. Elle se heurte aux forces françaises commandées par le général Dumouriez. Celui-ci remporte la victoire, mais réprime violemment, le 7 décembre 1792, une manifestation à Bruxelles pour l'indépendance de la Belgique.
En France, l'abolition de la royauté est proclamée en septembre 1792 aboutissant à la naissance de la Première République française. Les citoyens de Liège votent le rattachement à la République française en 1793 dans l'élan de la révolution liégeoise. Après les campagnes militaires de 1794 de la Révolution française, les Pays-Bas autrichiens sont annexés par la Première République française le 1er octobre 1795. Les États généraux des Provinces-Unies, qui avaient assuré le rôle de corps souverain suprême des institutions tant sous le régime espagnol que sous le régime autrichien, sont abolis. La révolution liégeoise, progressiste et influencée par la philosophie des Lumières se distingue alors de la révolution brabançonne plutôt conservatrice et qui est même parfois appelée « contre-révolution ». Cette distinction se remarque également dans l'attitude vis-à-vis de la République française. Ainsi, dans le cas de Liège, le rattachement à la France, préparé par les autorités françaises installées sur place, est largement plébiscité par la population. Par contre, le rattachement à la France des Pays-Bas autrichiens est marqué par une très forte abstention.
Le régime français s'installe pour longtemps, entraînant une conscription militaire de plus en plus lourde. Il en résulte une opposition qui finit par aboutir à une guerre des Paysans, surtout dans la partie wallonne et, notamment dans l'Ardenne, contrée forestière accidentée propice à une guérilla dans laquelle s'activent les chefs Magonette et Géna. En 1814, l'Empire français est vaincu et renversé par la Sixième Coalition, puis en 1815, dans la période dite des Cent-Jours elle voit le retour éphémère de Napoléon sur le trône de France et sa chute lors de la campagne de Belgique à la bataille de Waterloo par la Septième Coalition.
Après la chute définitive de Napoléon, les grandes puissances victorieuses, qui décident de démembrer l'empire français, mettent d'abords en place dans les terres reprises, plusieurs gouvernements généraux, sous la direction du baron vom Stein. En Belgique, le gouvernement général reprend les frontières des États belgiques unis. Cependant la coalition réunifient d'autorité, au congrès de Vienne, les anciens Pays-Bas de l'époque de Charles Quint dans le but d'en faire un État tampon. Cette construction politique, le royaume uni des Pays-Bas, ne durera pas et aboutira à la révolution belge de 1830.

La Belgique au sein de la Première République française.
La Belgique intégrée dans le Premier Empire français.

### XIXesiècleet révolution belge de 1830

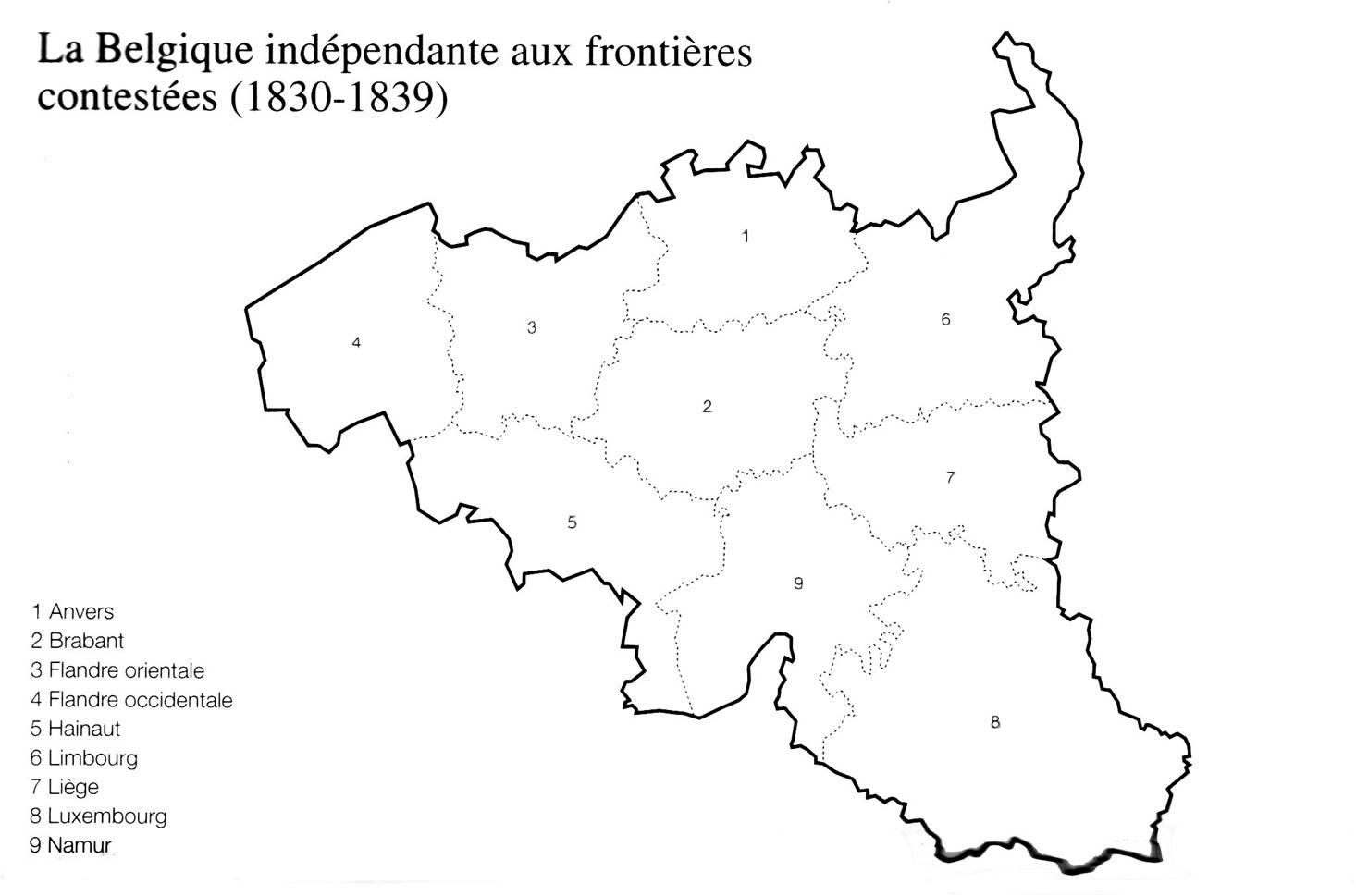
Les anciennes frontières de la Belgique, avant le traité des articles de 1839, comprenaient l'actuel Grand-duché de Luxembourg et l'actuel Limbourg néerlandais.

La réunification ne tient pas. Sous le pouvoir jugé trop « napoléonien » de Guillaume Ier, la restriction des libertés politiques et religieuses, la sous-représentation politique et l'« exploitation fiscale » des provinces méridionales font naître une opposition catholique et libérale qui aboutit à une alliance entre ces deux grands courants d'opinion du Sud du pays. Cet unionisme devient « spécifiquement belge et énonce des griefs spécifiquement belges ». L'autorité du régime périclite alors dans le Sud, un climat pré-révolutionnaire règne, le roi ne pouvant se maintenir en Belgique que par l'usage de la force.
À sa création en 1830, la Belgique était peuplée en majorité de néerlandophones mais était dirigée par des francophones, dont de nombreux Flamands : en effet, toute la bourgeoisie et toute la noblesse flamandes parlaient français. La Cour, la classe politique, la magistrature, les milieux d'affaires s'exprimaient en français. Plus tard, les Flamands ont lutté pour voir reconnaître officiellement leur langue. Cette lutte fut longue : ce n'est qu'en 1898 avec l'adoption de la loi Coremans-De Vriendt dite « Loi d'Égalité », que le néerlandais deviendra une langue officielle.
La révolution belge de 1830 entraîne la défaite de l'armée hollandaise. Malgré une courte tentative de retour offensif, les Hollandais doivent renoncer à la Belgique avec l'accord des grandes puissances qui veulent éteindre au plus vite un foyer de sédition comme l'était Bruxelles, où grouillaient des réfugiés politiques de toute l'Europe : nostalgiques de la République et de l'Empire français, intrigants appartenant à des sectes politiques comme la Charbonnerie, les derniers partisans de Babeuf, ainsi que Buonarroti et des Polonais rescapés de la répression tsariste et même des exilés sud-américains.
Dans son ouvrage Talleyrand le prince immobile, l'historien Emmanuel de Waresquiel consacre un chapitre entier, intitulé « La Belgique et la paix », au rôle très important joué par Talleyrand - ambassadeur de France auprès du Royaume-Uni depuis l'accession au trône de Louis-Philippe -, dans le processus conduisant à la reconnaissance de l'indépendance belge par les puissances européennes signataires des traités qui, en 1815, ont incorporé les provinces belges au royaume des Pays-Bas.
Le soulèvement belge éveillait la perspective de voir les événements belges contaminer d'autres pays, alors que les suites du soulèvement polonais contre les Russes et leurs échos en Allemagne ne sont pas éteints.
Dans l'esprit des représentants des puissances, en particulier du Royaume-Uni, au congrès de Vienne, durant lequel Talleyrand représentait déjà la France - jusqu'au retour de Napoléon lors des Cent-Jours -, le royaume des Pays-Bas devait être un État tampon destiné à bloquer les visées expansionnistes françaises. « Toute la politique anglaise va donc consister à se prémunir contre la France en faisant construire le long de la frontière des Pays-Bas une ligne de forteresses destinées à surveiller et contenir son vieil ennemi ». Il s'agissait pour les Anglais de préserver leur commerce international en gardant le contrôle sur l'Escaut et le port d'Anvers.
Talleyrand va s'efforcer de réduire cet antagonisme partagé par les autres puissances, en particulier la Prusse, en participant activement aux « conférences sur le règlement de la crise belge (qui) s'ouvrent à Londres le 4 novembre 1830 » et vont se prolonger jusqu'en janvier 1832. Il va défendre avec opiniâtreté l'idée de l'indépendance et de la neutralité de la Belgique, tout en essayant - sans succès - d'obtenir quelques concessions territoriales au profit de son pays. « Au-delà des résultats, ces deux années de marathon diplomatique constituent à elles seules une performance pour un homme de presque quatre-vingts ans.».

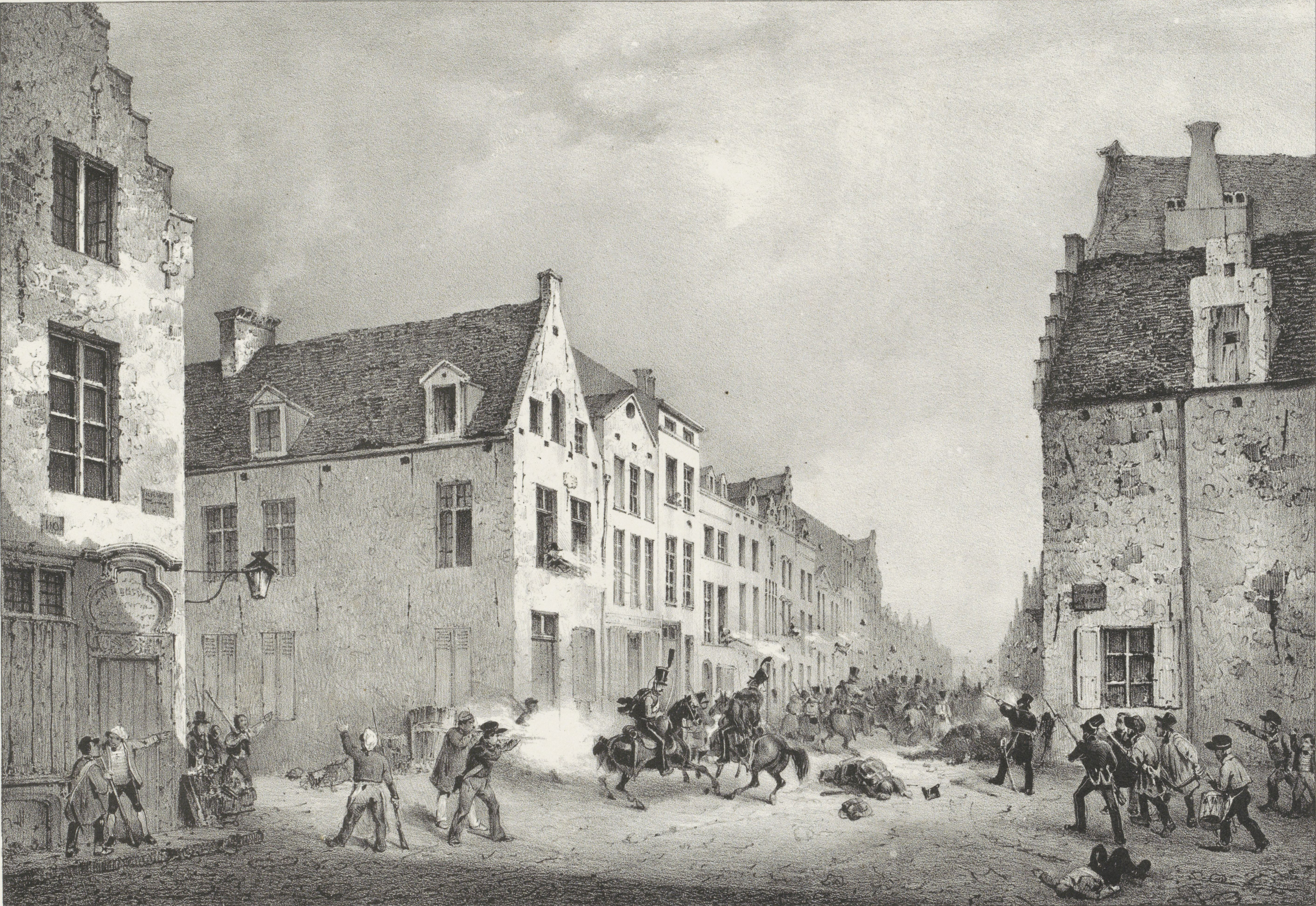
Déroute d'une division hollandaise par la porte de Flandre.

Cette seconde indépendance belge en moins de cinquante ans aboutit à la reconnaissance par les puissances d'un État neutre, dans un premier temps sous l'autorité d'un gouvernement provisoire et d'un Congrès national. Avec l'installation de Léopold de Saxe-Cobourg-Gotha comme premier roi des Belges, la Belgique devient une monarchie constitutionnelle et une démocratie parlementaire. L'unionisme entre catholiques et libéraux, scellé en 1827-1828, est consacré par un compromis en 1830 : la construction d'un État libéral où il n'y a pas de politique anticléricale et où le catholicisme est reconnu comme religion de la majorité, le tout fondé sur une constitution intouchable à leurs yeux, qui garantit un nombre élevé de libertés comparé aux autres lois fondamentales de l'époque.
Cet unionisme se transforme après l'indépendance en « une coalition électorale et gouvernementale permanente, constituée de membres modérés des deux partis qui n'ont pas oublié les leçons de la révolution brabançonne ». Le pays est alors dirigé par une oligarchie élue au suffrage censitaire et capacitaire à représentation majoritaire, dont la langue est de facto le français. L'unionisme persistera tant que la peur d'une annexion néerlandaise ou française sera forte. Les libéraux créent ensuite leur parti et il s'ensuivra une période avec un système bipolaire entre tendances libérales et catholiques. L'apparition d'un parti catholique organisé en 1869 voit les conservateurs en 1884 s'installer au pouvoir pendant trente ans, et les socialistes créent le parti ouvrier en 1885. Le pays connaît le vote plural à représentation proportionnelle le 18 avril 1893 et – plus tardivement et par étapes – le suffrage universel ainsi que les premières avancées en matière de droits linguistiques comme la loi Coremans-De Vriendt en 1898. Il faut toutefois attendre le 10 avril 1967 pour voir une version complète en néerlandais de la Constitution officiellement reconnue, et 1991 pour la version en allemand.
Grâce à une industrialisation précoce dès les débuts de la révolution industrielle au XIXe siècle, favorisée par des territoires dotés de charbon et densément peuplés, la Belgique connaît une forte expansion économique et devient une puissance industrielle importante. Par l'interventionnisme de l'État, le pays se dote rapidement du premier réseau ferroviaire du continent européen, qui restera le plus dense.
Au cours des cinq années suivant la révolution belge, la Société générale de Belgique investit dans une quarantaine d'entreprises belges, dont quinze aciéries et sept grandes mines de charbon, introduites en Bourse de Bruxelles, qui vit alors l'essor le plus rapide de l'histoire des bourses de valeurs. La forte croissance économique mondiale des années 1830 fait doubler la production de charbon belge. La Belgique est le berceau d'avancées technologiques dans de nombreux domaines comme la chimie avec la découverte d'un procédé de fabrication industrielle de la soude par Ernest Solvay.
Par l'initiative de son deuxième roi, Léopold II, qui a reçu l'État indépendant du Congo à titre privé après la conférence de Berlin en 1884-1885 afin d'éviter un conflit ouvert entre les grandes puissances, la Belgique devient un empire colonial en 1908 après que le roi a légué l'administration de son domaine à l'État belge pour faire face à ses dettes liées à ses nombreuses réalisations en Belgique. La reprise par l'État de l'administration du Congo (77 fois la superficie de la Belgique actuelle) s'impose à la fin de 1905 après notamment le rapport d'une commission d'enquête déplorant l'exploitation des populations congolaises et les abus subis sous l'occupation de Léopold II, particulièrement pour la récolte du caoutchouc naturel. En 1955, le roi Baudouin, au cours d'un voyage au Congo, instruira l'administration locale de ne plus verser aux créanciers de Léopold II les fonds récoltés. Le Congo avait remboursé quatre fois les sommes dues aux puissances occidentales qui avaient parrainé Léopold II dans sa mission d'exploitation des matières premières. Cinq ans plus tard, le Congo accédera à la souveraineté internationale à l'instigation, entre autres, des États-Unis d'Amérique.

### XXesiècle

#### Première Guerre mondiale

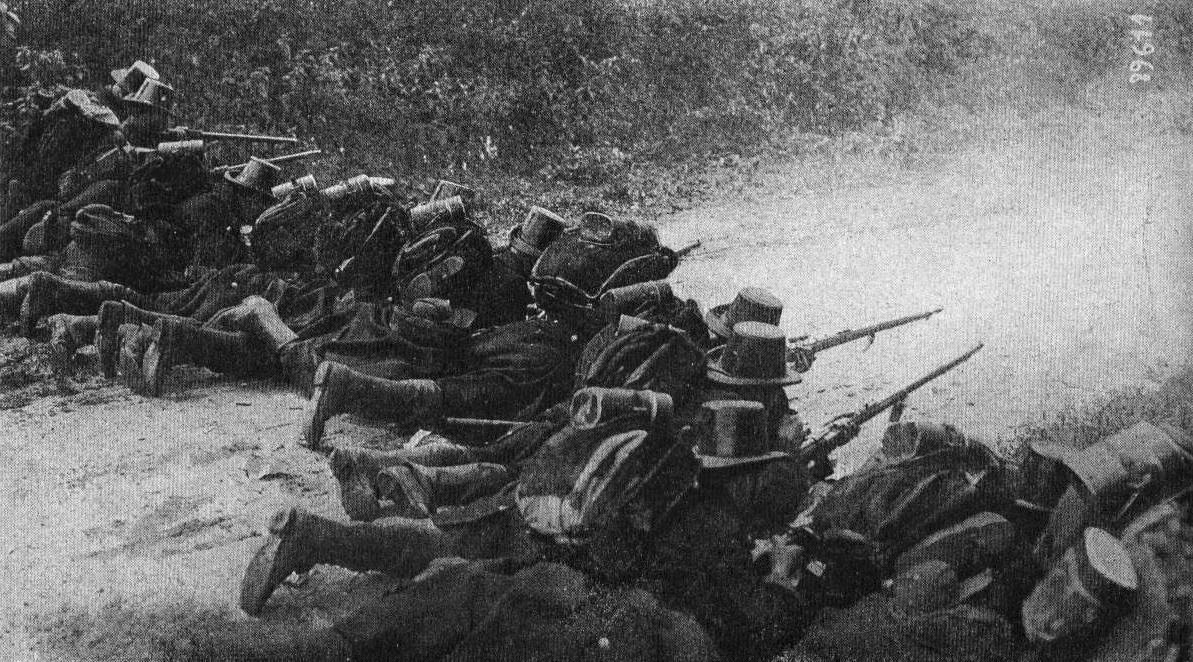
Fantassins de la Garde civique participant à la défense de Liège en août 1914.

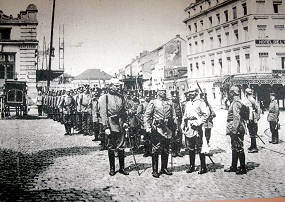
Soldats de l'occupation allemande à Liège durant la Première Guerre mondiale.

En 1914, la Première Guerre mondiale éclate. L'Empire allemand ignore la neutralité de la Belgique et l'envahit en appliquant le Plan Schlieffen pour prendre à revers les armées françaises. Après la bataille de Liège, bataille d'arrêt livrée du 5 au 16 août par l'armée belge appuyée sur les forts de la ceinture fortifiée établie en avant de la ville, c'est la victoire de Haelen contre les Uhlans appuyé par de l'infanterie, puis le siège d'Anvers qui commence le 25 août par des sorties de l'armée de campagne surgissant de la ceinture fortifiée édifiée à plus ou moins vingt kilomètres de la ville. Repoussés trois fois les Allemands parviennent en vue de la deuxième ceinture de forts le 26 septembre et commencent le siège proprement dit avec leur grosse artillerie. Le 5 octobre, la troisième ceinture, qui est constituée de forts du XIXe siècle, est écrasée et l'armée belge doit se retirer le 8 octobre. Ainsi, en agissant sur les arrières de l'armée allemande, l'armée belge a contribué à soulager l'armée française attaquée au nord-est de la France. Les soldats belges sont d'autant plus motivés que l'ennemi se livre à de nombreuses atrocités contre la population en invoquant que des francs-tireurs civils combattent en guérilla. Ce sont surtout les combats devant Liège et à Haelen qui, en retenant 150 000 soldats allemands, privèrent l'état-major allemand de disposer de tous ses effectifs lors de la bataille de la Marne, ce qui explique le vide laissé entre les armées allemandes à un moment crucial de la bataille, ce dont le général Joffre sut tirer parti en y lançant ses troupes. Aussi, la presse française ne tarit-elle pas d'éloges sur la résistance de la Belgique. Comme l'écrit L'Écho de Paris : « Nous, Français, nous devons aux Belges, plus que de l'admiration, nous leur devons une inoubliable reconnaissance », « Une page glorieuse de l'histoire contemporaine » écrit encore le quotidien français Le journal. Malgré tout, la Belgique sera finalement presque entièrement occupée. Finalement, pour préserver un dernier morceau de territoire national commence alors, du 20 octobre au 17 novembre, une très dure bataille entre les belgo-franco-britanniques retranchés derrière le fleuve Yser et l'armée allemande qui lance des assauts répétés qui lui coûtent beaucoup de pertes. Des inondations de la basse plaine renforcent encore la défense alliée et, finalement, l'empereur d'Allemagne venu assister à ce qu'il croit devoir être un triomphe, doit repartir. Pour l'Empire allemand, l'espoir est perdu de foncer à travers les plaines maritimes en contournant les alliés, surtout les Français. Le gouvernement belge, installé à Sainte-Adresse en France, y restera durant toute la guerre, mais le roi Albert Ier reste au commandement de l'armée qui combat pendant quatre ans sur les rives de l'Yser défendant le dernier morceau de territoire resté libre.
En Belgique occupée, l'occupant allemand installera, dès 1915, une Flamenpolitik destinée à diviser la Belgique en deux États satellites de l'Allemagne, la Flandre et la Wallonie.
En Afrique, l'armée du Congo belge épaule les forces britanniques et remporte plusieurs victoires contre les forces de l'Afrique orientale allemande, jusqu'à la prise de Tabora le 19 septembre 1916 dans le cadre d'une concertation très générale avec les Britanniques. Aussi, faudra-t-il beaucoup d'efforts pour que l'Empire britannique – qui compte s'approprier la totalité de la colonie allemande – concède l'établissement d'une base militaire à Kisumu, puis à Mwanza afin de permettre l'approvisionnement des troupes via la ligne de chemin de fer reliant ces villes au port de Mombasa.
Après la guerre, la quatrième partie du traité de Versailles de 1919, appelée « Accords Orts-Milner » donne à la Belgique les territoires du Ruanda-Urundi.
Le traité donne aussi, à l'est de la Belgique, la circonscription prussienne d'Eupen-Malmedy, rattachement sanctionné par un plébiscite controversé. Historiquement, le territoire d'Eupen avait appartenu jusqu'en 1815 au duché du Brabant (les Pays d'Outre-Meuse et le duché de Limbourg), Sankt-Vith faisait partie du duché de Luxembourg et Malmedy de la principauté abbatiale indépendante de Stavelot-Malmedy. Le vote n'est pas à bulletin secret, ce qui fait craindre aux électeurs des représailles : seuls 271 sur 33 726 électeurs déclarent leur attachement à la Prusse. La libération est également l'occasion pour le roi d'instaurer le suffrage universel masculin, grâce à une « petite entorse » au droit constitutionnel belge.

#### Entre-deux-guerres

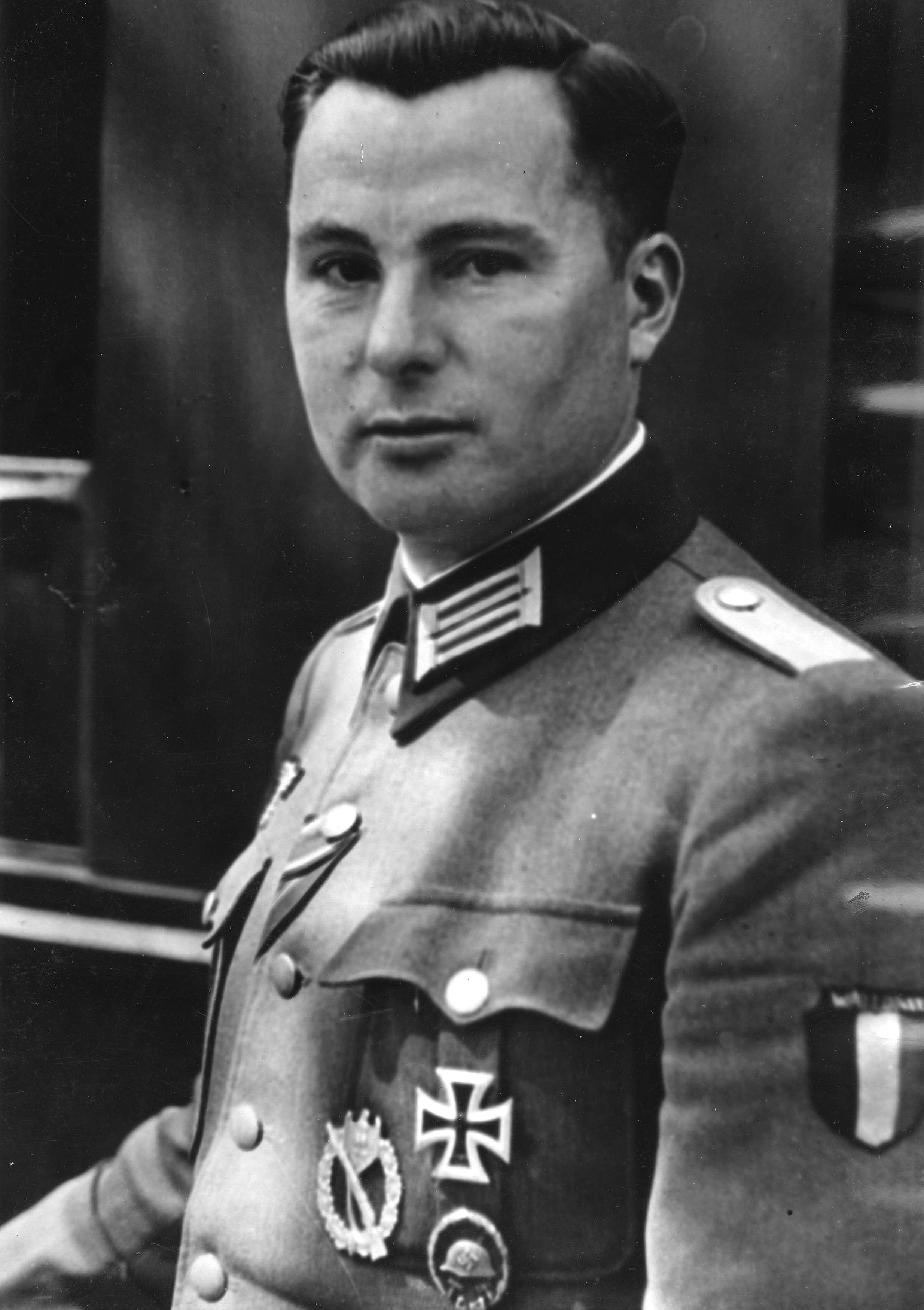
Léon Degrelle.

Durant l'entre-deux-guerres, l'histoire de la Belgique est similaire au reste de l'Europe occidentale : une reconstruction énergique durant les années folles, une crise économique entre 1931 et 1935, l'émergence de partis fascistes avec la flambée rexiste de 1936-1937 autour de Léon Degrelle et le VNV flamand de Staf Declercq. Les mouvements wallons et flamands connaissent aussi une radicalisation et un raffermissement après la période de patriotisme belge à la fin de la guerre. En 1934, le roi Albert Ier décède inopinément et son fils Léopold III lui succède. Mais, l'instabilité ministérielle et les divisions nationales s'aggravent, suscitant l'apparition, dans une partie de l'opinion publique, d'un courant de pensée politique autoritaire prônant un ordre fort dont on dit qu'il ne laisse pas le roi indifférent. Malgré ce qui semble avoir été une tentative de putsch menée en amateur par Léon Degrelle, chef du parti REX, partisan de Mussolini et tenté par l'exemple d'Hitler, la démocratie est protégée, le roi ne faisant rien pour favoriser une dérive anti-démocratique. En 1936, sous son impulsion et avec l'appui du parlement et du gouvernement, la Belgique dénonce l'alliance de 1920 avec les Franco-britanniques et se replie dans une stricte neutralité, affirmant refuser toute coopération avec les états-majors alliés, alors même que la menace hitlérienne s'affirme aux frontières. Il s'agit de ne pas provoquer l'Allemagne, vu l'état d'insuffisance de la défense belge. C'est aussi l'insuffisance des anciens alliés français et britannique, tant sur le plan militaire que politique, qui motive la politique de neutralité accompagnée d'un imposant programme de réarmement. Le sacrifice de la Tchécoslovaquie abandonnée par les puissances à l'appétit d'Hitler, lors du traité de Munich, donne tout à craindre de futures revendications allemandes sur la Belgique si les puissances européennes abandonnent celle-ci comme elles ont abandonné la Tchécoslovaquie. Le roi, qui a des contacts dans l'aristocratie britannique, sait par ceux-ci que le gouvernement britannique a cru pouvoir apaiser les appétits de conquête de Hitler en lui offrant le Congo, quitte à obliger par la force la Belgique à accepter. Hitler, surtout intéressé par ses visées d'expansion à l'est, ne s'intéresse pas à ce projet, d'autant plus que l'Allemagne n'a pas les moyens militaires d'intervenir en Afrique. Mais il est clair que la Belgique doit pouvoir se défendre contre les tentatives de l'assujettir dans une combinaison reprenant le marchandage de Munich conclu sur le dos de la Tchécoslovaquie. Mais l'ennemi reste avant tout l'Allemagne. La Belgique doit pouvoir se défendre seule, dans la crainte que les Britanniques, et peut-être même les Français ne garantissent pas de la secourir. C'est le sens du régime de la neutralité armée voté par le parlement, une solution qui pourrait, espère-t-on, éviter d'être entraîné dans un conflit entre l'Allemagne et les Franco-britanniques. Dès 1938, il apparaît clairement que la Belgique et la France sont visées par l'impérialisme allemand. Alors que la Belgique est en plein réarmement sous les apparences de la neutralité, des informations sont communiquées secrètement à la France révélant que les services de renseignement ont acquis la conviction que l'attaque allemande se ferait par le Sud de l'Ardenne belge. En atteste le général en chef français Maurice Gamelin qui révèle dans son livre de mémoires – Servir – qu'il avait avec le roi des Belges en personne, Léopold III, une communication directe grâce aux attachés militaires. Mais ce général n'en tire aucun profit pour organiser sa stratégie, préférant s'en remettre à l'avis du maréchal Pétain qui avait déclaré l'Ardenne impraticable pour une armée moderne. Or, c'est bien par là que se manifestera l'offensive principale de la Wehrmacht.

#### Seconde Guerre mondiale
En mai 1940, la Belgique est de nouveau envahie par l'Allemagne. Commence alors la campagne des 18 jours. Tandis que l'armée des Pays-Bas reflue précipitamment vers la Zélande devant la Blitzkrieg allemande, l'armée française est percée à Sedan, comme prévu dans les plans allemands dont les Français n'avaient pas voulu tenir compte malgré les renseignements de l'espionnage français et belge et les avertissements du roi Léopold au général en chef français Gamelin qui était en relation directe avec le roi, comme il l'a reconnu dans son livre de mémoires Servir. L'état-major français avait donc eu le temps de parer cette offensive entre l'entrée de la Wehrmacht en Ardenne, le 10 mai, et son attaque sur les positions françaises. Un délai dû à la résistance des chasseurs ardennais, une troupe d'élite de l'armée belge, qui retardèrent les Allemands pendant deux jours puisque ceux-ci ne commencèrent à franchir la Meuse que le 12. Ce recul français à Sedan, menaçait l'armée belge sur sa droite, alors qu'elle était tournée sur sa gauche à la suite de la défection des Hollandais (qui allaient se rendre quatre jours plus tard) et qu'elle était elle-même percée en son centre, sur le canal Albert par la prise du fort d'Eben-Emael réduit à l'impuissance au bout de vingt-quatre heures par l'utilisation d'un nouveau type d'explosif allemand. L'armée ne cessera, dès lors, de devoir reculer en même temps que les Français et les Britanniques, sans que ceux-ci et les Belges puissent rétablir un front face aux pointes profondes des attaques allemandes qui menacent sans cesse de réaliser l'encerclement des alliés. C'est d'abord la bataille de la Dendre, puis la bataille de la Lys, seule bataille d'arrêt de toute la campagne, où l'armée belge résiste cinq jours, abandonnée par l'armée britannique qui se retire à Dunkerque pour y rembarquer sans que rien soit préparé pour évacuer les Belges. Le roi se résigne, le 28 mai 1940, au terme d'une campagne de dix-huit jours qui laisse l'armée à bout de forces et de munitions, à envisager une reddition. Il est prouvé qu'il avait prévenu le général en chef de l'armée française du Nord, comme en attestaient des captations des communications militaires hertziennes franco-belges. Attestation en est faite par un gaulliste de la première heure, le colonel Rémy. Le roi prévient aussi l'attaché militaire britannique qui l'attestera dans un livre de mémoires. Aussi, le conflit qui éclate entre le roi et les ministres porte-t-il moins sur la reddition que sur la date de celle-ci et sur la question de savoir si le gouvernement doit s'exiler en emmenant le roi avec lui. Le roi refuse, estimant que son statut de chef de l'armée lui fait obligation, de par la constitution, de rester avec celle-ci, à faute d'être considéré comme déserteur. Le roi tombe alors aux mains des allemands comme « prisonnier de guerre » et le gouvernement belge, qui veut continuer la guerre, même sans le chef de l'État, déclare celui-ci « dans l'impossibilité de régner » (du fait de la constitution qui fait un devoir au gouvernement d'assumer seul ses responsabilités et collégialement, sans le blanc seing royal lorsque le roi n'a plus sa liberté d'action).

Carte de l'administration de la Belgique par l'Allemagne nazie.

Le gouvernement du premier ministre Hubert Pierlot, en exil, se réfugie à Londres (après toute une odyssée en France achevée en ce qui concerne Hubert Pierlot et Paul-Henri Spaak, ministre des affaires étrangères, par une traversée clandestine de l'Espagne aux mains d'un gouvernement pro-allemand). Le gouvernement belge pleinement légal et disposant du Congo va alors mettre les forces de la colonie, ses productions agricoles et minérales – notamment l'uranium – à la disposition des alliés. En même temps, il organise la reconstitution d'une infanterie militaire belge et la participation de trois escadrilles belges dans la Royal Air Force, ainsi que l'effort de la marine marchande au service des alliés et la campagne victorieuse des troupes belges d'Abyssinie qui remportent la victoire de Saïo contre les Italiens. En Belgique, se développe une résistance armée soutenue par des parachutages d'armes et des émissions de propagande par la radio belge de Londres. Le roi, lui, reste silencieux durant toute l'occupation et ne donne aucun signe apparent d'appui à la résistance, au gouvernement de Londres et à la cause alliée. Des révélations publiées longtemps après la guerre révèlent cependant qu'il a écrit par deux fois à Hitler pour protester contre des déportations, mais sans autre effet que la menace d'être déporté lui-même avec sa famille, ce qui finira d'ailleurs par être exécuté par les nazis. Il y a aussi eu un échange de communications entre le roi et le gouvernement en exil à Londres, à l'initiative de celui-ci qui tentait un rapprochement dans le but d'apaiser le conflit né en mai 1940. Le propre beau-frère du premier ministre Pierlot se dévoua pour quitter l'Angleterre afin de rentrer clandestinement en Belgique pour apporter au roi une communication du gouvernement en exil. Arrêté par les Allemands alors qu'il tentait de quitter le pays pour porter en Angleterre la réponse du roi, il sera exécuté et l'on ne saura peut-être jamais ce que l'entrevue avait pu donner.
En mai 1940, des millions de Belges ont pris le chemin de l'exil vers la France, « craignant, comme le confirme l'historien Max Lagarrigue (en), de subir les mêmes atrocités que durant la Grande Guerre ». Accueillis pour leur grande majorité dans le Midi de la France, ils rentrent pour la plupart en septembre-octobre 1940. « Les Allemands vont faciliter et encourager leur retour afin de remettre en marche le bassin sidérurgique belge qui participera à l'effort de guerre de l'occupant ».

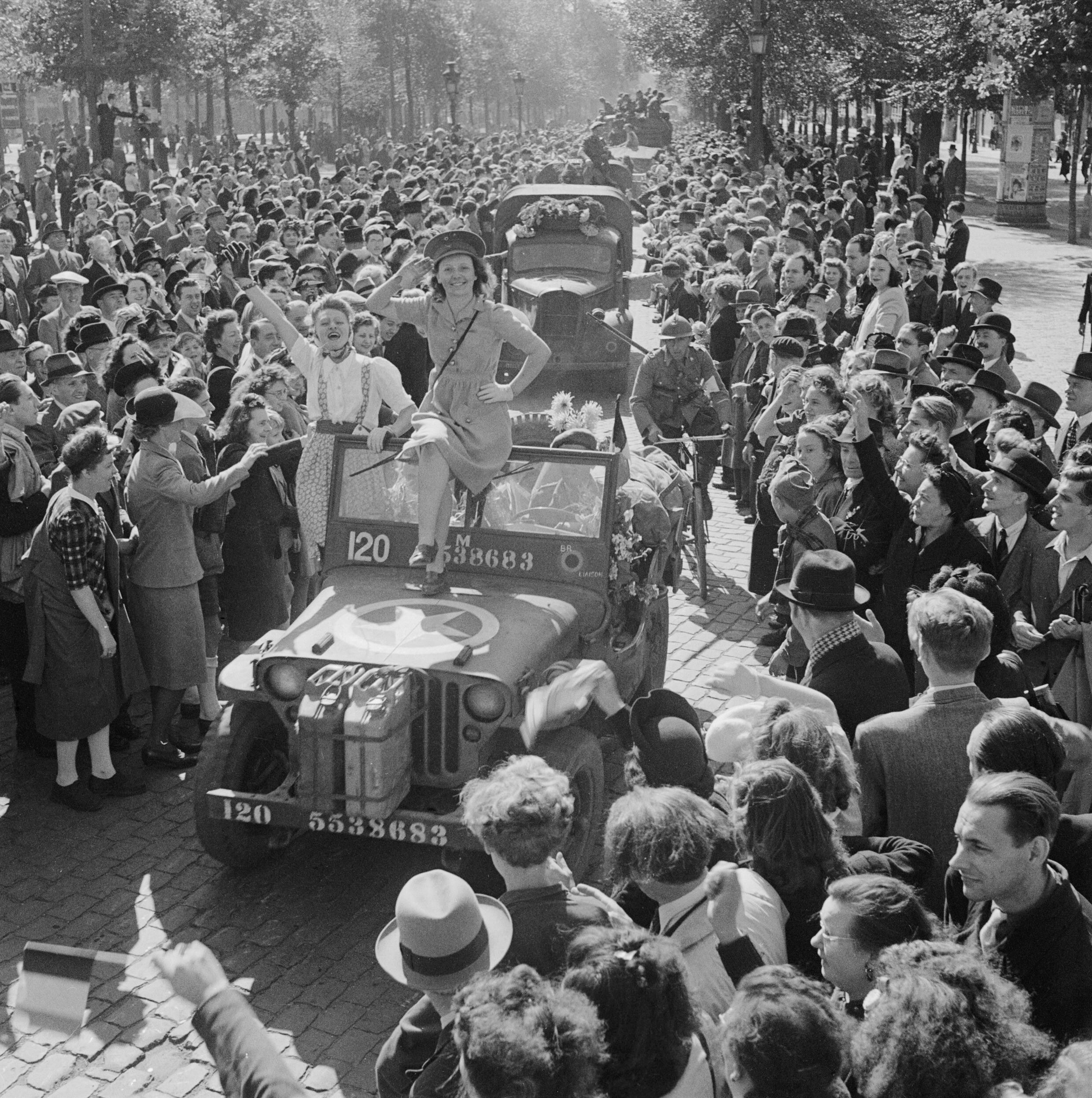
Accueil des troupes britanniques à Bruxelles le 4 septembre 1944.

Les Belges vivent sous l'occupation jusqu'à la Libération par les forces alliées en septembre 1944. Les quatre années passées sous l'administration militaire allemande, dirigée par le général Alexander von Falkenhausen, voient notamment la déportation sans retour de 25 000 Juifs du pays vers Auschwitz-Birkenau, avec la collaboration parfois des autorités. La municipalité d'Anvers envoie sa police collaborer aux rafles allemandes, celle de Liège livre à l'occupant des listes de Juifs, mais celle de Bruxelles s'y refuse et son bourgmestre, le docteur « Jef » Van de Meulebrouck est arrêté.
Le collège des secrétaires généraux de ministères se contente de gérer le pays comme il le peut, confronté aux exigences et aux réquisitions allemandes. Certains secrétaires généraux seront limogés et remplacés par des collaborateurs des Allemands. Aidé des collaborationnistes, l'occupant traque les résistants qui sont arrêtés par milliers, souvent torturés et déportés en camps de concentration depuis le fort de Breendonk. À la suite d'attentats de la résistance, près de trois cents otages sont également fusillés en représailles. Livré au pillage, à la faim et au marché noir, le pays voit aussi plusieurs centaines de milliers des siens envoyés travailler de force dans les usines de guerre nazies outre-Rhin. La sympathie de certains milieux flamands pour l'occupant, qui ne va pas hésiter à attiser la division des Flamands et des Wallons pour mieux régner, contribuera à nourrir de nouvelles rancœurs inter-communautaires après la libération. La collaboration économique a été forte dans l'ensemble du pays. Le fasciste wallon Léon Degrelle, d'origine française par ses parents et partisan avant la guerre des théories de Charles Maurras (extrême-droite française), s'est reconverti en pro-nazi et a déclaré, en 1941, le « caractère germanique » de la Wallonie. Des « volontaires » flamands et wallons vont combattre en Russie aux côtés de la Wehrmacht. Après la libération de 1944 par les Britanniques accompagnés des forces belges du général Piron, une dernière offensive allemande oppose la Wehrmacht et des troupes spéciales de SS aux G.I. américains. C'est la bataille des Ardennes avec son cortège d'atrocités perpétrées par des SS contre la population. Mais, à la fin de décembre 1944, les derniers soldats allemands sont chassés de Belgique.

#### Après-Guerre
La Libération est mouvementée. Les mouvements de résistance rechignent à rendre leurs armes et à se dissoudre. Le plan de reconstitution de l'armée prévoit l'engagement de volontaires autour de la brigade Piron qui a collaboré à la libération du territoire et cela servira d'exutoire au mécontentement des milieux résistants. Mais l'exaltation nationale, qui peut faire penser à celle que l'on avait constatée en 1918, est modérée par les séquelles de l'incivisme et de la collaboration, beaucoup plus qu'après la Première Guerre mondiale. Le contexte est passionné par une opposition entre wallons et flamands, les premiers soulignant la collaboration pro-nazie de cercles flamands héritiers du VNV d'avant-guerre. Mais les francophones ont eu aussi leurs collaborateurs autour du wallon d'origine française Léon Degrelle. Un certain nombre de personnes sont condamnées judiciairement tandis que l'épuration civique se fait aussi de manière extra-judiciaire, notamment par des sanctions administratives. Cette politique de répression donne lieu à des dérapages qui conduisent à la démission de plusieurs ministres de la Justice. Cela, plus une différence de climat sensible en Flandre fait émerger une nouvelle revendication dans le mouvement flamand : l'amnistie. En plus de la répression et des demandes d'amnistie, la question royale pèse lourdement sur la vie politique du pays : le roi Léopold III, transféré dans le Reich en juin 1944, ne peut rentrer au pays après sa libération en mai 1945, car son « testament politique » rédigé au printemps 1944, peu amène pour les Alliés et le gouvernement en exil et ignorant la résistance, a montré son décalage avec le gouvernement Pierlot, l'opinion publique et l'évolution générale du monde. Pour suppléer à l'absence du roi, le parlement appelle son frère, le prince Charles, à prêter le serment constitutionnel qui fait de lui le prince-régent de Belgique habilité à participer au pouvoir exécutif au même titre que le roi.

##### Remise en question du régime
La question du retour du roi se cristallise autour d'un clivage politique et communautaire : les sociaux-chrétiens et la forte majorité des Flamands y sont favorables, les autres partis et la majorité des Wallons hostiles. Cette question royale conduira à l'abdication de Léopold III et à l'intronisation de son fils Baudouin en juillet 1951. Les partis politiques s'affrontent également dans une nouvelle guerre scolaire dans les années 1950 avec comme épilogue le Pacte scolaire de 1958, avec un rapport de force différent selon la région, présageant la prochaine importance du clivage linguistique et des problèmes communautaires,.
Les Flamands ont demandé la fin de l'État unitaire. Ils l'obtinrent le 17 février 1994 avec une nouvelle Constitution dont l'article premier spécifie que « la Belgique est un État fédéral ».

#### Colonies

Ancien empire colonial belge.

Armoiries du Congo belge.

La présence coloniale belge en Afrique s'arrête en 1960 avec la souveraineté du Congo et en 1962 avec l'indépendance du Burundi et du Rwanda dont la Belgique est, depuis l’issue de la Première Guerre mondiale, le pays mandataire par la Société des Nations après la défaite allemande. Les deux guerres ont mis le Congo à contribution avec les levées de soldats congolais et les victimes qui en résultèrent. D'abord, de 1914 à 1918, lors des deux campagnes qui chassèrent les Allemands de l'Afrique Orientale Allemande. Ensuite, en 1941 et 1942, lors des victoires contre les troupes italiennes d'Éthiopie achevées par la victoire d'Asosa. Outre les morts et les blessés, une importante participation civile fut organisée par les Belges, durant les deux guerres, avec l'organisation de colonnes d'approvisionnement, tandis que l'agriculture et les richesses minérales du Congo étaient exploitées pour appuyer l'effort de guerre. C'est surtout pendant la Seconde Guerre mondiale que les richesses minières du Congo furent utilisées pour conforter le rôle de la Belgique dans le camp allié, notamment par l'exploitation de l'étain, du cuivre et de l'uranium. Cet apport du Congo permit à la Belgique de sortir de la guerre sans dette.
Au terme de la Première Guerre mondiale, la Société des Nations (SDN) a confié un mandat à la Belgique sur une partie de l'ancienne colonie allemande d'Afrique orientale (à savoir le Ruanda-Urundi). C'était dans des conditions qui voulaient se fonder sur ce qu'une commission de la SDN considérait être les traditions ethniques locales qu'il était impératif, pour les Belges, de respecter. Il s'agissait de conserver la politique de clivage social des colonisateurs allemands. Longtemps après, lors du génocide rwandais, en 1994, il en résultera d'âpres polémiques, avec la découverte des conséquences de cette politique coloniale belge qui avait continué la politique des anciens colonisateurs allemands de clivage entre les communautés hutu et tutsi à la suite de pressions de la Société des Nations. Cependant, dans les dernières années de la présence belge, on avait voulu mettre fin aux séquelles de cette situation qui avait imposé la mention de l'ethnie sur les cartes d'identité. Mais une tradition de près d'un siècle, implantée dans la conscience populaire, ne pouvait s'effacer. Une élite dominante se substitua aux Belges pour renforcer encore une opposition qui finit par dégénérer en un conflit meurtrier. Soutenus par la politique britannique qui reprenait son idéologie d'expansion dans le bassin du Congo, des immigrés parvinrent à mettre fin à la guerre civile en imposant leur loi et la langue anglaise, au point que le pays, qui faisait partie des états francophones depuis la colonisation belge, demanda et obtint son entrée dans le Commonwealth britannique en 2007.

#### Après 1960
En 1960, la Belgique est également secouée par une crise politique. Pour faire face aux difficultés dues à la fin de la présence belge au Congo et les nouvelles conditions de compétition économique en Europe, la coalition socio-chrétienne et libérale élabore un programme de relance économique et d'austérité – la loi unique – qui entraîne durant l'hiver 1960-1961 la plus grande grève générale que la Belgique ait connue. Celle-ci est initiée par la partie wallonne de la FGTB et est bien plus suivie en Wallonie où elle s'accompagne de la menace de scinder le pays de la part des militants wallons. Ces événements marquent le début de la cristallisation du clivage linguistique qui entraîne de nouvelles législations linguistiques dont la fixation de la frontière linguistique, la scission de l'université de Louvain, et surtout marque la fin de l'État unitaire belge par la création des Communautés en 1970 et des Régions en 1980 par une suite de révisions de la constitution. Les années 1980 sont marquées par le passage à un État fédéral qui est officiellement reconnu par la constitution de 1993.
La Belgique connaît à partir des années 1960 ses premières vagues importantes d'immigration extra-européenne, venant principalement de la région du Rif marocain pour travailler dans les houillères de Wallonie puis vers la Flandre quand celles-ci cesseront progressivement leur activité.
Les années 1960 et 1970 ont vu la Flandre devenir la région la plus productive et puis la plus riche du pays, et l'anglais parfois remplacer le français comme première langue étrangère en Flandre. Le déclin wallon a résulté d'un désinvestissement relatif des grands holdings du secteur privé. Mais dans les années 1990, la réforme du système de retraite en Belgique a amené les industriels, l'État et les syndicats à rechercher une plus forte croissance économique en remédiant aux problèmes des préretraites et du faible taux d'emploi des seniors en Wallonie.

### Relations européennes et internationales

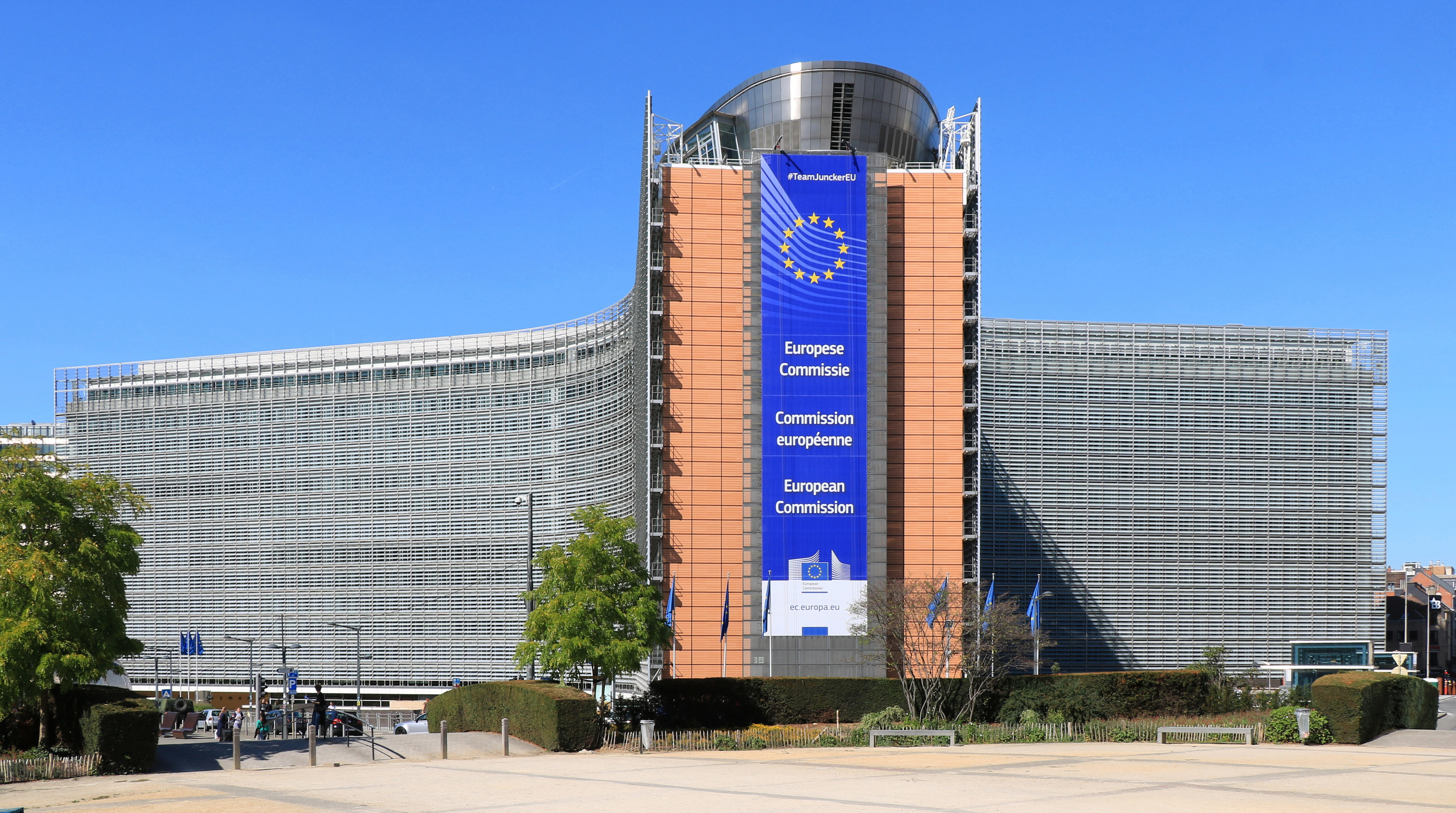
Siège de la Commission européenne à Bruxelles (bâtiment Berlaymont).

La Belgique a participé à la naissance de l'Union européenne avec la création du Benelux le 5 septembre 1944, la création de la Communauté européenne du charbon et de l'acier le 18 avril 1951 et du traité de Rome le 25 mars 1957.
Auparavant, la Belgique a signé le traité de Bruxelles en 1948 et de l'OTAN le 4 avril 1949.
Comme membre de l'OTAN, la Belgique a participé à l'effort de défense commun des pays signataires jusqu'à la fin de la guerre froide. Depuis, comme dans d'autres pays occidentaux, l'effort militaire s'est relâché, la zone d'occupation du « créneau » belge en Allemagne a été abandonnée et le service militaire a été supprimé. La défense est réduite à un corps d'armée professionnel qui conserve les composantes fondamentales de la force terrestre, navale et aérienne, mais un effort de modernisation des armements est consenti qui n'est contesté par aucun parti. Aussi, des troupes belges terrestres et aériennes ont-elles été envoyées en Afghanistan, après la participation aérienne aux opérations de l'OTAN en Yougoslavie. En 2011, le gouvernement belge en affaires courantes, appuyé par le parlement fédéral, a décidé une participation militaire aux opérations contre la Jamahiriya arabe libyenne. De concert avec les forces aériennes des États-Unis, de la France et d'autres pays européens, la force aérienne belge a envoyé six chasseurs bombardiers F-16 participer aux opérations d'exclusion aérienne du ciel libyen décidées par le Conseil de Sécurité de l'ONU pour empêcher l'aviation libyenne de bombarder les populations révoltées contre le régime de Kadhafi. Des victimes civiles de cette opération de l'OTAN ont été relevées au sein de ces mêmes populations.

## Politique
La Belgique est une monarchie constitutionnelle et parlementaire, dont le roi actuel est Philippe de Belgique, septième roi des Belges, depuis le 21 juillet 2013.
|                                                                                              |  |  |
| Le roi des Belges, Philippe de Belgique, et le Premier ministre belge actuel, Bart De Wever. |  |  |

### État fédéral
La Belgique est un État fédéral depuis 1993 composé de différentes entités fédérées. La Constitution décrit la Belgique de la façon suivante :
- Titre 1
  - art. 1 La Belgique est un État fédéral qui se compose des communautés et des régions.
  - art. 2 La Belgique comprend trois communautés : la Communauté française, la Communauté flamande et la Communauté germanophone.
  - art. 3 La Belgique comprend trois régions : la Région wallonne, la Région flamande et la Région bruxelloise,
  - art. 4 La Belgique comprend quatre régions linguistiques : la région de langue française, la région de langue néerlandaise, la région bilingue de Bruxelles-Capitale et la région de langue allemande. […]

La population belge est répartie comme suit : 1,2 million d’habitants vivent en région bruxelloise (10,55 %), 6,6 millions en région flamande (57,72 %) et 3,6 millions en région wallonne (31,73 %). La Belgique a trois langues officielles : l’allemand, le français et le néerlandais.

### Organisation politique
L'organisation politique de la Belgique est réglée principalement par la Constitution belge et par des lois à majorité spéciales prises en exécution de celle-ci.

#### Gouvernement fédéral

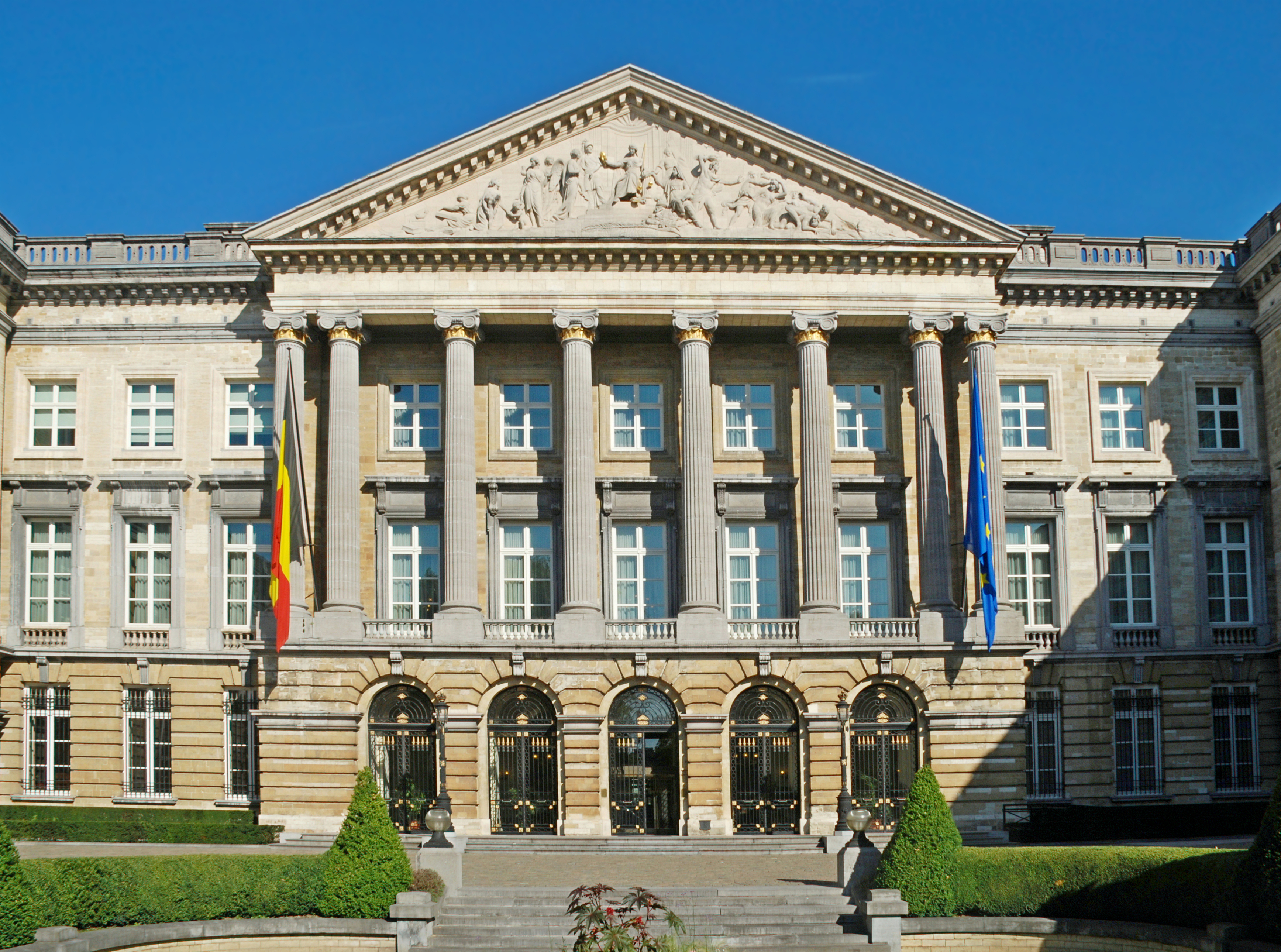
Parlement fédéral belge.

- Au niveau fédéral, le pouvoir législatif se compose de la Chambre des représentants (150 membres), élue tous les cinq ans, et du Sénat (60 sièges, 50 issus des entités fédérées et 10 cooptés), désigné tous les cinq ans. Le pouvoir législatif fédéral rédige les lois et contrôle le pouvoir exécutif. Il est ainsi exercé par le Parlement et dans une moindre mesure par le roi qui sanctionne et promulgue les lois.
- Le pouvoir exécutif est composé du roi, des ministres et des secrétaires d'État (le Premier ministre étant un primus inter pares). Le pouvoir exécutif dirige le pays en ce qui concerne les matières nationales (armées, affaires intérieures et étrangères, finances, etc.). Il fait en sorte que les lois soient correctement appliquées et qu’elles soient respectées. Depuis le 3 février 2025, le Premier ministre belge est Bart De Wever.
- Le pouvoir judiciaire est, quant à lui, exercé par les cours et les tribunaux. Il se prononce en matière de litiges. Il contrôle également la légalité des actes du pouvoir exécutif.

#### Commission commune de Bruxelles
Les domaines communautaires de Bruxelles, région bilingue, sont gérés soit conjointement par les francophones et les néerlandophones, au sein de la CoCCom (Commission communautaire commune), soit séparément et en fonction de l'appartenance au groupe linguistique des citoyens concernés, au sein de la CoCoF (Commission communautaire française) ou de la VGC (Vlaamse gemeenschapscommissie).

### Ordres et décorations
- Ordre de Léopold
- Ordre de la Couronne
- Ordre de Léopold II

L’ordre de préséance en Belgique comporte 158 places. La liste est officieuse et est gérée par le ministère de l'Intérieur.

### Partis politiques
Tous les grands partis sont, depuis la fédéralisation du pays en 1970, les représentants de leur communauté linguistique. Deux exceptions, les écologistes, flamands Groen et wallons Écolo, qui forment un groupe politique uni au parlement fédéral ainsi que les communistes du PTB/PVDA qui se revendiquent ouvertement unitaires . Mais les partis socialistes, ex sociaux-chrétiens et libéraux se répartissent entre francophones et flamands qui concluent occasionnellement des accords sur la base qui les rapproche, celle de la doctrine socialiste, libérale ou humaniste pour les anciens sociaux-chrétiens. On parle, dans ce cas, de « familles » politiques, l'Open VLD pour la région flamande avec le MR pour la région wallonne, les partis socialistes, PS francophone et sp.a flamand, les deux partis chrétiens démocrates de Flandre et de Bruxelles-Wallonie CD en V et Les Engagés. La création de formations « mineures » est régulièrement tentée et n'est d'ailleurs pas un phénomène nouveau. On a connu, dans les années soixante et ultérieures, des formations anti-fiscales, ainsi que, plus tard, la naissance de formations indépendantistes. Seules les formations Vlaams Blok, devenu Vlaams Belang, et, en 2010, la N-VA flamande ont connu un relatif succès pouvant aller jusqu'à représenter 27 % des voix, mais en Flandre seulement. Cela ne représente que 16 % des voix sur le plan général des électeurs belges.

#### Crise politique
Après les élections fédérales du 10 juin 2007, les partis libéraux et sociaux-chrétiens tentèrent en vain de former un gouvernement fédéral. Cette grave crise de plusieurs mois, sur un fond de profond désaccord communautaire, constitua un fait sans précédent dans l’histoire politique du pays. Un accord obtenu plus de six mois après les élections, en décembre 2007, a mis un terme (provisoire) à cette crise par la mise en place d’un gouvernement « transitoire » dirigé par le premier ministre sortant Guy Verhofstadt.

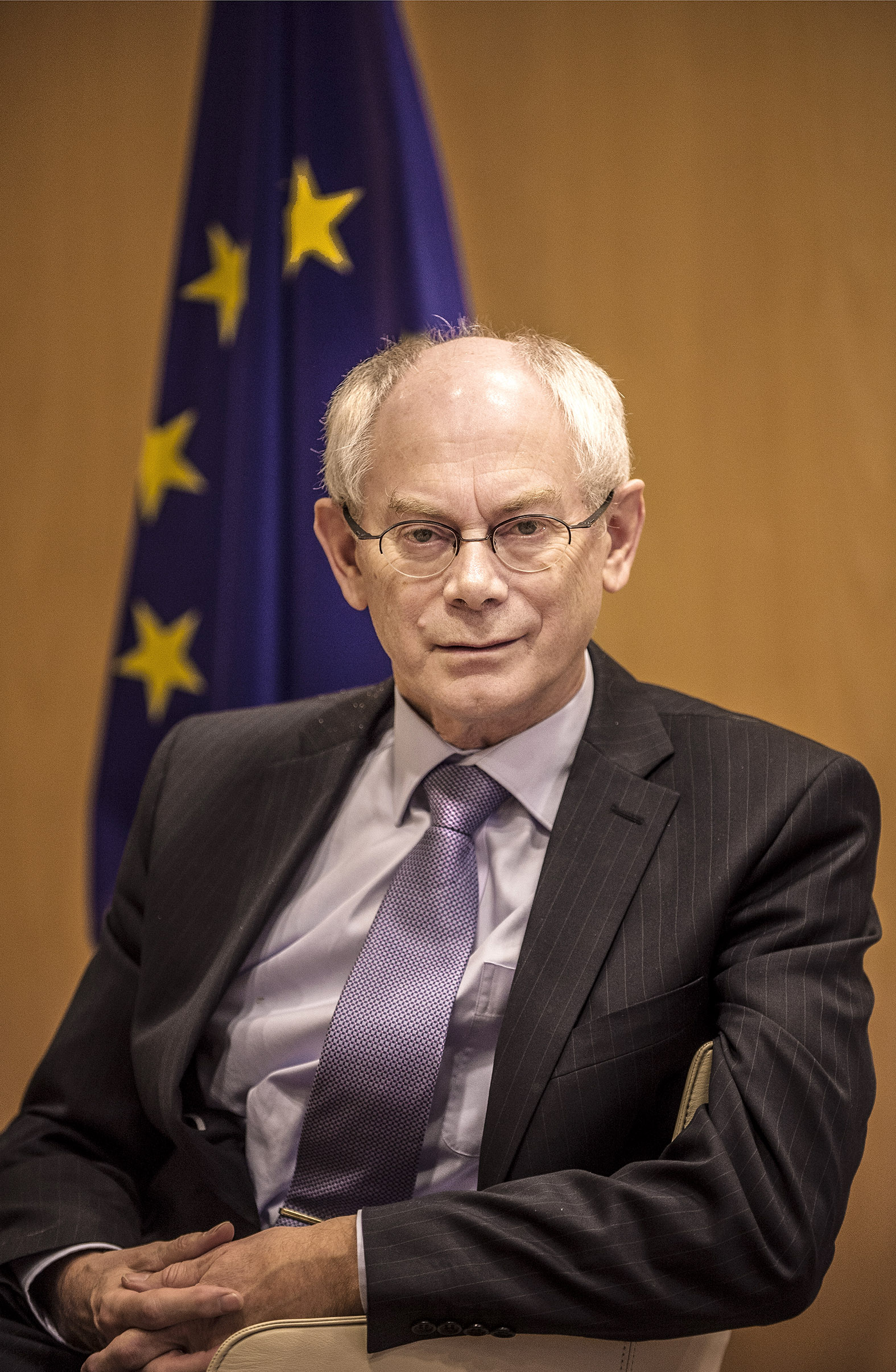
Herman Van Rompuy.

Le 20 mars 2008, après neuf mois de négociations, Yves Leterme devient Premier ministre et le nouveau gouvernement est installé. Cependant la démission d’Yves Leterme le 15 juillet 2008 (bien que non acceptée par le roi des Belges Albert II) replonge le pays dans l’incertitude d’une crise politique en ne permettant la prolongation du gouvernement actuel que sous une forme de plus en plus tronquée et reportant les sujets brûlants à des dates ultérieures, relançant le débat sur l’opportunité de voter par anticipation en 2009, lors du scrutin régional, et, ainsi, d’unifier à nouveau les élections régionales et législatives. Il propose la démission de son gouvernement les 19 et 22 décembre 2008 et le roi Albert II accepte finalement la seconde proposition de démission. Le gouvernement Van Rompuy prête serment devant le roi le 30 décembre 2008 et remplace le gouvernement Leterme.
Un sondage réalisé par les quotidiens La Voix du Nord et Le Soir début juillet 2008 a révélé que 49 % des Wallons interrogés favorisent, parmi plusieurs options théoriques, un rattachement à la France en cas de scission de la Belgique, alors qu'ils n’étaient que 29 % en janvier de la même année[réf. à confirmer],[réf. à confirmer]. Mais les élections n’accordent que 1,5 à 0,5 % des voix aux listes de petits partis prônant le rattachement à la France. Cette disparité entre les opinions et les votes semble courante en Belgique, car de telles différences s’étaient déjà révélées dans un passé proche.
À la suite de la nomination d'Herman Van Rompuy au poste de président du Conseil européen, Yves Leterme redevient Premier ministre le 25 novembre 2009 et forme un nouveau gouvernement. Le 22 avril 2010, la Belgique s'enfonce dans une nouvelle crise politique avec la demande de démission du gouvernement à la suite du conflit entre francophones et néerlandophones sur des questions linguistiques concernant l’arrondissement judiciaire et circonscription électorale de Bruxelles-Hal-Vilvorde, ce à deux mois de la présidence du Conseil de l’Union européenne que doit assumer le pays à partir du 1er juillet 2010. Le 26 avril 2010, le roi Albert II, après une tentative de médiation, accepte de fait la démission du gouvernement, mais l'arrêté royal entérinant celle-ci ne paraît pas dans le journal officiel le Moniteur Belge. Le gouvernement se restreint pourtant à ne s’occuper, dès lors, que des affaires courantes sur la base de crédits budgétaires votés par le parlement, dits douzièmes provisoires, qui représentent le budget nécessaire pour faire fonctionner la Belgique de mois en mois. Il faut savoir que la notion d’affaires courantes est variable et peut aller loin si l'on sait que le gouvernement en affaires courantes, entériné par le roi à l'époque, avait signé le traité de Lisbonne et put le faire approuver par un parlement sans avoir une majorité stable.
De nouvelles élections ont lieu le 13 juin 2010 et voient la percée de la Nieuw-Vlaamse Alliantie, le parti indépendantiste flamand présidé par Bart De Wever. Comme trois ans plus tôt, les partis éprouvent des difficultés à former un gouvernement. Le 25 décembre 2010, cette nouvelle crise devient la plus longue de l’histoire politique belge avec 195 jours sans gouvernement de plein exercice, le gouvernement sortant se bornant à exercer les affaires courantes, ce qui, en Belgique, a un sens large tel que le pays peut continuer à fonctionner,,. Alors que le roi continue à consulter les hommes politiques en tentant de les accorder sur un programme gouvernemental, le 8 janvier 2011, le record d'Europe sans gouvernement est battu (208 jours sans gouvernement). Le gouvernement mis en place par Yves Leterme gère les affaires courantes. Le sens à donner à celles-ci est cependant large, au point que le pays fonctionne sans que les citoyens constatent une différence par rapport à une période normale ! L'essentiel, dans cette situation, est que le gouvernement dispose toujours des votes mensuels des chambres pour pouvoir disposer d'un budget (les douzièmes provisoires). La marge de manœuvre d'un gouvernement dans cette situation est telle qu'il a pu envoyer six chasseurs bombardiers F 16 participer aux opérations de Libye. Le 17 février 2011, le record du monde est battu avec 249 jours sans gouvernement de plein exercice et, le 13 juin 2011, la Belgique passe le cap d'une année sans gouvernement de plein exercice. Enfin, après 541 jours sans gouvernement, sur la base d'un accord de réforme constitutionnelle approfondissant la décentralisation, Elio Di Rupo est enfin nommé Premier ministre par le roi le 6 décembre 2011. Il devient le premier socialiste francophone à diriger le gouvernement belge depuis Edmond Leburton. Il nomme, le lendemain, un gouvernement de douze ministres, dont six vice-premiers ministres.

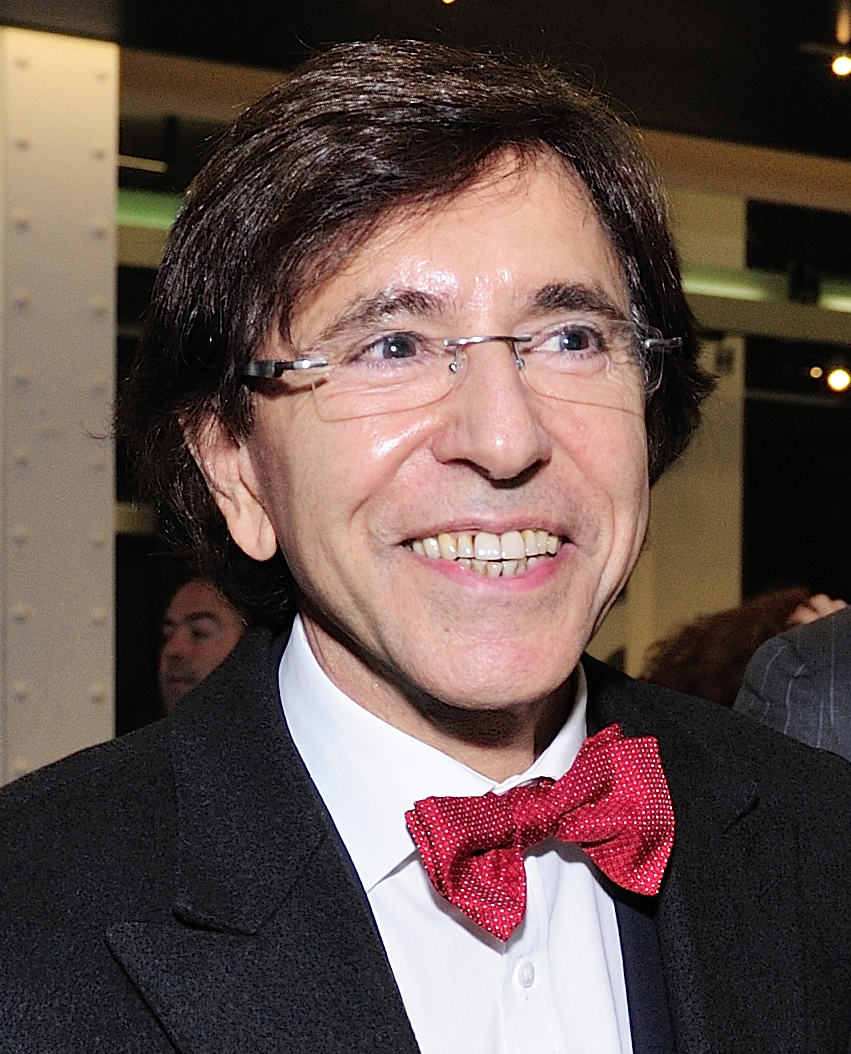
Elio Di Rupo.

Malgré ces débats politiques animés, certains observateurs extérieurs estiment que le pays garde une réelle cohérence et de nombreux points communs entre ses différentes communautés. Tel que le déclare notamment en 2013 l'ambassadeur des États-Unis en Belgique de 2009 à 2013, Howard Gutman : « Je viens d’un pays profondément divisé sur le plan politique ! Comme je l’ai dit aux Belges, y compris au Roi, la Belgique est le pays du monde le plus uni politiquement ! (…) Mon pays est divisé à 51 % contre 49 % sur de très nombreux sujets politiques : le droit à l’avortement, le mariage et les droits des homosexuels, le droit au port d’armes à feu, l’accès aux soins de santé pour tous, le choix entre une stratégie transatlantique ou un leadership seul… Sur chaque sujet majeur, on retrouve cette division 51-49. Sur toutes ces questions, on a presque du 98 % contre 2 % en Belgique… je le répète, la Belgique est le pays le plus uni au monde sur le plan politique. ».

### Politique étrangère
La Belgique est membre fondateur de l'Union européenne et de l'OTAN. Son territoire abrite les principales institutions de ces deux organisations internationales. La Belgique est aussi un membre ou est affiliée à de nombreuses organisations internationales : ACCT, AEN, AID, AIE, AIEA, BAfD, BAsD, BEI, Benelux, BERD, BID, BIRD, BRI, CCC, CE, CERN, CIO, CNUCED, Comité Zangger, CPA, CPEA, CPI, ESA, FAO, FIDA, FISCR, FMI, Groupe d'Australie, GFN, G-10, Inmarsat, Interpol, ISO, MICR, MINUK, MONUC (observateurs), OACI, OCDE, OEA (observateur), OEB, OTAN, OHI, OIAC, OIM, OIT, OMC, OMD, OMI, OMM, OMPI, OMS, ONU, ONUDI, ONUST, OSCE, SFI, UE, UEM, UIT, UNECE, UNESCO, UNHCR, UNMOGIP, UNRWA, UPU.
La Belgique est aussi membre de l'Organisation internationale de la francophonie et de l'Assemblée parlementaire de la francophonie.

### Politique environnementale
La Belgique était en 2014 la cinquième empreinte écologique mondiale par habitant,. Avec une densité humaine parmi les plus importantes au monde, elle présente un bilan carbone élevé, un déficit agricole, une surconsommation de bois. La congestion automobile entraîne la pollution de l'air, et il existe également une pollution de l'eau. La gestion des déchets semble en revanche bonne.

#### Protocole de Kyoto
Signé le 29 avril 1998 et approuvé le 21 mai 2002 par l’ensemble des membres de l'UE, dont il est désormais une condition à l’adhésion, le Protocole de Kyoto est entré en vigueur le 16 février 2005. En vertu du protocole, la Belgique doit réduire ses émissions de gaz à effet de serre de 7,5 % par rapport aux émissions enregistrées en 1990. Elle a dès lors réparti son engagement de réduction entre les Régions et le fédéral de la façon suivante :
- région wallonne : -7,5 % ;
- région flamande : -5,2 % ;
- région bruxelloise : +3,475 % ;
- le fédéral comblera la différence par l’achat d’unités de réduction liées aux mécanismes de flexibilité du Protocole de Kyoto (plus ou moins 2,46 millions de tonnes de CO2 par an).

Comme la compétence est très transversale entre les régions et le fédéral, deux institutions ont été créées :
- la Commission Nationale Climat (concertation sur les dossiers intrabelges) ;
- le Groupe à effet de serre (concertation sur les dossiers internationaux).

## Organisation de l’État fédéral

Armoiries de la Belgique.

La Belgique est une monarchie constitutionnelle, particratique et parlementaire. Le chef de l’État est le roi Philippe mais le pouvoir est exercé par un Parlement bicaméral élu tous les cinq ans et un gouvernement. Reflet des répartitions linguistiques de la population, le pays est divisé depuis 1970 en trois communautés linguistiques et trois régions territoriales. La Constitution fut amendée en 1993 pour adopter un système fédéral afin d'éviter la rupture entre néerlandophones et francophones. Malgré cela, les tensions politiques, culturelles, linguistiques et économiques existent entre les deux communautés. Deux partis politiques flamands, le Vlaams Belang et la N-VA, prônent ainsi l'indépendance de la Flandre à court terme tandis qu'un parti francophone très minoritaire, le RWF, souhaite le rattachement de la Wallonie et de Bruxelles à la France. Ces deux mouvements sont d'obédience républicaine par nature.
Le fédéralisme belge, qui contient des traits de confédéralisme, est bâti sur le concept d’équipollence des normes, c’est-à-dire que le niveau de pouvoir fédéral n'a aucune préséance par rapport aux entités fédérées. Un décret voté au Parlement wallon ne peut ainsi pas être contredit par une loi belge. De plus, comme les entités fédérées ont, pour l’essentiel, des compétences exclusives (y compris sur la scène internationale), une même compétence ne peut pas être détenue à la fois par les entités fédérées et par l'État belge.
| Nom                                                                    | Territoire de compétence | Législatif                                                                             | Exécutif                                                                                  |
| ---------------------------------------------------------------------- | --- | -------------------------------------------------------------------------------------- | ----------------------------------------------------------------------------------------- |
| État fédéral                                                           | Tout le pays | - Parlement fédéral - Chambre des représentants - Sénat - Roi                          | - Gouvernement fédéral - Roi                                                              |
| Communauté flamande et Région flamande                                 | Les cinq provinces de la Région flamande, ainsi que les 19 communes de la Région bilingue de Bruxelles-Capitale où elles n’exercent de compétences que pour les matières communautaires | Parlement flamand (Vlaams Parlement)                                                   | Gouvernement flamand (Vlaamse Regering)                                                   |
| Communauté française (également appelée Fédération Wallonie-Bruxelles) | Les cinq provinces de la Région wallonne (à l’exception des 9 communes germanophones), ainsi que les 19 communes de la Région bilingue de Bruxelles-Capitale                            | Parlement de la Communauté française                                                   | Gouvernement de la Communauté française de Belgique                                       |
| Communauté germanophone                                                | Les 9 communes germanophones des cantons de l’Est | Parlement de la Communauté germanophone (Parlament der Deutschsprachigen Gemeinschaft) | Gouvernement de la Communauté germanophone (Regierung der Deutschsprachigen Gemeinschaft) |
| Région wallonne                                                        | Les cinq provinces wallonnes | Parlement wallon                                                                       | Gouvernement wallon                                                                       |
| Région de Bruxelles-Capitale                                           | Les 19 communes bruxelloises | Parlement bruxellois                                                                   | Gouvernement de la Région de Bruxelles-Capitale                                           |
| Région bilingue de Bruxelles-Capitale                                  | Les 19 communes bruxelloises | Assemblées des Commissions communautaires (Cocom, Cocof et VGC)                        | Collège réuni (Cocom, Cocof et VGC)                                                       |

| Représentants                                           | Nombre |
| ------------------------------------------------------- | ------ |
| Sénateurs fédéraux                                      | 60     |
| Députés fédéraux                                        | 150    |
| Députés wallons                                         | 75     |
| Députés de la Fédération Wallonie-Bruxelles             | 94     |
| Députés bruxellois                                      | 89     |
| Députés flamands                                        | 124    |
| Députés germanophones                                   | 25     |
| Ministres et Secrétaires d’État du Gouvernement fédéral | 20     |
| Ministres de la Région de Bruxelles Capitale            | 8      |
| Ministres du Gouvernement wallon                        | 8      |
| Ministres du Gouvernement flamand                       | 9      |
| Ministres de la Communauté Wallonie-Bruxelles           | 7      |
| Ministres du Gouvernement germanophone                  | 4      |
| Gouverneurs provinciaux (dix provinces)                 | 10     |
| Bruxelles Capitale possède également son Gouverneur     | 1      |
| Députés provinciaux                                     | 60     |
| Conseillers provinciaux                                 | 574    |

En 1980 lors de la création des Régions, les Flamands ont immédiatement transféré toutes leurs compétences régionales à la Communauté flamande, comme l'autorise la Constitution.
Les six députés du Parlement flamand provenant de la Région de Bruxelles-Capitale ne votent pas les décrets concernant les matières régionales.
Le pouvoir fédéral est entre les mains du Premier ministre et de son gouvernement. Depuis les élections de juin 2007, les démocrates-chrétiens (communauté flamande) et les libéraux francophones (communauté française) disposent ensemble de la majorité à la Chambre des représentants (81 des 150 sièges).
L'État fédéral est compétent dans tous les domaines d'intérêt national, tels que la défense et les affaires internationales, toute la sécurité sociale, 95 % de la fiscalité, l’économie, la justice, les télécommunications et d’importantes compétences semi-fédéralisées, comme dans le domaine de la recherche scientifique, et dans l'enseignement (âge de l’obligation scolaire, diplômes…).
Les Communautés – française, flamande, germanophone – sont responsables de la culture et de l’éducation (écoles, bibliothèques, théâtres, audiovisuel…), ainsi que de l'aide aux personnes (santé, affaires sociales…). Les Régions – flamande, wallonne, Bruxelles-Capitale – s'occupent des problèmes territoriaux et économiques (transports, plan d'aménagement du territoire, logement, environnement, emploi, commerce extérieur, etc., et du tourisme, à l'exception de la Communauté germanophone) pour la région qui les concerne. Communautés et Régions maîtrisent, en outre, les relations internationales relevant des matières de leur compétence, à l'exception de l'aide au tiers-monde dans ces mêmes domaines.
Chaque province et chaque commune appartient à une Région, et est soumise à sa tutelle.
| Provinces | Territoire de la Province (5 provinces flamandes, 5 provinces wallonnes, et la Région de Bruxelles-Capitale)              | La province a deux rôles : - exécuter certaines décisions prises à d’autres niveaux ; - développer des initiatives propres. À Bruxelles, le rôle de la province est exercé par la Région. La Région a son propre gouverneur chargé d’exécuter les décisions du pouvoir fédéral comme dans les provinces, et un vice-gouverneur chargé de faire respecter les accords linguistiques dans les administrations. |
| Communes  | Territoire de la Commune (19 communes bruxelloises, 262 communes wallonnes et 300 communes flamandes ; soit 581 au total) | Sous la tutelle de la Région à laquelle la commune appartient, elle doit exercer un ensemble de missions obligatoires (CPAS, état-civil, enseignement primaire communal…). |

## Entités fédérées et subdivisions spécifiques

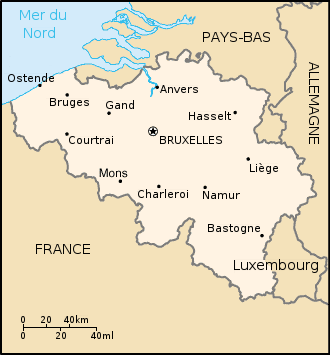
Principales villes de Belgique.

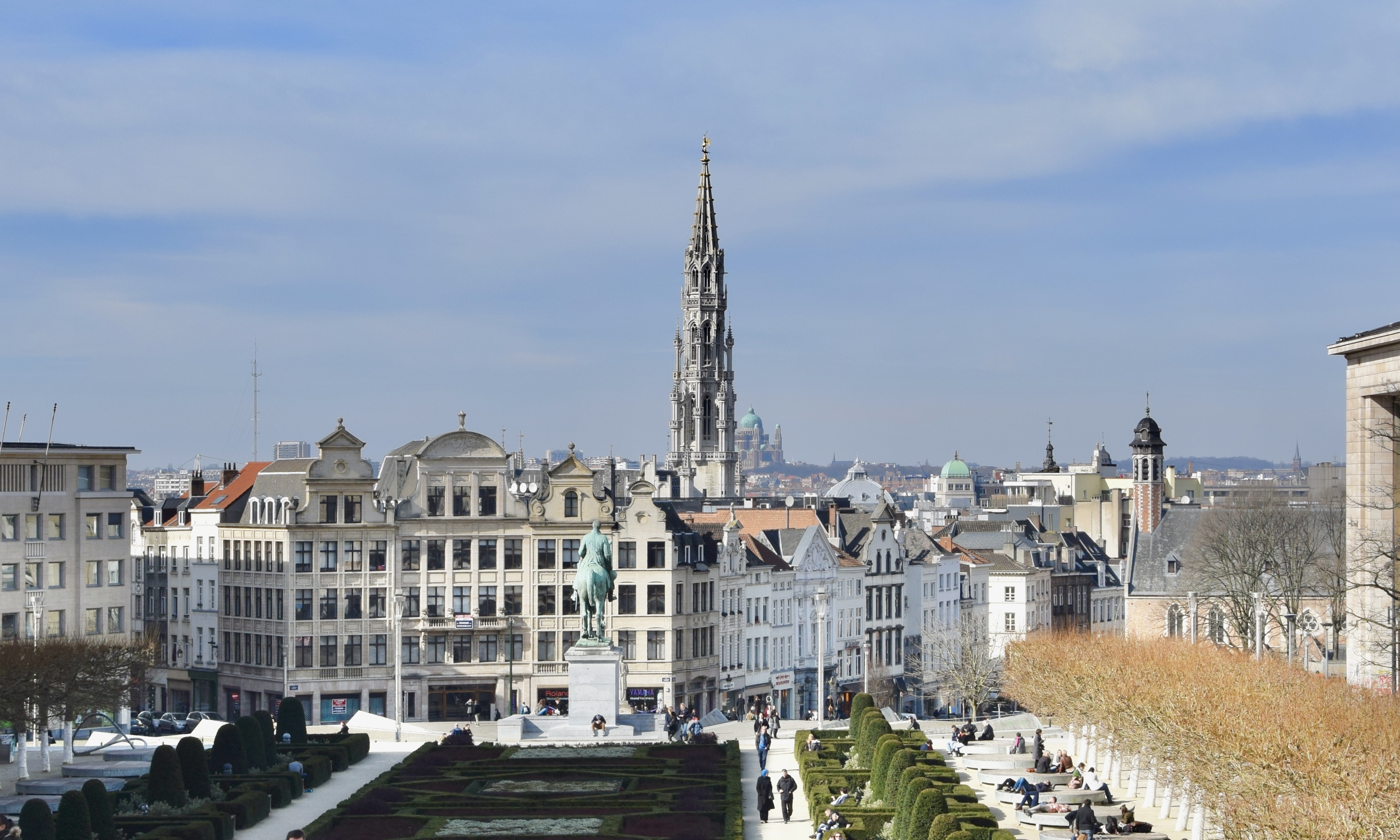
Bruxelles.

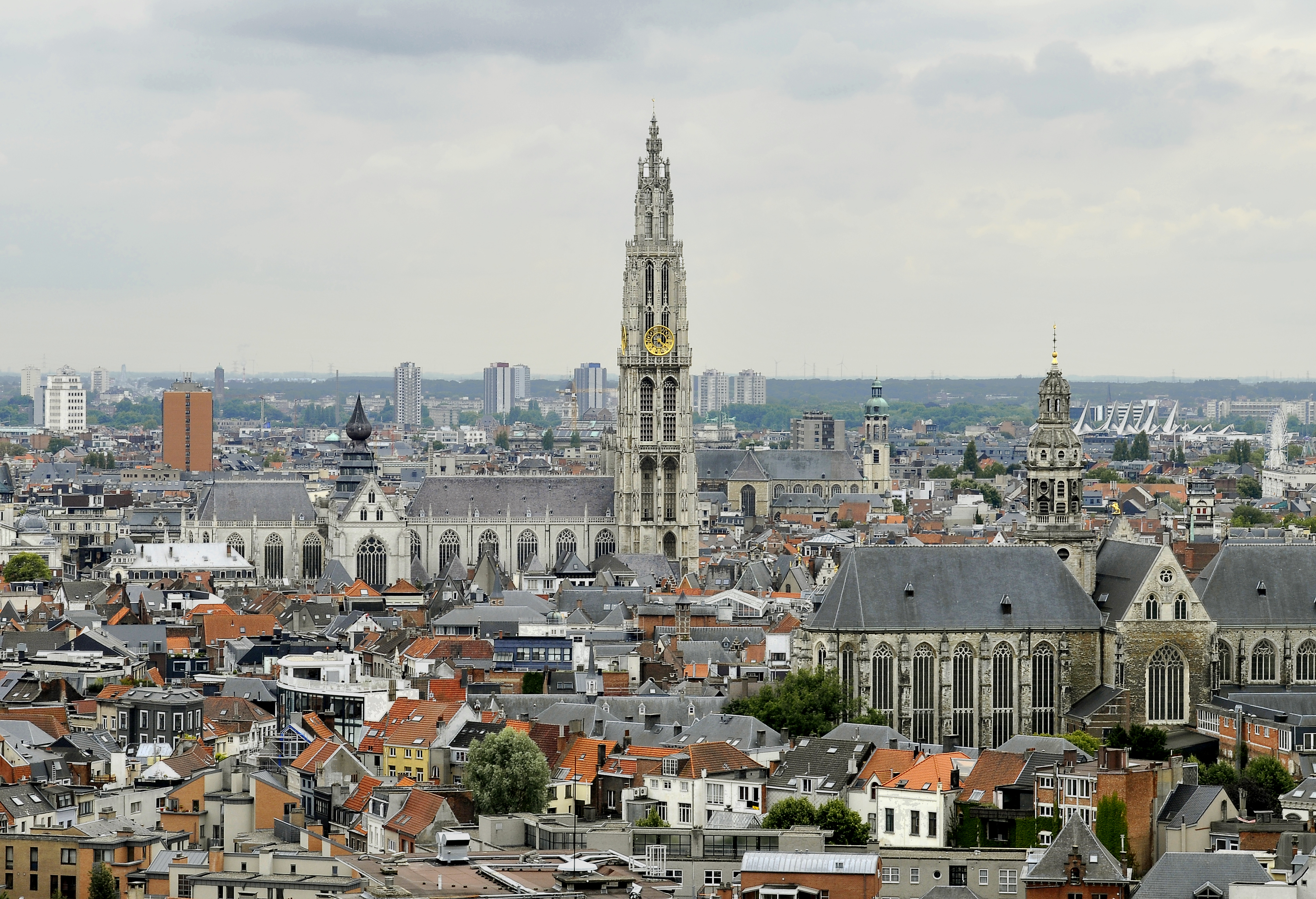
Anvers.

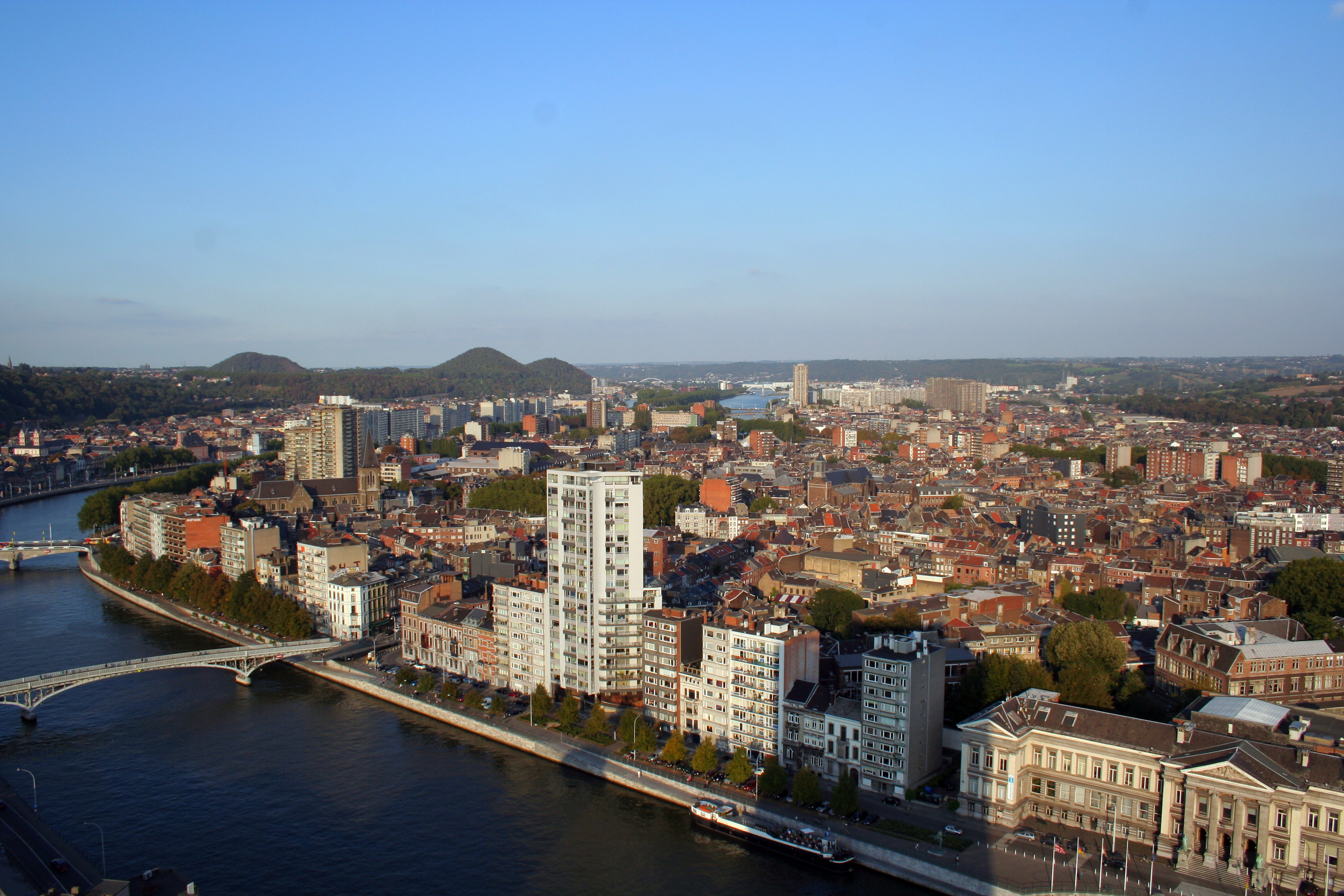
Liège.

### Régions
Les Régions (Région wallonne, Région flamande et Région de Bruxelles-Capitale) sont les entités fédérées principalement compétentes en matière d'économie régionale.
- Le pouvoir législatif se compose d'un parlement élu par les régions, dont le mandat est renouvelé tous les cinq ans ; l'échéance est la même pour les trois régions du pays (la prochaine est fixée au mois de mai 2019). Le parlement régional adopte des décrets ayant force de loi dans les compétences régionales (infrastructures, transports, tourisme, budget, etc.) et contrôle l'exécutif régional. La Région de Bruxelles-Capitale, contrairement aux deux autres, adopte des ordonnances. Les ordonnances ont force de loi au même titre que les décrets et les lois fédérales, à seule exception que le fédéral peut intervenir dans certains cas très spécifiques, lorsqu'une ordonnance est considérée comme susceptible de menacer le rôle international de Bruxelles.
- Le pouvoir exécutif est désigné parmi les membres élus du Parlement, il veille à l'application des lois fédérales et des décrets régionaux.
- Il n'y a pas de pouvoir judiciaire régional ; la justice est une compétence fédérale mais les arrondissements judiciaires reflètent les réalités linguistiques de leur territoire[pas clair].

### Communautés
Les Communautés (Communauté française, Communauté flamande et Communauté germanophone) sont les entités fédérées qui sont compétentes en matière culturelle et gèrent les matières dites personnalisables. Les communautés sont subsidiées par l’État fédéral.
- Le pouvoir législatif se compose d'un parlement élu selon des dispositions spécifiques à chaque communauté, dont le mandat est renouvelé tous les cinq ans ; l'échéance est la même que pour les trois régions du pays (la prochaine est fixée au mois de mai 2019). Le parlement communautaire rédige des décrets ayant force de loi dans les compétences qui lui sont assignées (enseignement, usage des langues reconnues, petite enfance et aide à la jeunesse, etc.).
- Le pouvoir exécutif des communautés est exercé par les ministres élus parmi les membres élus du Parlement de la Communauté. Les membres des gouvernements des trois communautés peuvent siéger également dans un Gouvernement régional.

Le 27 septembre 2011, la Communauté française a été rebaptisée Fédération Wallonie-Bruxelles.

### Provinces et chefs-lieux

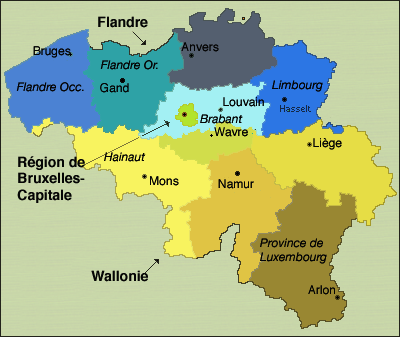
Régions et provinces de Belgique.

La Région flamande et la Région wallonne sont divisées chacune en cinq provinces. Tandis que la Région de Bruxelles-Capitale n'en comporte aucune.
Provinces flamandes (avec chefs-lieux entre parenthèses, en français et en néerlandais) :
- Anvers (Anvers-Antwerpen) ;
- Brabant flamand (Louvain-Leuven) ;
- Flandre-Occidentale (Bruges-Brugge) ;
- Flandre-Orientale (Gand-Gent) ;
- Limbourg (Hasselt-Hasselt).

Provinces wallonnes (avec chefs-lieux entre parenthèses) :
- Brabant wallon (Wavre) ;
- Hainaut (Mons) ;
- Liège (Liège) ;
- Luxembourg (Arlon) ;
- Namur (Namur).

## Francophonie
Les villes de Bruxelles, Liège, Namur, Charleroi, Mons, de même que l'Union des villes et communes de Wallonie font partie de l'Association internationale des maires francophones (AIMF). De plus, la région de Wallonie est membre de l'Association internationale des régions francophones (AIRF).

## Culture

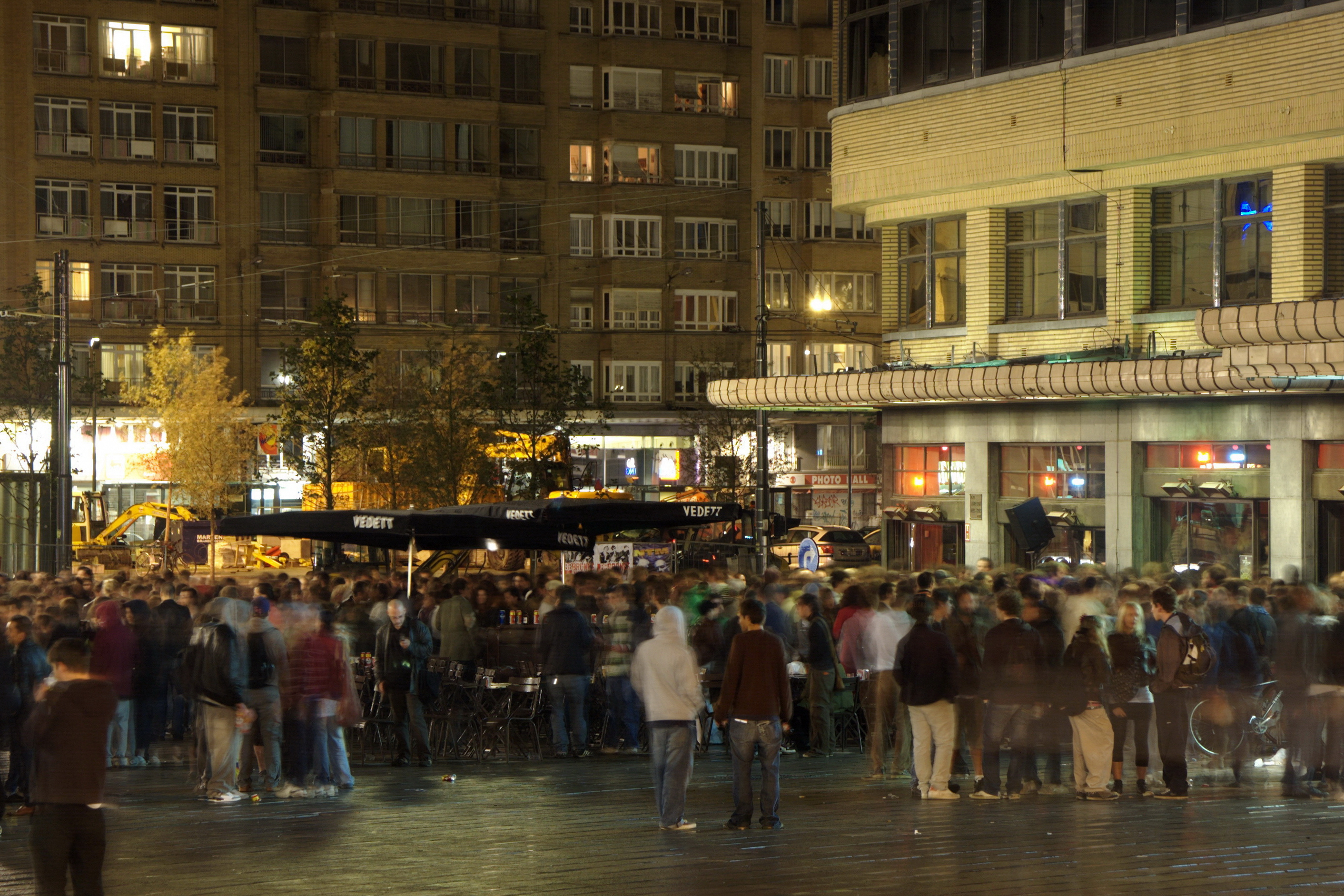
Nuit de fête place Flagey.

### Religion

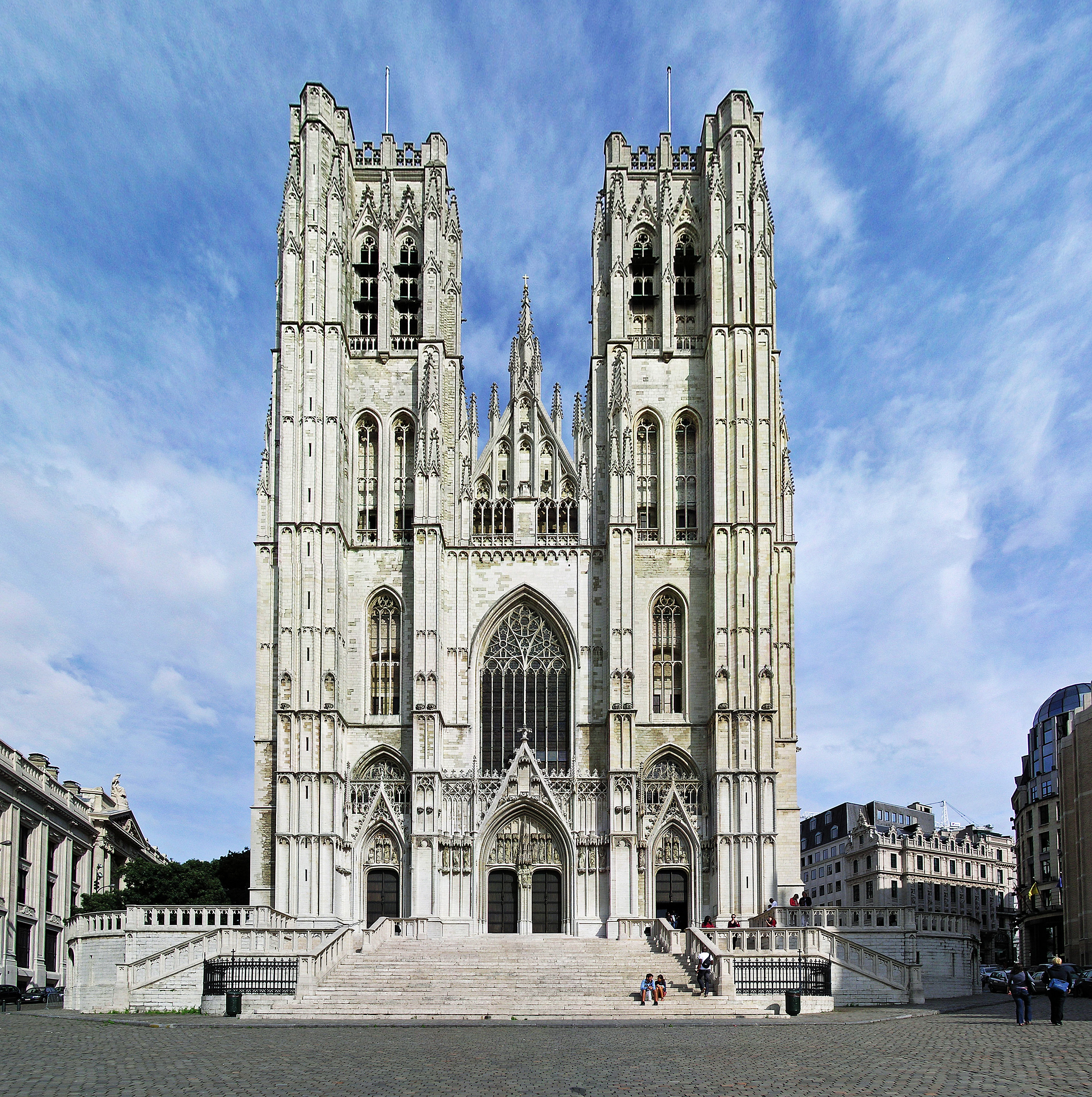
Cathédrale Saints-Michel-et-Gudule de Bruxelles.

La liberté de religion est inscrite dans la Constitution. C'est un pays de tradition catholique romaine, mais l'influence de l'Église et de la religion catholique sur la société belge a connu un déclin marqué. De fait, le nombre de fidèles dans les églises diminue depuis les années 1950.
La religion catholique reste cependant la plus répandue. D'autres, telles que l’islam, le protestantisme, le judaïsme et le christianisme orthodoxe sont pratiquées en Belgique.
La Belgique subventionne les églises et les organisations philosophiques non confessionnelles reconnues sur son territoire. Cette particularité est inscrite dans l'article 181 de la Constitution belge :

« Les traitements et pensions des ministres des cultes sont à charge de l'État ; les sommes nécessaires pour y faire face sont annuellement portées au budget. […] »

À ce titre, l'État belge a dépensé en 2003 :
- culte catholique romain : 458,62 millions d'euros ;
- laïcité organisée : 75,36 millions d'euros ;
- culte islamique : 20,33 millions d'euros ;
- culte protestant évangélique : 18,80 millions d'euros ;
- culte israélite : 3,21 millions d'euros ;
- culte orthodoxe : 2,36 millions d'euros ;
- culte anglican : 0,46 million d'euros.

Un septième culte pourrait être reconnu : le bouddhisme. Celui-ci est fort de 30 000  à   50 000 adeptes. Il existe également les Témoins de Jéhovah avec plus de 25 000 adeptes en 2010.
La Belgique compte environ 623 000 musulmans en 2010, ce qui représente 5,8 % de la population totale.

### Arts
Dès le Moyen Âge, la région correspondant aujourd'hui à la Belgique a été le berceau de mouvements artistiques majeurs qui ont eu une influence très importante sur l’art européen. L'art mosan, la peinture flamande (terme global qui englobe l'ensemble du territoire belge), de la Renaissance, la peinture baroque, les architectures romane, gothique, Renaissance, baroque et Art nouveau ainsi que la musique classique de la Renaissance sont des éléments majeurs de l'histoire de l’art.
Le genre des Primitifs flamands, auquel sont attribuées quelques-unes des plus importantes œuvres de l'histoire de l'art, apparut à Bruges au XVe siècle et devint très important dans d'autres grandes villes belges par la suite.
La peinture baroque flamande apparut et se développa à Anvers et devint une véritable industrie grâce à sa popularité auprès de la noblesse européenne du XVIIe siècle.
Les surréalistes sont largement représentés en Belgique avec des artistes comme René Magritte ou encore James Ensor, on dit même que le surréalisme, c'est l'âme belge.

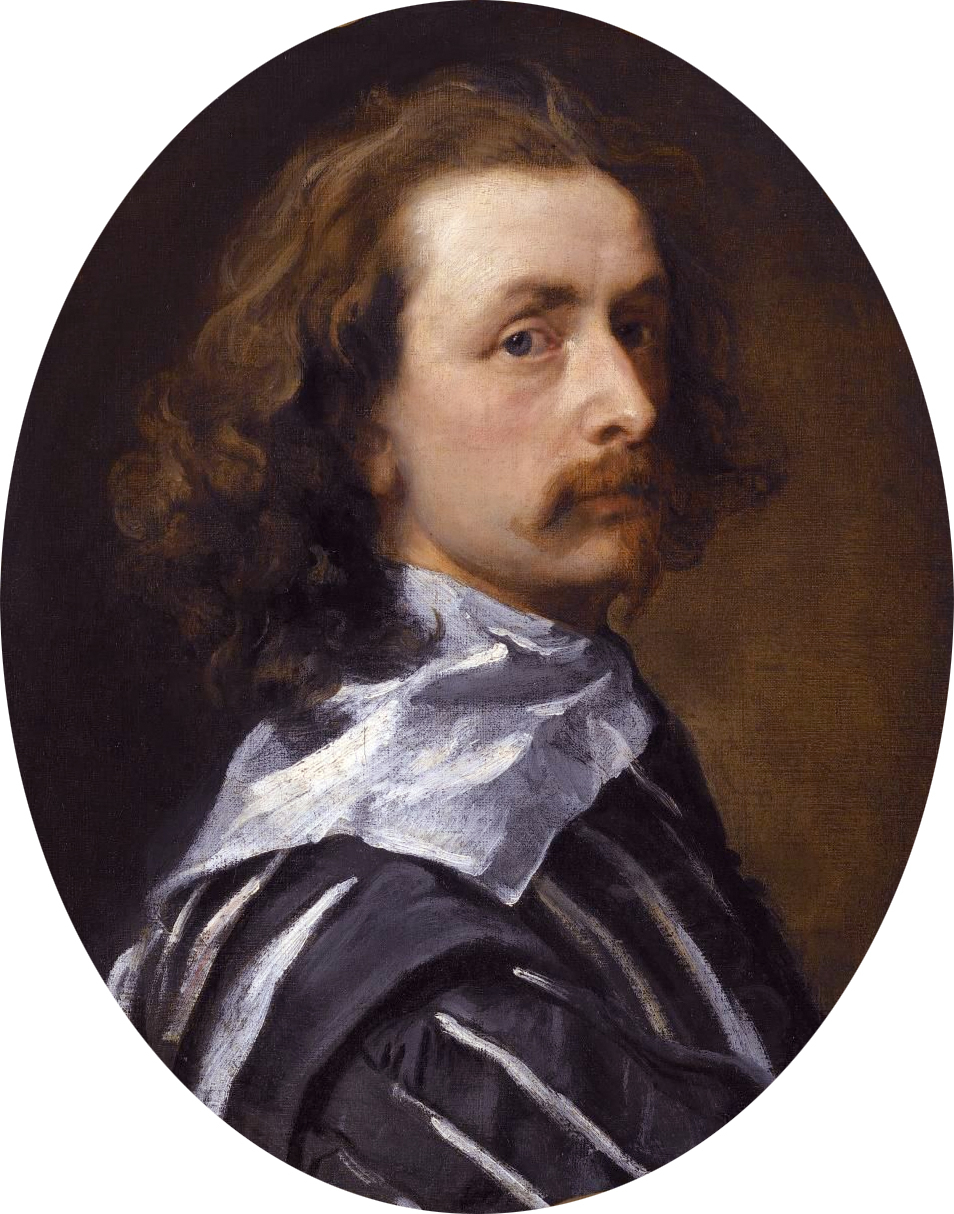
Antoine van Dyck.

La Belgique compte de nombreux peintres célèbres dont Jan van Eyck, Rogier van der Weyden, Dirk Bouts, Jérôme Bosch, Pieter Brueghel l'Ancien, son fils et son petit-fils, Antoine van Dyck, Pierre Paul Rubens, Fernand Khnopff, Paul Delvaux, Félicien Rops, Léon Spilliaert, James Ensor, Constant Permeke, Gustave van de Woestijne, René Magritte et Rik Wouters.
La Belgique est connue pour sa contribution à la bande dessinée, qui y est un art à part entière.
Le portail BALaT de l'Institut royal du patrimoine artistique permet de consulter 700 000 images sur l'art belge, dont 650 000 sont gratuitement téléchargeables.

#### Architecture

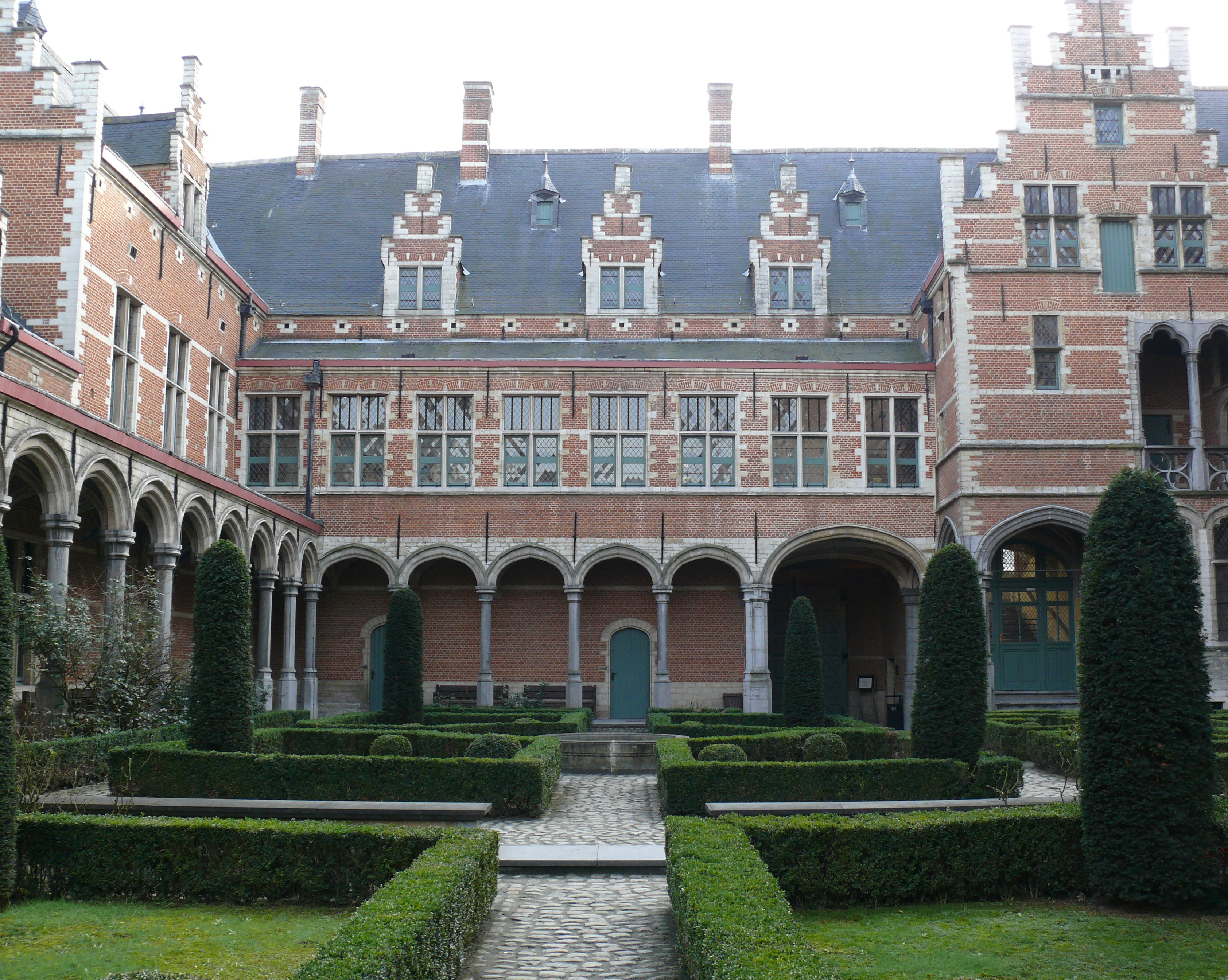
Le palais de Marguerite d'Autriche à Malines, construit en 1517.

Aux Pays-Bas, comprenant la Belgique, le style de la Renaissance n'a pas eu à s'imposer et fut assimilé assez rapidement, formant dans un premier temps un style hybride, donnant naissance à des bâtiments de conception gothique et de décor antiquisant, tout en préservant le pignon à gradins, symbole local. Le style Renaissance venu tout droit d'Italie s'adapta sans trop de peine aux traditions architecturales locales, dès 1517 en effet, le palais élevé pour Marguerite d'Autriche à Malines marqua le début de l'architecture Renaissance dans le territoire qui deviendra plus tard la Belgique. On y remarque que le pignon dentelé de gradins est toujours en faveur, et que l'élévation sans ressauts du palais démontre la persistance de traditions architecturales trop bien implantées pour être si rapidement abandonnées. À partir des années 1530, ce sont également les maisons privées, les maisons de corporations qui seront élevées dans ce nouveau style, telles la maison des Bateliers (1531) à Gand et celle du Saumon (1530-1534) à Malines. Ces maisons n'ont pas connu de modification majeures puisqu'elles continuaient de superposer leurs baies au sein d'un pignon à gradins mais leur décor fut mis au goût de la Renaissance.
Il n'y a cependant en Belgique pas une seule grande église de style Renaissance, et on préfère conserver la structure gothique à laquelle on vient accoler une chapelle, une sacristie, un portail italianisant, car la croisée d'ogives comme l'arc brisé restent en usage. À l'intérieur des églises, l'influence italienne se fait davantage sentir dans les monuments tels que les autels, les jubés, les confessionnaux, les stalles ou encore les tombeaux.
Le style de la Renaissance put d'autant plus prendre son essor que Pierre Coecke traduisit dès 1539 en flamand les Règles d'architecture de Serlio. Cependant, rares sont les constructions dans le pur style italien, les traditions décoratives et constructives locales sont vivaces et l'on ne peut guère citer que l'hôtel du cardinal de Granvelle construit à Bruxelles en 1550 par Sébastien van Noyen comme exemple d'un palais fidèle aux canons italiens de la Renaissance. L'hôtel de ville d'Anvers, bâti en 1561 par Corneille de Vriendt, constitue une œuvre unique dans le passage d'un style renaissance encore soumis aux traditions locales à l'acceptation d'un style classique bien plus proche de celui des palazzo romains. Cependant, cette œuvre reste une expérience personnelle et isolée, et bien vite les vieilles formules reprirent le dessus. C'est en décoration que la Renaissance italienne fit le plus de progrès, avec l'apparition sur les façades d'arabesques comprenant des rinceaux, des amours, des médaillons en vogue de 1530 à 1550, puis de guirlandes de fruits, de grotesques à partir de 1550 jusqu'à la fin du siècle. Cette décoration sculptée, interprétation flamande de modèles italiens, est un peu épaisse, lourde, mais elle est dynamique, originale, et souvent ces ornements prennent une importance inattendue dans la composition des façades.

### Vie culturelle
La vie culturelle belge concernant essentiellement le théâtre et la littérature a eu tendance à se développer dans chaque communauté. La Belgique en tant que telle est culturellement connue pour son art raffiné et son architecture. Il y a lieu de remarquer que l'Internet est aussi un élément de fracture communautaire dans la mesure où les deux communautés ne participent pratiquement à aucune communication en ligne commune que ce soit sur le plan culturel, scientifique, technique ou même les loisirs. Les francophones fréquentent plutôt les cercles français et les néerlandophones s'organisent entre eux.

### Fêtes et jours fériés
| Date                                                  | Nom                                           | Type  | Remarques                                                        |
| ----------------------------------------------------- | --------------------------------------------- | ----- | ---------------------------------------------------------------- |
| 1er janvier                                           | jour de l'an                                  | férié | national                                                         |
| Date mobile                                           | carnaval                                      | fête  | dépend des traditions de la ville                                |
| Date mobile                                           | Pâques                                        | férié | national                                                         |
| Lendemain de Pâques                                   | lundi de Pâques                               | férié | national                                                         |
| 15 avril                                              | anniversaire du roi Philippe                  | férié | militaires uniquement                                            |
| 1er mai                                               | fête du Travail                               | férié | national                                                         |
| 6e jeudi après Pâques                                 | Ascension                                     | férié | national                                                         |
| 8 mai (ou autre date dans la première semaine de mai) | fête de l'Iris                                | fête  | fonctionnaires de la Région bruxelloise uniquement               |
| 2e dimanche de mai                                    | fête des Mères                                | fête  | sauf à Anvers où elle est commémorée le 15 août                  |
| 7e dimanche après Pâques                              | Pentecôte                                     | férié | national                                                         |
| Lendemain de la Pentecôte                             | lundi de la Pentecôte                         | férié | national                                                         |
| 2e dimanche de juin                                   | fête des Pères                                | fête  | national                                                         |
| 11 juillet                                            | commémoration de la bataille des Éperons d'Or | férié | fonctionnaires de la Communauté flamande uniquement              |
| 21 juillet                                            | fête nationale                                | férié | national                                                         |
| 15 août                                               | Assomption de Marie                           | férié | national                                                         |
| 3e dimanche de septembre                              | fête de Wallonie                              | férié | fonctionnaires de la Région wallonne uniquement                  |
| 27 septembre                                          | commémoration des Journées de septembre 1830  | férié | fonctionnaires de la Communauté française de Belgique uniquement |
| 1er novembre                                          | Toussaint                                     | férié | national                                                         |
| 11 novembre                                           | armistice de 1918                             | férié | national                                                         |
| 15 novembre                                           | fête de la Communauté germanophone            | férié | fonctionnaires de la Communauté germanophone uniquement          |
| 15 novembre                                           | fête du Roi                                   | férié | fonctionnaires fédéraux uniquement                               |
| 25 décembre                                           | Noël                                          | férié | national                                                         |

### Cuisine belge
La cuisine belge est variée et connaît des variations régionales significatives. Elle est aussi influencée par les cuisines traditionnelles des pays voisins proches que sont l'Allemagne, la France et les Pays-Bas.
Hors du pays, la Belgique est principalement connue pour le chocolat, les gaufres (de Bruxelles et de Liège), les frites et la bière.

## Enseignement
- Système éducatif en Belgique
- Écoles secondaires en Belgique
- Académies de musique et des Arts en Belgique
- Universités en Belgique
- Hautes écoles francophones en Belgique
- Enseignement supérieur en Belgique
- Conservatoire royal
- École royale militaire
- Écoles belges de 1946 à 2003 au sein des Forces belges en Allemagne (FBA)

## Économie

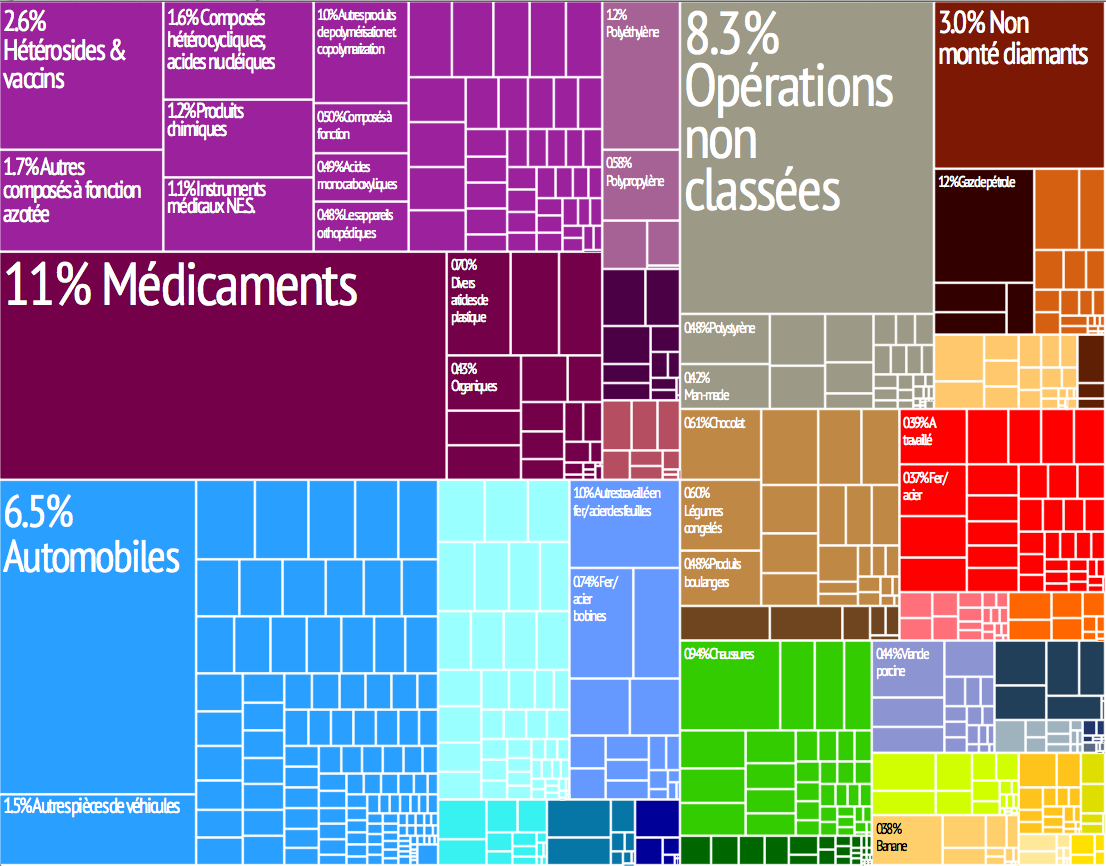
Représentation graphique des exportations de produits de la Belgique dans 28 catégories de couleur.

Le PIB belge est de 337,45 milliards d'euros, plaçant le pays au neuvième rang parmi les pays de l'Union européenne (en 2009).
La dette publique s'élevait à 341,6 milliards d'euros ou 101,5 % du PIB en 2010.
En 2018, plus de 20 % de la population belge est menacée de pauvreté selon l'office statistique européen (Eurostat).
En 2024, la Belgique est classée en 24e position pour l'indice mondial de l'innovation.
La Belgique a la population médiane la plus riche d'Europe parmi les pays de plus de 1 million d'habitants.
Le tourisme représente 2,3 % du PIB national, jouant un rôle important dans l'activité économique du pays, qui accueille chaque année 10 millions de touristes dont plus de 6 millions venant de l'étranger. Le manque d'information claire et l'indifférence des autorités sont considérés comme des freins au développement du tourisme durable, secteur qui se développe dans de nombreux pays. Une enquête réalisée en 2017 pour le voyagiste TUI a montré qu'à peine 10 % des touristes tiennent compte du tourisme durable lors du choix de leurs vacances. Peu avant les étudiants de la Haute école Robert Schuman de Libramont et leur professeur Hadelin de Beer ont constaté qu'« aucun guide n'existait encore en la matière » ce qui les a amené à publier la première édition du « Guide du tourisme durable en Wallonie » en 2016.

### Transports
- Routes : 151 372 kilomètres (en 2006) réparties comme suit[113] :
  - Région de Bruxelles-Capitale : 1 881 km
  - Région wallonne : 79 708 km
  - Région flamande : 69 783 km
- Voies ferrées : 3 521 km (en 2005)

- Voies navigables : 2 043 km

- Air :
  - Principaux aéroports : Bruxelles-National, Charleroi-Bruxelles-Sud, Liège, Ostende-Bruges, Anvers.
  - Nombre d'aéroports : 43 (dont 25 avec des pistes goudronnées) (en 2006)

- Ports :
  - Ports maritimes : Anvers, Bruxelles, Bruges-Zeebruges, Gand, Ostende
  - Ports fluviaux : Genk, Liège, Namur

### Télécommunications
- Lignes de téléphone fixe : 4 718 682 soit 44,9 pour 100 habitants (en 2006) ; source INS (statbel.fgov.be)
- Téléphones mobiles : 10 959 819 soit 98,9 pour 100 habitants (en 2012) ; source INS (statbel.fgov.be)
- Postes de radio : 8,075 millions (en 1997)
- Postes de télévision : 3 556 235 (en 2001) ; source INS (statbel.fgov.be)
- Utilisateurs d'Internet : 9,1 millions (en 2012) soit 77,6 % de la population ; source INS (statbel.fgov.be)
- Nombre de fournisseurs d'accès Internet : 10 (en 2007) ; source (www.astel.be)

## Armée

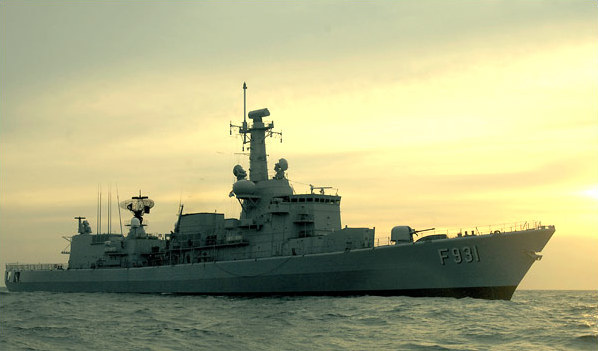
Le Louise-Marie, l'une des deux frégates de classe Karel Doorman de la composante marine.

L'Armée belge compte, en 2019, 27 881 hommes, soit 10 500 hommes dans l'armée de terre, 8 600 dans l'aviation, 2 400 dans la marine et 2 000 au service médical. Le recrutement y est essentiellement fondé sur le volontariat de carrière depuis la suspension du service militaire (le 1er mars 1995). À cela s'ajoutent les principes de réserve volontaire (militaire de carrière ou civil ayant signé un engagement) et obligatoire, uniquement pour les membres du cadre et ce, pendant une durée déterminée. Leur chef est, depuis 1831, S.M. le Roi des Belges.

## Sécurité civile

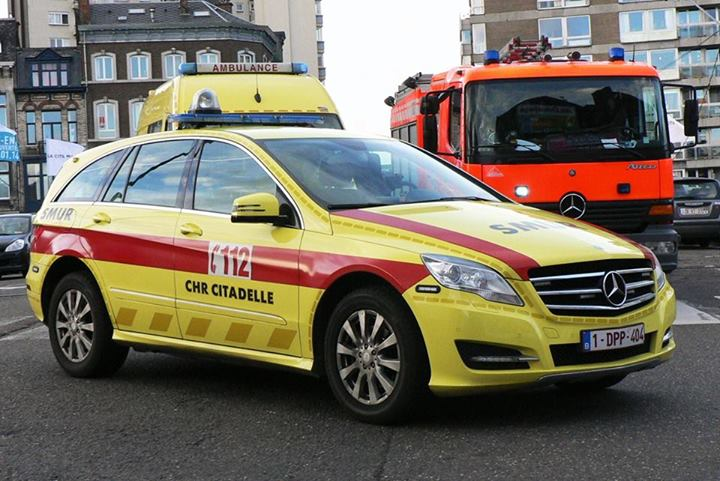
Véhicule d'Intervention médicalisé (VIM) du service SMUR de l'Hôpital de la Citadelle de Liège, en intervention lors d'un incendie avec les pompiers de Liège.

La sécurité civile belge se scinde en deux parties :
- d'une part, les services régionaux d'incendie, qui assurent les missions traditionnelles de secours aux personnes, y compris l'aide médicale urgente ;
- d'autre part, la protection civile, qui a pour but l'appui des sapeurs-pompiers en matériel et en hommes pour les missions lourdes ou techniques.

Une réforme est en cours afin de regrouper les services régionaux d'incendie en zones de secours, à l'instar des zones de police et de réunir les deux entités (pompiers et protection civile) sous une même direction : la direction générale de la sécurité civile.
Le numéro d'appel d'urgence belge est le 112 (numéro d'urgence européen).